# Bytom
Bytom [ˈbɨtɔm], deutsch Beuthen O.S. (früher selten auch Oberbeuthen, schlesisch Aeberbeuthn oder Beuthn, schlonsakisch Bytůń), ist eine kreisfreie Großstadt in der polnischen Woiwodschaft Schlesien.

## Geographie

### Lage
Die Stadt liegt in Oberschlesien am Ursprung des Beuthener Wassers auf 309 m ü. NHN, etwa 85 km nordwestlich von Krakau im Oberschlesischen Kohlerevier, einem der größten Steinkohlevorkommen in Mitteleuropa. Vorherrschende Industrie war traditionell der Steinkohlebergbau, den Strukturwandel überstand jedoch nur die Carsten-Zentrum-Grube.

### Stadtgliederung
- Bobrek
- Górniki (Friedrichswille)
- Karb (Karf)
- Łagiewniki (Hohenlinde)

Die Stadtteile Bytoms

- Miechowice (Miechowitz, 1936–1945: Mechtal); mit Schloss Miechowitz
- Rozbark (Roßberg)
- Stolarzowice (Stollarzowitz, 1936–1945: Stillersfeld)
- Stroszek (Strossek)
- Sucha Góra (Trockenberg)
- Szombierki (Schomberg)
- Śródmieście (Innenstadt)

## Geschichte

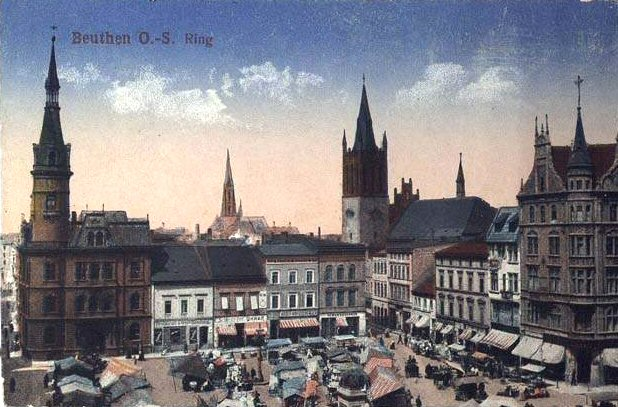
Beuthen um 1910
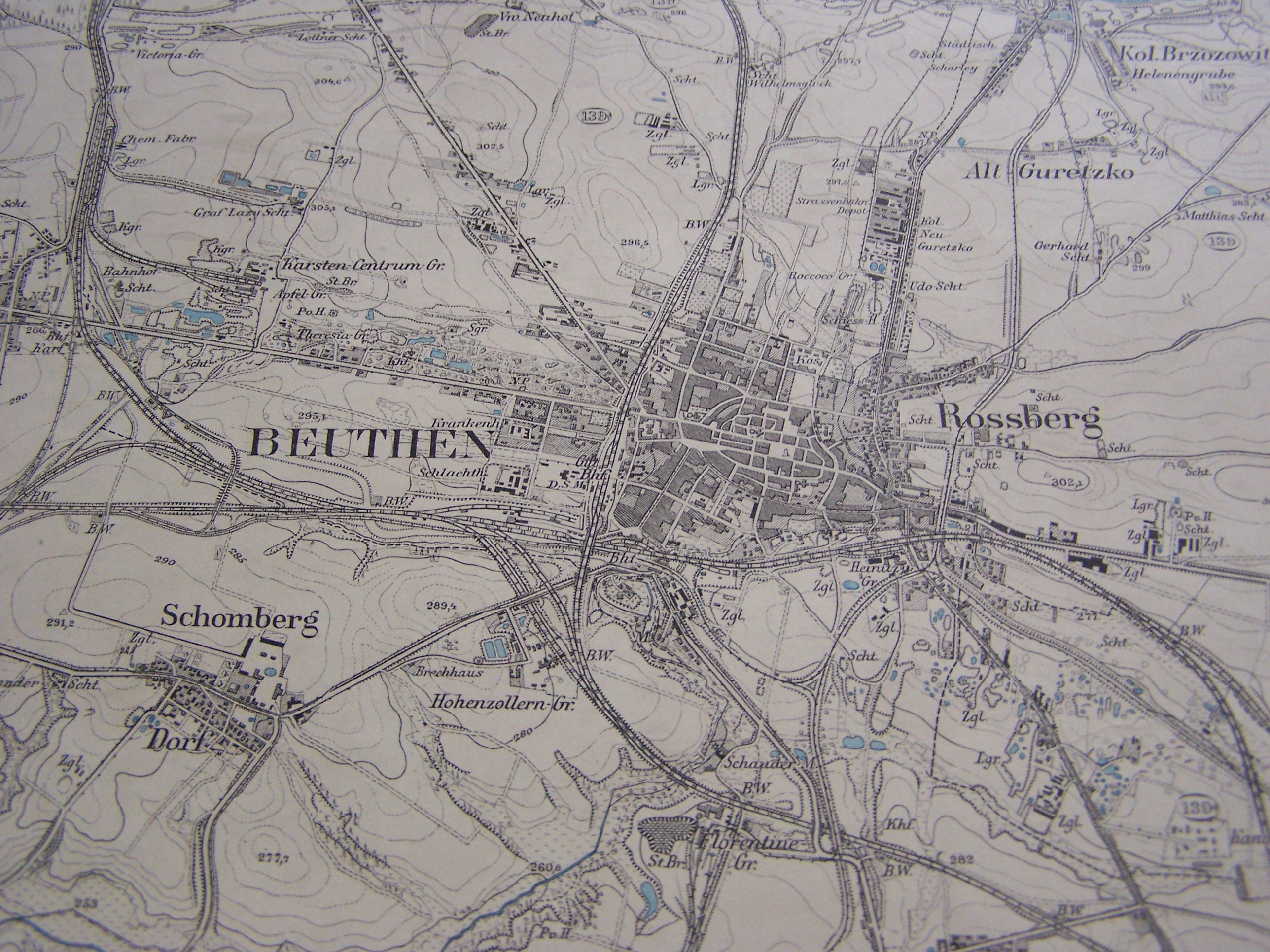
Das Stadtgebiet auf einer alten Landkarte: Beuthen mit Schomberg und Rossberg
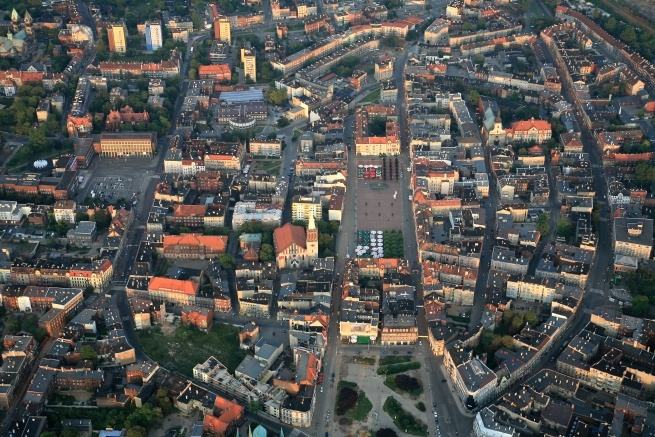
Luftbild der Stadt – In der Mitte der Ring
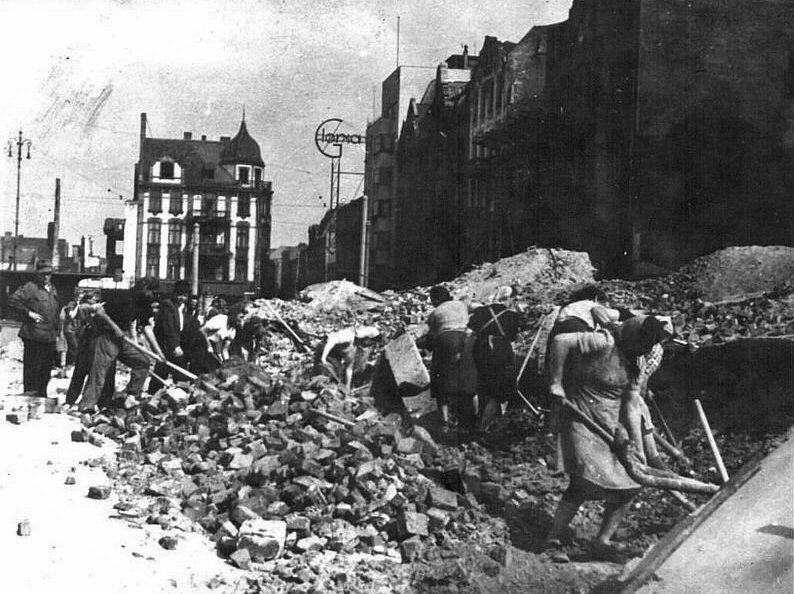
Der Ring 1945
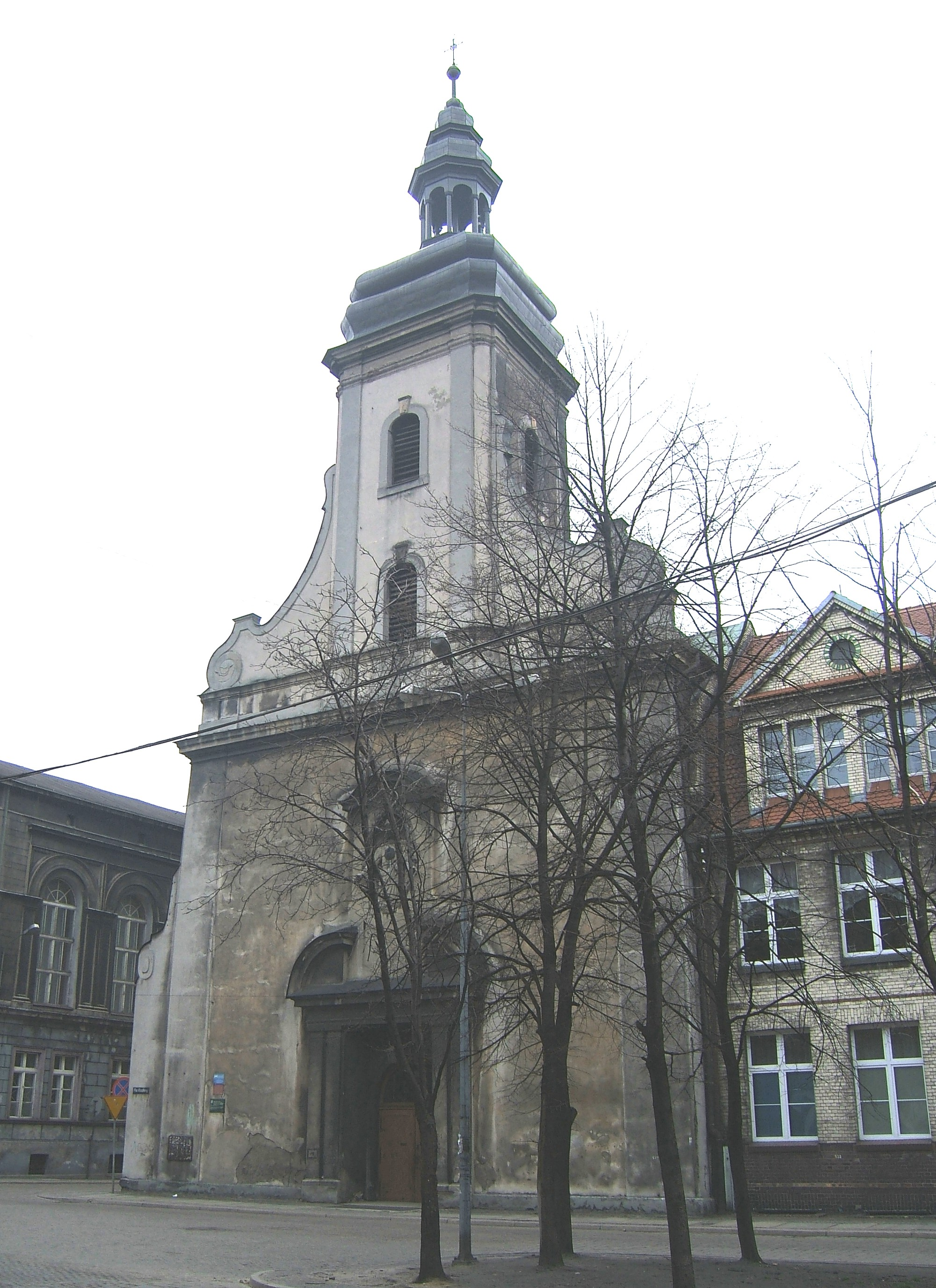
Adalbertkirche (bis 1945 evangelische St.-Nikolaus-Kirche)
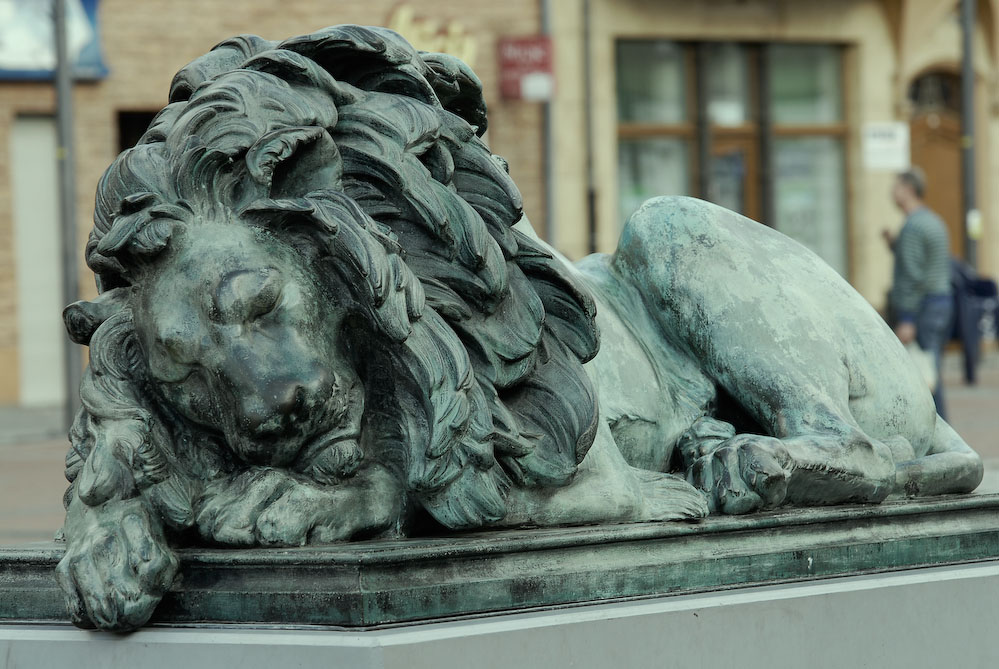
Der Schlafende Löwe
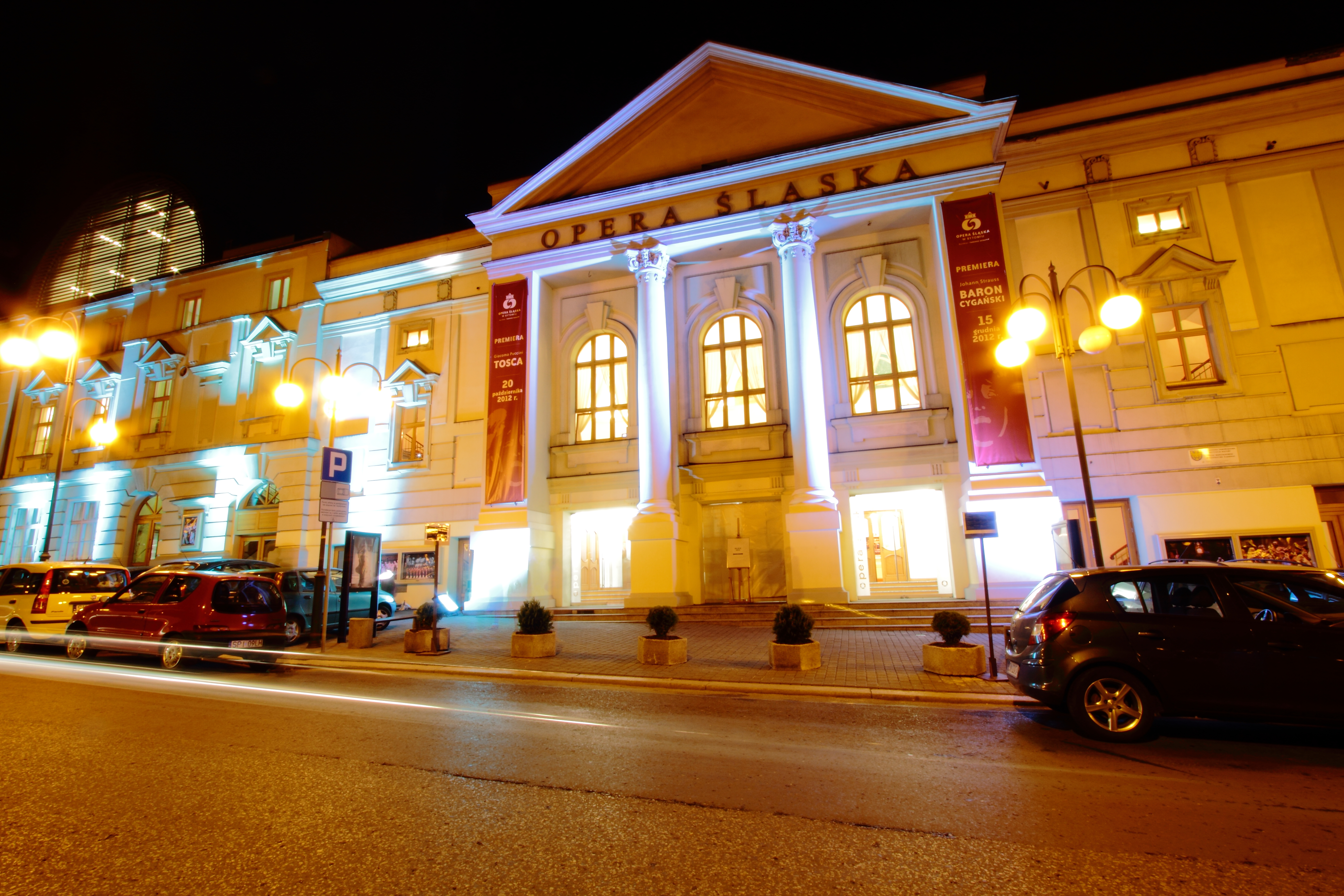
Schlesische Oper bei Nacht
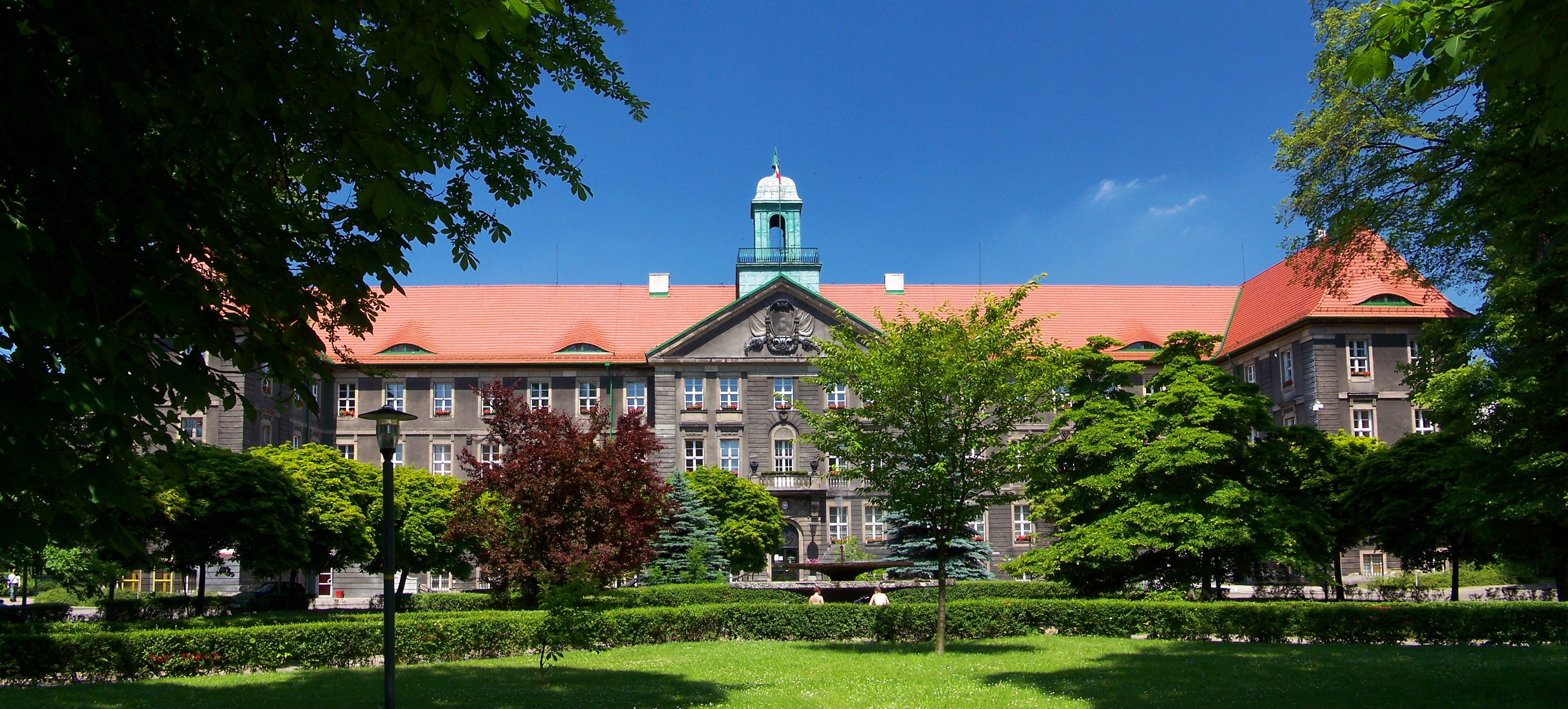
Gebäude der Stadtverwaltung

Ein Burgwall (gród) im Stammesgebiet der Wislanen entstand unter Bolesław I. Der Ort wurde 1136 als Bithom erstmals (aufgrund von Kohlefunden) erwähnt, kurz vor dem polnischen Partikularismus. Der Ortsname ist vom Personennamen Bytom (vergleiche urslawisch *bytъ = „existieren/sein“) abgeleitet. Im Jahr 1177 oder 1179 wurde der Ort wie auch Oświęcim aus der Krakauer Seniorenprovinz (Kleinpolen) herausgelöst und dem oberschlesischen Herzogtum Ratibor zugeschlagen (1202 mit dem Herzogtum Oppeln vereinigt). Die vorherige Grenze zwischen Schlesien und Kleinpolen wurde trotz der anderen politischen Grenze zum großen Teil zwischen den entsprechenden Bistümern beibehalten – Bytom blieb bis 1821 im Bistum Krakau. Ab 1254 besitzt der Ort deutsches Stadtrecht. Um 1258 gründete Herzog Wladislaus I. von Oppeln-Ratibor ein Minoritenkloster in der Stadt. Durch Aufteilung des Herzogtums Oppeln wurde die Stadt 1281 Sitz des Herzogtums Beuthen und ab 1331 Sitz eines Krakauer Dekanats. Dessen Herzog Kasimir II. unterstellte 1289 als erster schlesischer Herzog sein Herzogtum als ein Lehen der Krone Böhmens, womit es an das Heilige Römische Reich kam und 1526 an die Habsburger in ihrer Eigenschaft als Könige von Böhmen gelangte. Seit 1450 wurde die Stadt auch in der germanisierten Form Beuthen genannt, davon entstand die sekundäre polnische Form Bytoń.
Nach dem Ersten Schlesischen Krieg fiel Beuthen mit dem größten Teil Schlesiens an Preußen. 1787 ließ hier Graf von Reden die erste Dampfmaschine auf dem europäischen Festland in Betrieb nehmen. 1816 wurde der Landkreis Beuthen errichtet. Durch Industrialisierung und Bergbau (Steinkohle-, Zink- und Bleierzvorkommen in der Umgebung) erlebte die Stadt im 19. Jahrhundert einen starken wirtschaftlichen Aufschwung. Am 1. April 1890 wurde Beuthen zum Stadtkreis erhoben. 1894 wurde die erste Straßenbahnlinie, 1898 der Zoo (geschlossen 1957), 1899 die Stadtbibliothek (spätere Oberschlesische Landesbibliothek) eröffnet. Am Anfang des 20. Jahrhunderts hatte Beuthen fünf katholische Kirchen, eine evangelische Kirche, eine Synagoge, ein Gymnasium, eine Realschule, ein Jungen-Internat, zwei Waisenhäuser, Galmeigruben, Bergbau auf Steinkohlen und Brauneisenstein, Fabrikation von Marmor- und Sandsteinwaren, Fabrikation gebogener Möbel, eine Bierbrauerei und weitere Produktionsstätten, eine Handelskammer, eine Reichsbanknebenstelle und war Sitz eines Landgerichts sowie des Landratsamts für den Landkreis Beuthen. 1876 ist die erste Theatergründung belegt, später war Beuthen auch Sitz des Oberschlesischen Landestheaters. 1910 wurde das von Louis Tuaillon entworfene Reiterdenkmal Friedrichs des Großen am Kaiserplatz neben der Oberrealschule enthüllt.
In der Volksabstimmung in Oberschlesien am 20. März 1921 votierten 59,4 Prozent der Einwohner der Provinz Oberschlesien für einen Verbleib bei Deutschland und 40,6 Prozent für einen Beitritt zum neu errichteten Polen, woraufhin die Pariser Botschafterkonferenz nach drei polnischen Aufständen die Region zwischen beiden Staaten teilte. Beuthen, dessen Einwohner zu 75 % für die weitere Zugehörigkeit zu Deutschland gestimmt hatten, wurde zur Grenzstadt zum nun polnischen Ostoberschlesien. Beuthen war nun auf drei Seiten von polnischem Territorium umgeben. So führte die Straßenbahnlinie nach Zabrze über Rudahammer nun über polnisches Gebiet, das ohne Halt durchfahren werden musste. Ab 1930 bestand eine parallele Straßenbahnlinie auf deutschem Gebiet.
Im Jahr 1945 war Beuthen Verwaltungssitz des Landkreises Beuthen-Tarnowitz im Regierungsbezirk Kattowitz der preußischen Provinz Oberschlesien (bis 1939 im Regierungsbezirk Oppeln der preußischen Provinz Schlesien) des Deutschen Reichs.
In der Stadt befand sich eine am 2. Juli 1869 eröffnete Synagoge. Sie wurde während der Reichspogromnacht am 9./10. November 1938 niedergebrannt. Die jüdische Gemeinde Beuthens gehörte zu den ersten Opfern des Holocausts und wurde vollständig ausgelöscht. Eine Gedenktafel am ehemaligen Standort der Synagoge erinnert heute an die zahlreichen Opfer. Am 15. Februar 1942 wird eine Gruppe Juden von hier ins Hauptlager Auschwitz deportiert und sofort ermordet. Damit beginnt der Massenmord an Juden in diesem deutschen Konzentrationslager im besetzten Polen.
Am 27. Januar 1945 eroberte die Rote Armee Beuthen, wobei das Rathaus zerstört wurde, und unterstellte es im März 1945 der polnischen Verwaltung. Die Stadt erhielt offiziell den polnischen Namen „Bytom“. Die Bevölkerungsüberprüfung hat begonnen. Insbesondere wurden Menschen deutscher Herkunft (d. h. die meisten Einwohner der Stadt) vertrieben und die vertriebenen Deutschen durch Polen ersetzt, die aus den in die UdSSR eingegliederten polnischen Gebieten vertrieben wurden, sowie durch polnische Siedler aus Zentralpolen. Trotz der Vertreibung des Großteils der deutschen Bevölkerung leben noch immer Vertreter der deutschen Minderheit in Beuthen.
Der jahrhundertelang betriebene Bergbau hat seine Spuren im Stadtbild hinterlassen. Durch das Absinken des Bodens stehen einige Gebäude schief. Bis in die 1980er Jahre führten Gebirgsschläge zu erheblichen Schäden.
Manche Gebäude sind bereits renoviert. Im Stadtzentrum sind die Bahnhofsstraße (Dworcowa) und der Markt (Rynek) verkehrsfrei. Ein großes neues Einkaufszentrum wurde im Stadtzentrum errichtet.

## Demographie

Einwohnerentwicklung von Bytom

| Jahr | Einwohnerzahl | Anmerkungen |
| ---- | ------------- | --- |
| 1755 | 1040          | |
| 1795 | 1558          | |
| 1800 | 1717          | [ 10 ] |
| 1803 | 1771          | [ 11 ] |
| 1810 | 1926          | [ 11 ] |
| 1816 | 1976          | davon 48 Evangelische, 1615 Katholiken und 313 Juden |
| 1821 | 2231          | in 346 Privatwohnhäusern |
| 1825 | 2822          | darunter 179 Evangelische, 38 Juden |
| 1840 | 4079          | davon 282 Evangelische, 3086 Katholiken, 711 Juden |
| 1849 | 5912          | [ 10 ] |
| 1855 | 7182          | ohne das Militär |
| 1861 | 9448          | ohne das Militär, davon 931 Evangelische, 7277 Katholiken, 1240 Juden |
| 1867 | 15.391        | am 3. Dezember |
| 1871 | 17.946        | mit der Garnison (ein Bataillon Landwehr Nr. 23), darunter 1400 Evangelische, 1500 Juden (6000 Polen); nach anderen Angaben 15.711 Einwohner (am 1. Dezember), davon 1768 Evangelische, 12.117 Katholiken, zwei sonstige Christen, 1824 Juden                                                         |
| 1880 | 22.811        | [ 17 ] |
| 1885 | 26.484        | [ 17 ] |
| 1890 | 36.905        | davon 3793 Evangelische, 2183 Juden (9000 Polen) |
| 1900 | 51.404        | mit der Garnison (ein Infanteriebataillon Nr. 22), davon 5622 Evangelische, 43.163 Katholiken, 2594 Juden |
| 1905 | 60.273        | [ 17 ] |
| 1910 | 67.718        | am 1. Dezember, mit dem Militär (612 Mann), davon 7182 Evangelische, 53.659 Katholiken, 2572 Juden, 62 Sonstige (41.071 mit deutscher, 22.401 mit polnischer Muttersprache, 3504 Einwohner sprechen Deutsch und eine andere Sprache); nach anderen Angaben davon 7254 Evangelische, 57.819 Katholiken |
| 1919 | 53.238        | [ 17 ] |
| 1925 | 62.543        | davon 7657 Evangelische, 51.898 Katholiken, 34 sonstige Christen, 3263 Juden |
| 1933 | 100.584       | davon 11.478 Evangelische, 85.310 Katholiken, zehn sonstige Christen, 3148 Juden |
| 1939 | 101.029       | davon 10.853 Evangelische, 86.918 Katholiken, 554 sonstige Christen, 1358 Juden |

| Jahr | Einwohner | Anmerkungen |
| ---- | --------- | ----------- |
| 2004 | 189.535   |             |
| 2014 | 172.762   | [ 19 ]      |

## Politik

### Oberbürgermeister und Stadtpräsidenten
Seit 1882 führt das Beuthener Stadtoberhaupt die Bezeichnung Oberbürgermeister. Die wachsenden Aufgaben der Stadtverwaltung hatten damals eine zweite Bürgermeisterstelle erforderlich gemacht. Der amtierende Bürgermeister Georg Brüning wurde Beuthens erster Oberbürgermeister.
| Oberbürgermeister                | Lebensdaten                              | Amtszeit  | Partei  |
| -------------------------------- | ---------------------------------------- | --------- | ------- |
| Georg Brüning                    | * 12. August 1851; † 17. Dezember 1932   | 1882–1919 |         |
| Alfred Stephan                   | * 18. Oktober 1884; † 20. September 1924 | 1919–1924 | ZENTRUM |
| Hubert Leeber                    |                                          | 1924–1925 |         |
| Adolf Knakrick                   | * 29. August 1886; † 20. November 1959   | 1925–1933 |         |
| Oskar Wackerzapp (kommissarisch) | * 12. März 1883; † 8. August 1965        | 1933      |         |
| Walther Schmieding               | * 1897                                   | 1933–1945 | NSDAP   |

Von 1945 bis 1990 waren folgende Personen Stadtoberhaupt:
- 1945–1948 – Piotr Miętkiewicz
- 1971–1976 – Tadeusz Przybylski
- 1976–1985 – Paweł Spyra
- 1985–1990 – Witold Mączarowski

Nach dem Ende des Sozialismus wurden folgende Stadtpräsidenten in Bytom frei gewählt:
| Stadtpräsident                  | Amtszeit  |
| ------------------------------- | --------- |
| Janusz Paczocha                 | 1990–1994 |
| Józef Korpak                    | 1994–1996 |
| Marek Kińczyk                   | 1996–1998 |
| Krzysztof Wójcik                | 1998–2006 |
| Piotr Koj                       | 2006–2012 |
| Halina Bieda (Zwangsverwaltung) | 2012      |
| Damian Bartyla                  | 2012–2018 |
| Mariusz Wołosz                  | 2018–     |

An der Spitze der Stadtverwaltung steht ein Stadtpräsident, der von der Bevölkerung direkt gewählt wird. Seit 2012 war dies Damian Bartyla, der 2018 von Mariusz Wołosz abgelöst wurde.
Bei der Wahl 2024 trat der parteilose Amtsinhaber Wołosz erneut für das bürgerliche Wahlbündnis Koalicja Obywatelska als Stadtpräsident an. Die Abstimmung brachte folgendes Ergebnis:
- Mariusz Wołosz (Koalicja Obywatelska) 62,1 % der Stimmen
- Maciej Bartków (Prawo i Sprawiedliwość) 22,6 % der Stimmen
- Artur Kamiński (Wahlkomitee „Gemeinsam für Bytom“) 5,7 % der Stimmen
- Anna Niezgodzka (Lewica) 5,2 % der Stimmen
- Andrzej Misiołek (Konfederacja und unabhängige lokale Verwaltungen) 4,3 % der Stimmen

Damit wurde Amtsinhaber Wołosz bereits im ersten Wahlgang für eine zweite Amtszeit gewählt.
Bei der Wahl 2018 trat der damalige Amtsinhaber Bartyla erneut mit seinem eigenen Wahlkomitee als Stadtpräsident an. Die Abstimmung brachte folgendes Ergebnis:
- Mariusz Wołosz (Koalicja Obywatelska) 30,3 % der Stimmen
- Damian Bartyla (Wahlkomitee Damian Bartyla) 23,0 % der Stimmen
- Mariusz Janas (Prawo i Sprawiedliwość) 19,8 % der Stimmen
- Marek Michałowski (parteilos) 10,5 % der Stimmen
- Andrzej Panek (Wahlkomitee Andrzej Panek) 7,6 % der Stimmen
- Andrzej Wężyk (Unabhängiges Wahlkomitee) 6,6 % der Stimmen
- Jan Czubak (Sojusz Lewicy Demokratycznej / Lewica Razem) 2,3 % der Stimmen

In der daraufhin nötigen Stichwahl setzte sich Wołosz mit 53,5 % der Stimmen gegen Amtsinhaber Bartyla durch und wurde neuer Stadtpräsident.

### Stadtrat
Der Stadtrat besteht aus 25 Mitgliedern und wird direkt gewählt. Die Stadtratswahl 2024 führte zu folgendem Ergebnis:
- Koalicja Obywatelska (KO) 44,3 % der Stimmen, 14 Sitze
- Prawo i Sprawiedliwość (PiS) 26,2 % der Stimmen, 8 Sitze
- Trzecia Droga (TD) 13,9 % der Stimmen, 3 Sitze
- Konfederacja (und unabhängige lokale Verwaltungen) 5,3 % der Stimmen, kein Sitz
- Wahlkomitee „Gemeinsam für Bytom“ 5,3 % der Stimmen, kein Sitz
- Lewica 5,0 % der Stimmen, kein Sitz

Die Stadtratswahl 2018 führte zu folgendem Ergebnis:
- Koalicja Obywatelska (KO) 26,4 % der Stimmen, 9 Sitze
- Prawo i Sprawiedliwość (PiS) 23,7 % der Stimmen, 7 Sitze
- Wahlkomitee Damian Bartyla 18,9 % der Stimmen, 6 Sitze
- Wahlkomitee Andrzej Panek 8,9 % der Stimmen, 2 Sitze
- Wahlkomitee des Vereins „Gemeinsam für Bytom“ 7,9 % der Stimmen, 1 Sitz
- Kukiz’15 6,6 % der Stimmen, kein Sitz
- Unabhängiges Wahlkomitee 5,2 % der Stimmen, kein Sitz
- Sojusz Lewicy Demokratycznej (SLD) / Lewica Razem (Razem) 3,1 % der Stimmen, kein Sitz

## Sehenswürdigkeiten

### Trinitatiskirche
Die katholische Kirche St. Trinitatis (Kościół pw. Świętej Trójcy) wurde in den Jahren 1883 bis 1886 nach Plänen des Architekten Paul Jakisch erbaut. Der Bau hat im Inneren eine neogotische Ausstattung, der Musikchor im Westen ruht auf gusseisernen Säulen.

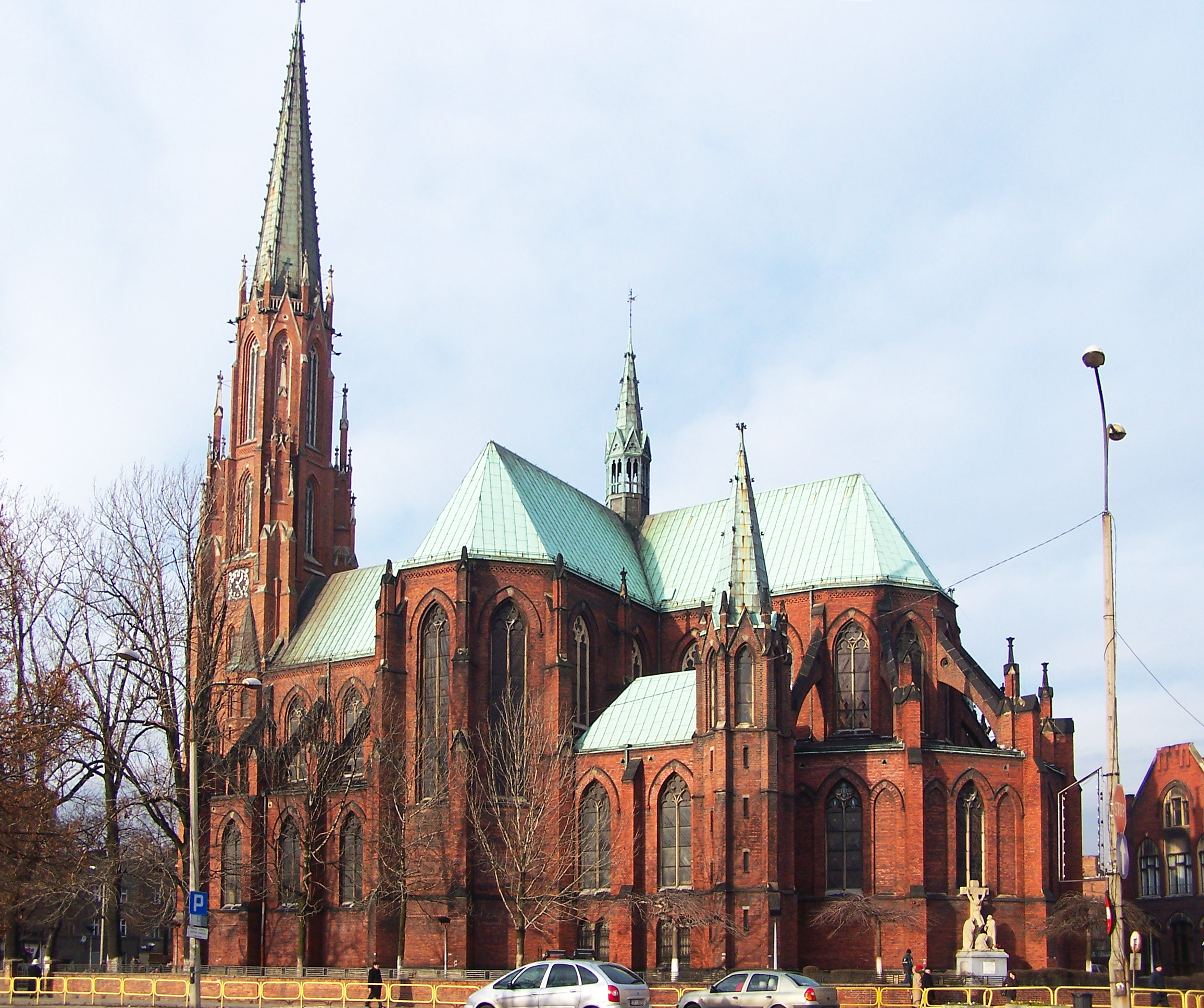
St. Trinitatis
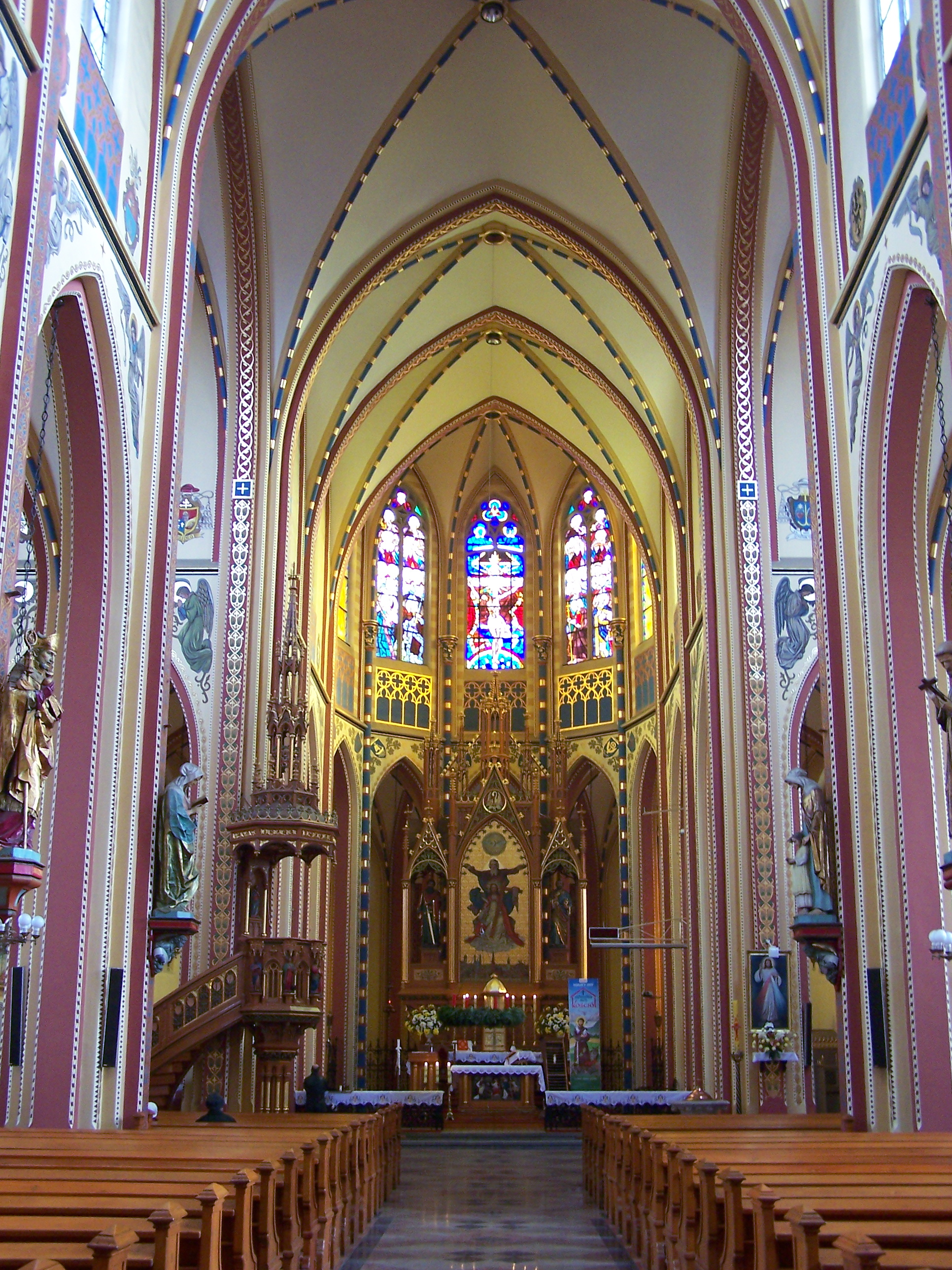
Das Innere der Backsteinbasilika

### Barbarakirche
Die katholische Kirche St. Barbara (Kościół św. Barbary) wurde von 1928 bis 1931 nach Plänen von Arthur Kickton erbaut. Sie ist ein modernistischer Stahlbetonbau mit neoromanischen Elementen. Das Mosaik der Kreuzwegstationen schuf Albert Figel. Die doppeltürmige Hauptfassade ist in der Art eines Westwerks gestaltet. Das Gebäude steht in der ul. Józefa Chełmońskiego.

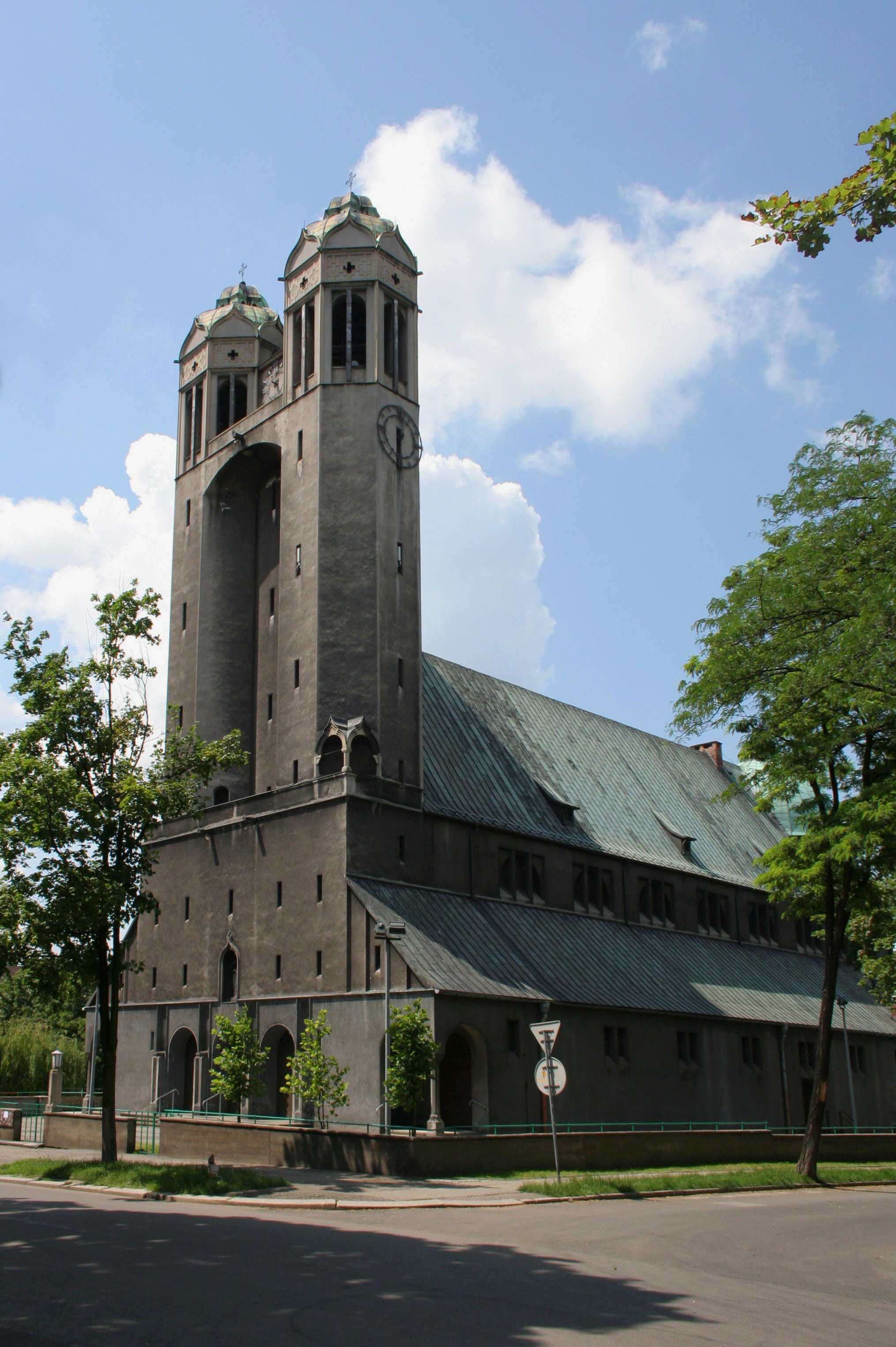
St. Barbara Hauptfassade
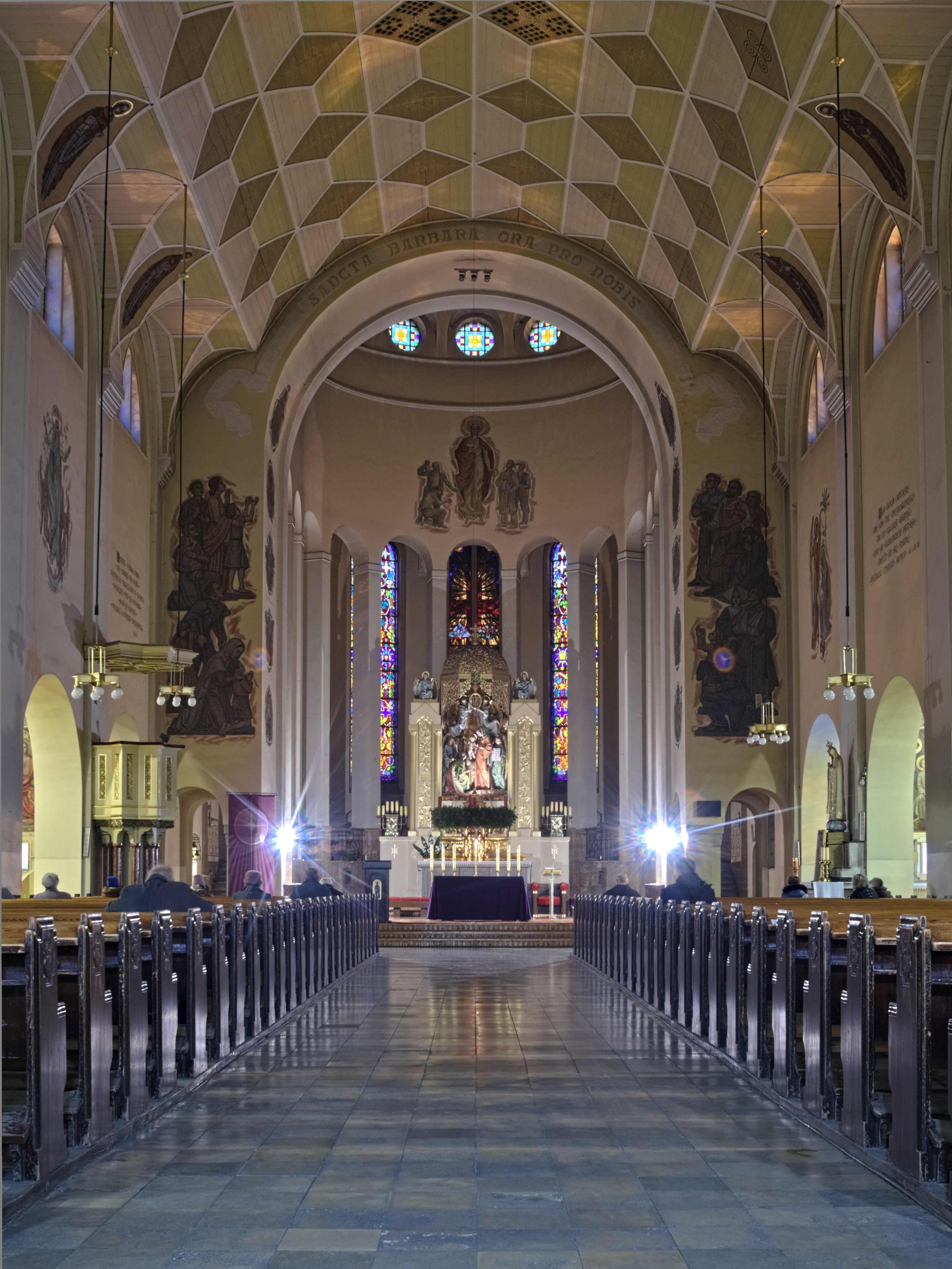
Hauptschiff und Altar
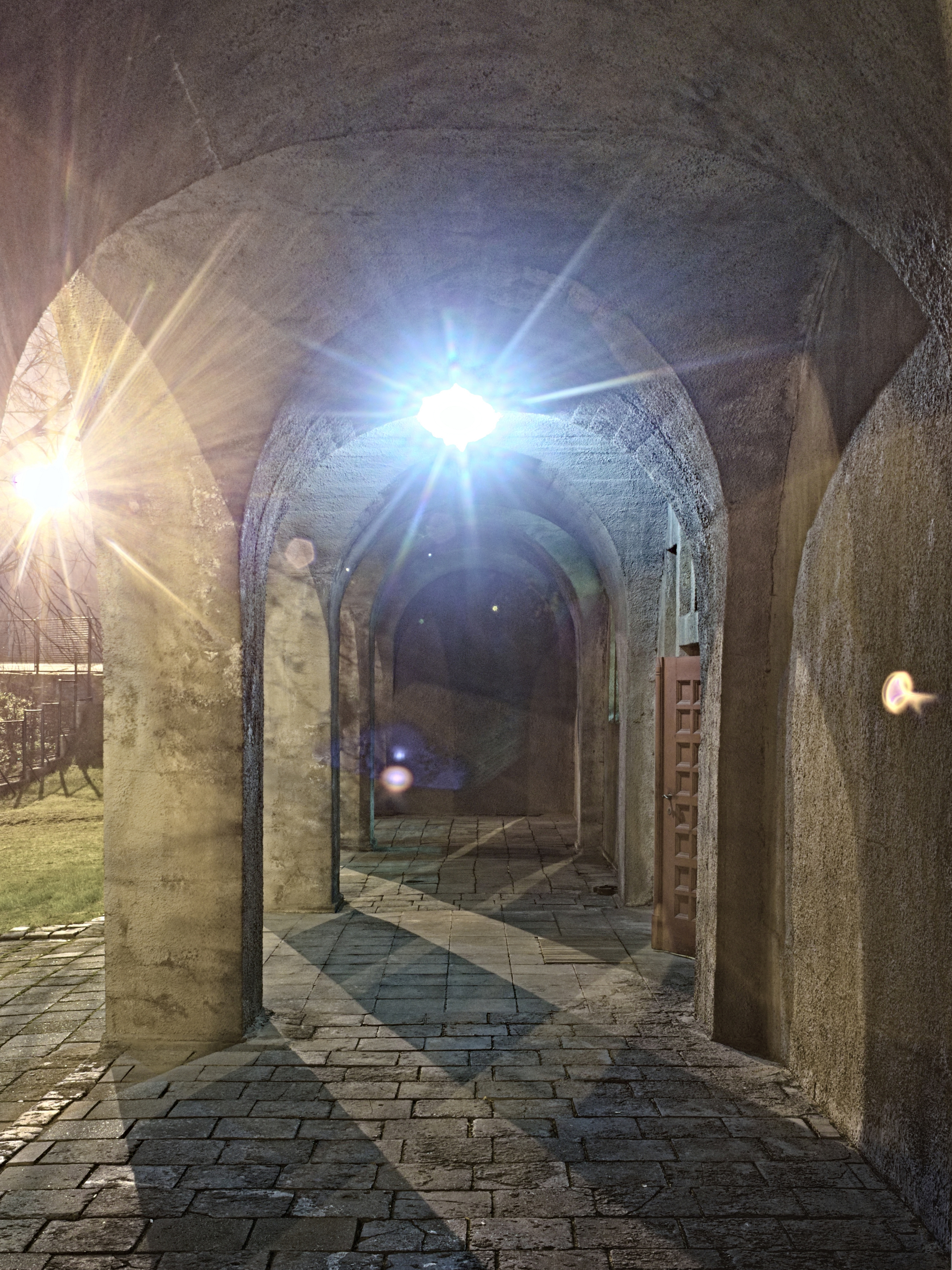
Bogengänge

### Kirche Hl. Kreuz
Die Kirche Hl. Kreuz (Kościół Podwyższenia Krzyża Świętego) wurde 1936–37 nach Plänen des Kirchenarchitekten Otto Linder errichtet. Auch die Ausstattung ist von Linder, die Apostelfiguren im Chor stammen von Emil Sutor und Franz Schink. Das Gebäude steht in der ul. Juliana Ligonia 2.

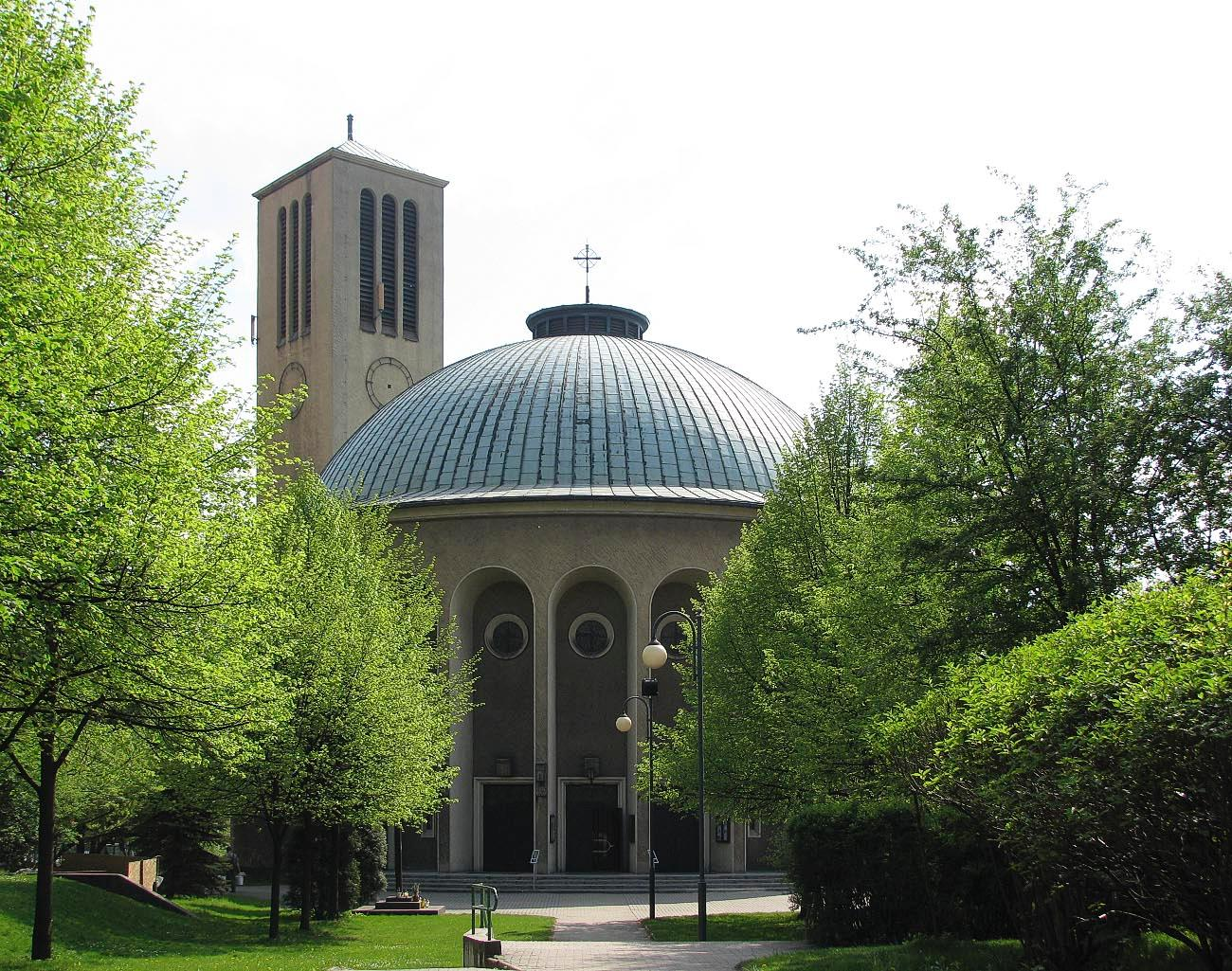
Die Kirche H. Kreuz
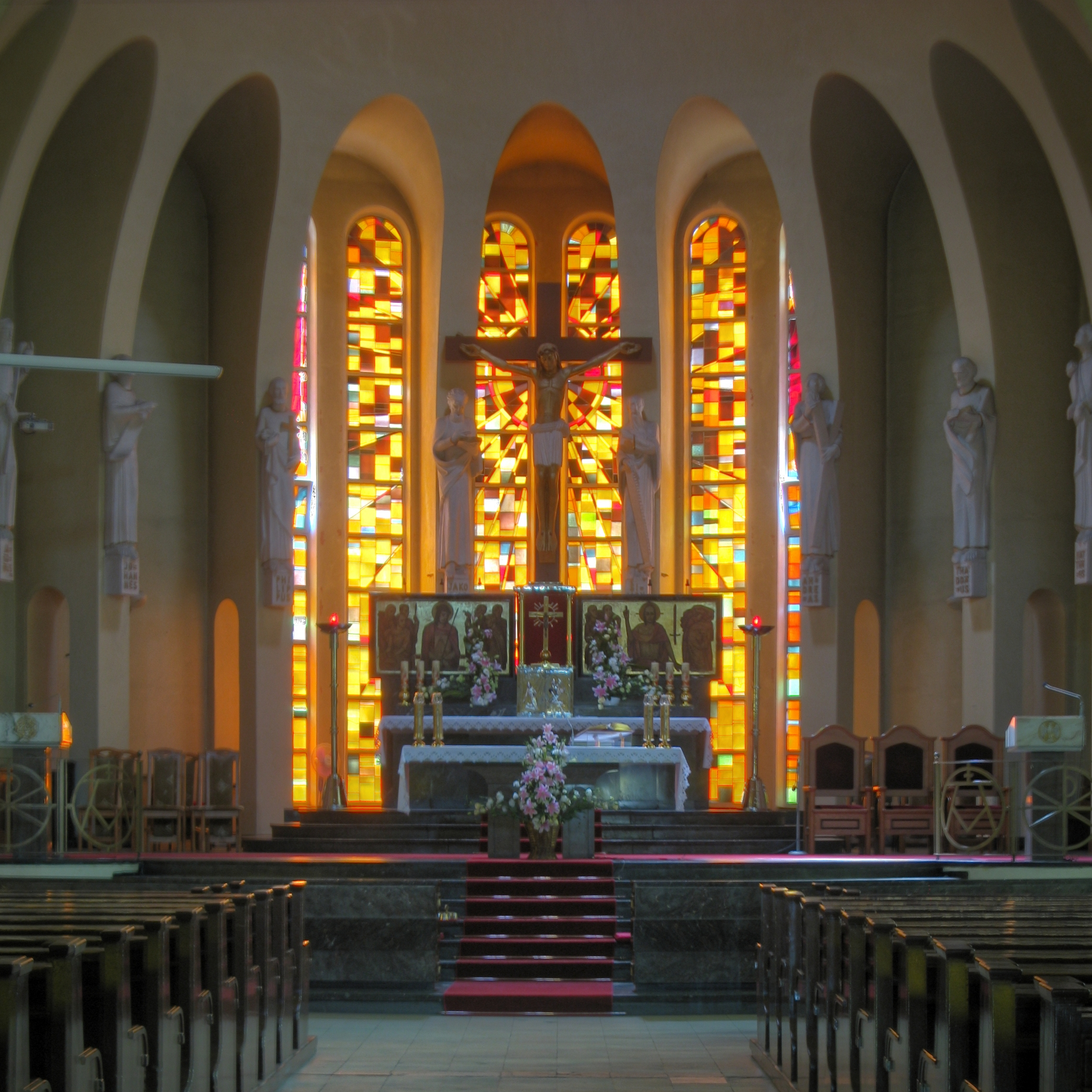
Der Altar
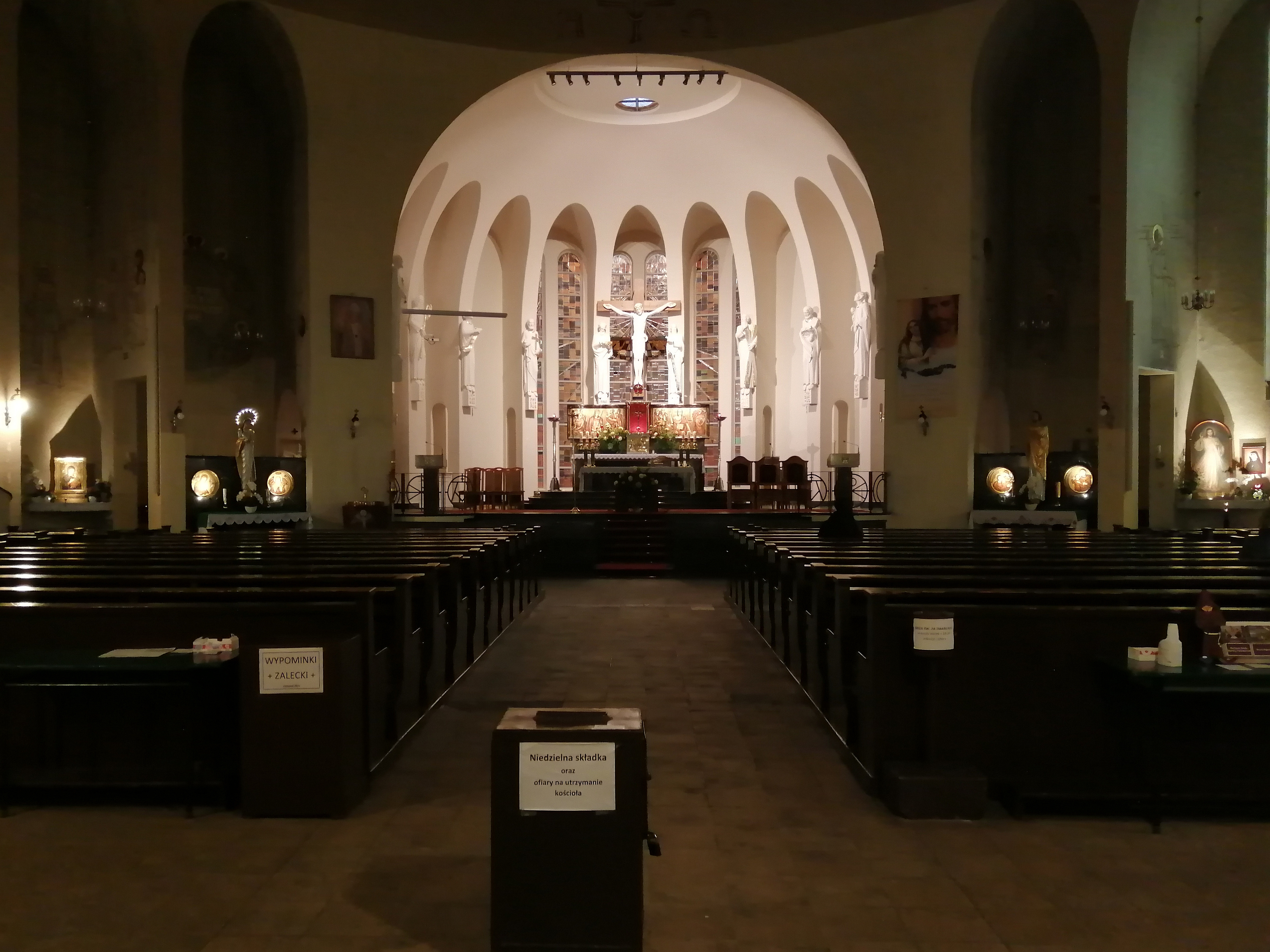
Das Kircheninnere

### Marienkirche
Katholische Pfarrkirche Mariä Himmelfahrt Kościół pw. Wniebowzięcia Najświętszej Marii Panny, eine gotische Hallenkirche aus dem 13. und 14. Jahrhundert ist die älteste Kirche in Bytom. Sie wurde nach einem Brand im 16. Jahrhundert umgestaltet sowie von 1851 bis 1857 regotisiert, wobei der an der Südwand stehende Glockenturm im neogotischen Stil mit Backsteinen aufgestockt wurde. Das Gebäude befindet sich nördlich des Rings.

### Adalbertkirche, früher St. Nikolaus
Die barocke Adalbertkirche (Kościół pw. św. Wojciecha) diente vor 1945 als St.-Nikolaus-Kirche der evangelischen Gemeinde als Gotteshaus. Die ursprünglich gotische Saalkirche wurde 1627 zerstört und dann 1783 barockisiert. Das Gebäude wurde 1600–1605 und 1833–1945 von evangelischen Christen genutzt. Im Inneren sind Statuen von Petrus und Paulus.

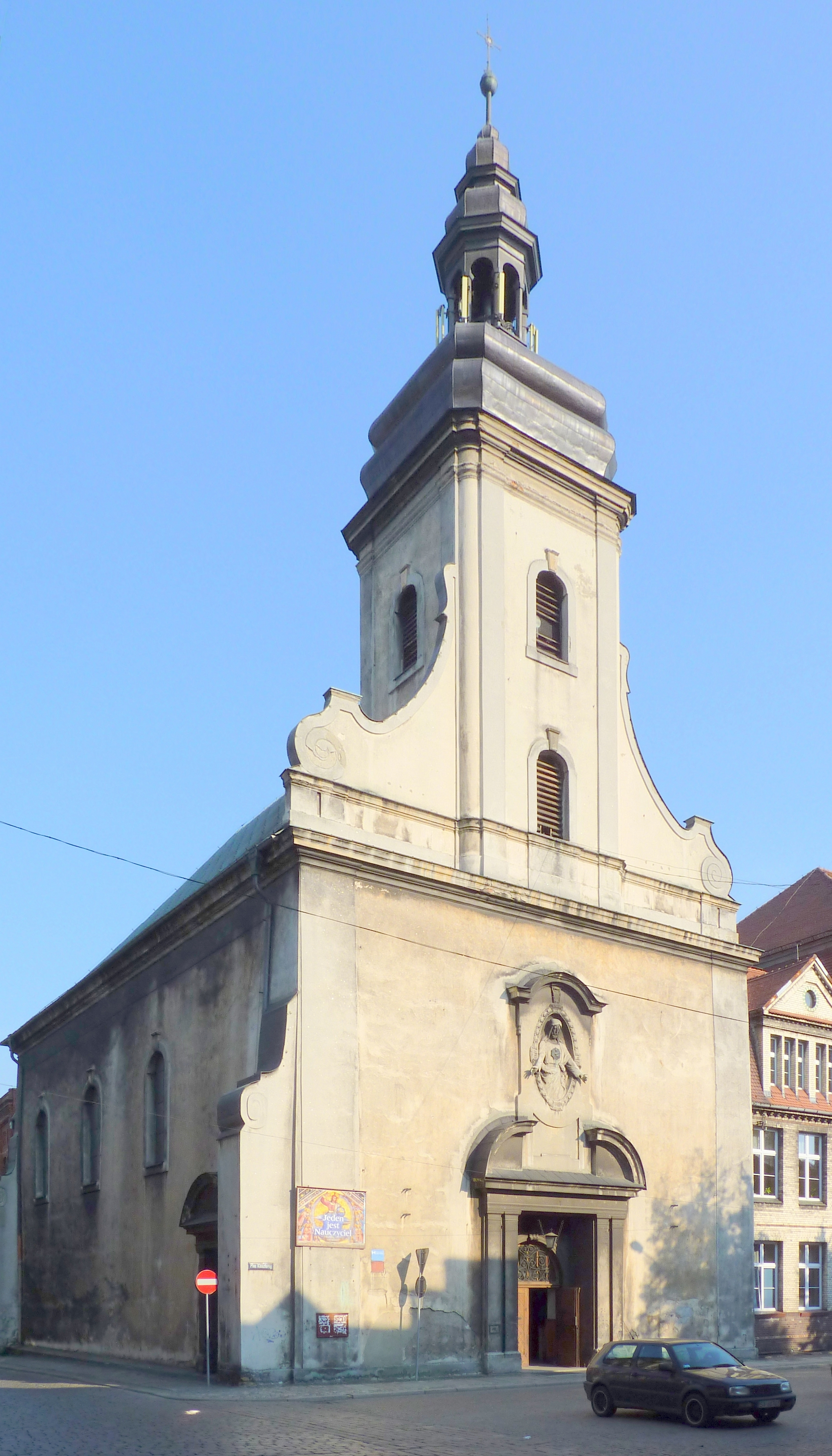
St. Adalbert
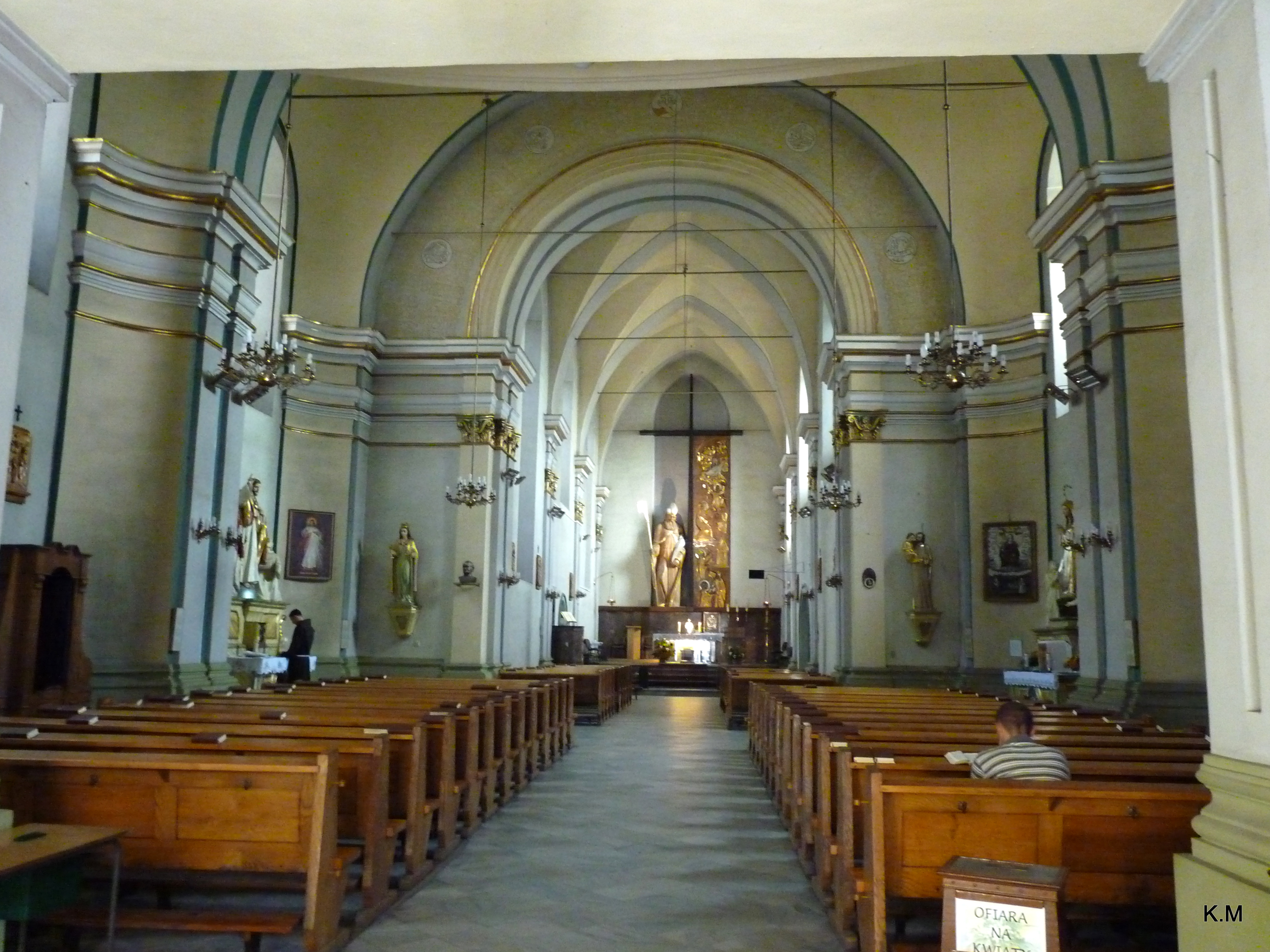
Das Kircheninnere
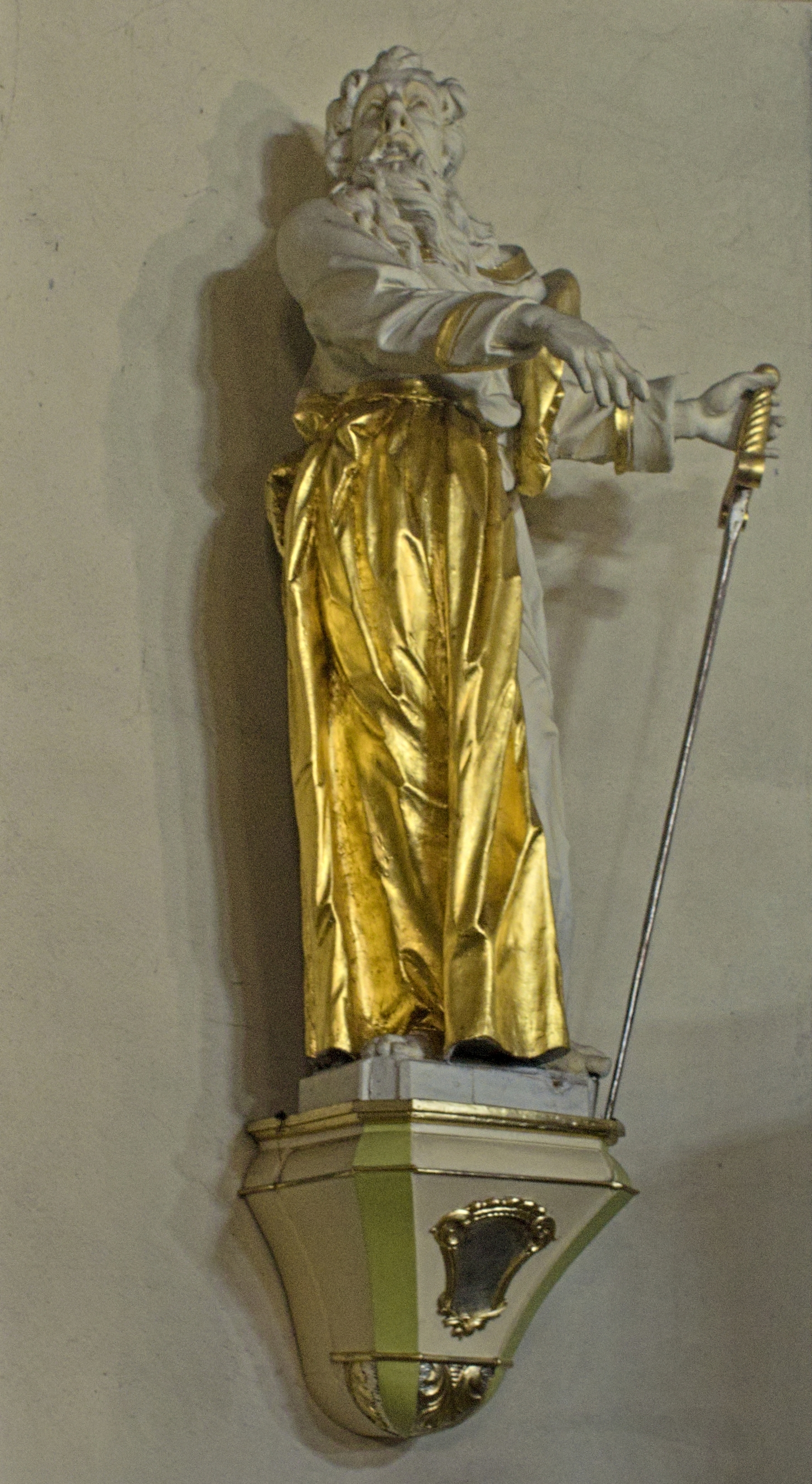
St.-Paulus-Statue

### Kirche Heiliger Geist
Die Kirche Heiliger Geist (Kościół Świętego Ducha) ist ein achteckiger Zentralbau, er wurde 1721 errichtet. Die Orgel der Firma Ed. Horn aus Breslau aus dem Jahr 1875 wurde 2007 abgebaut und völlig überholt. Das Gebäude steht in der ul. Krakowska

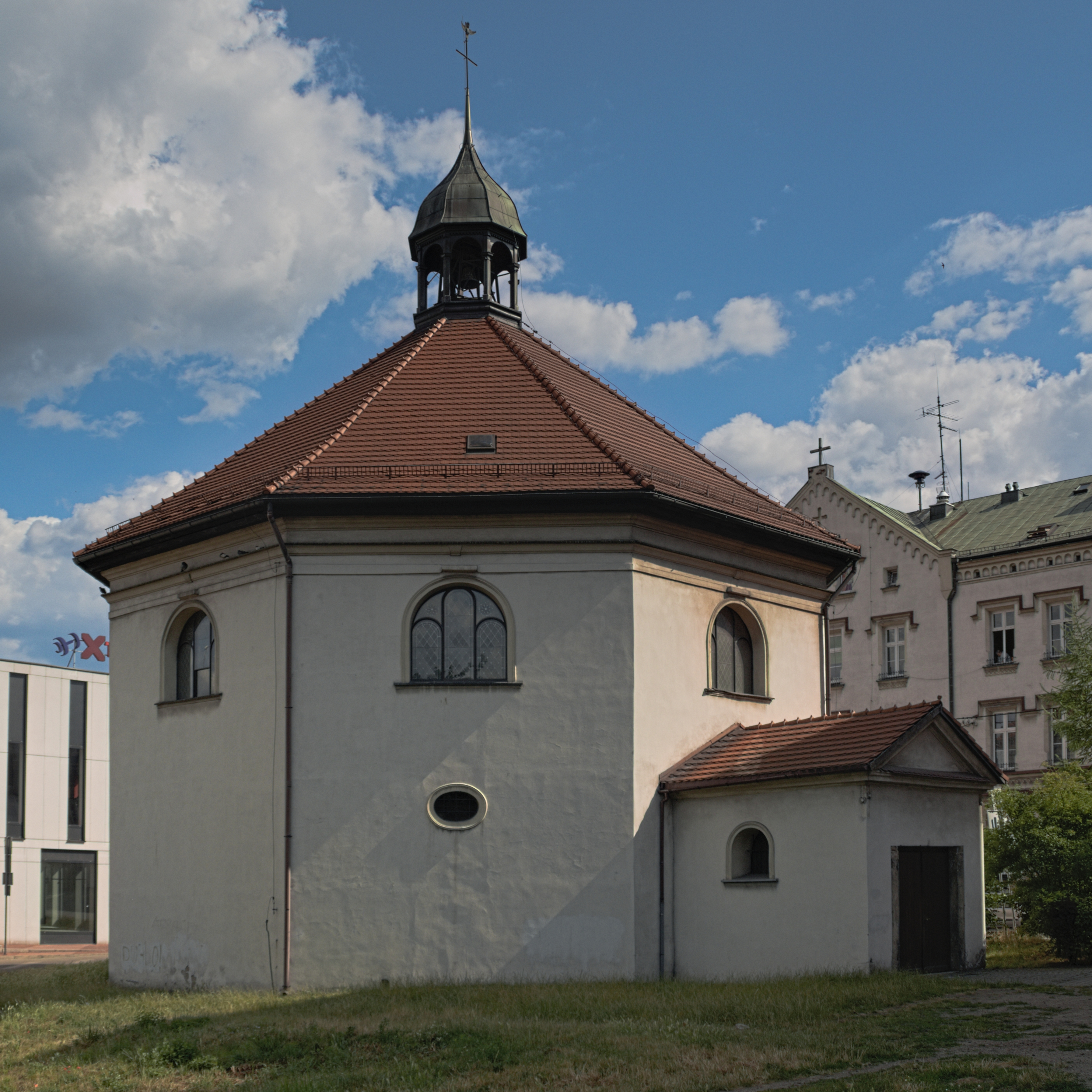
Die Heiliggeistkirche
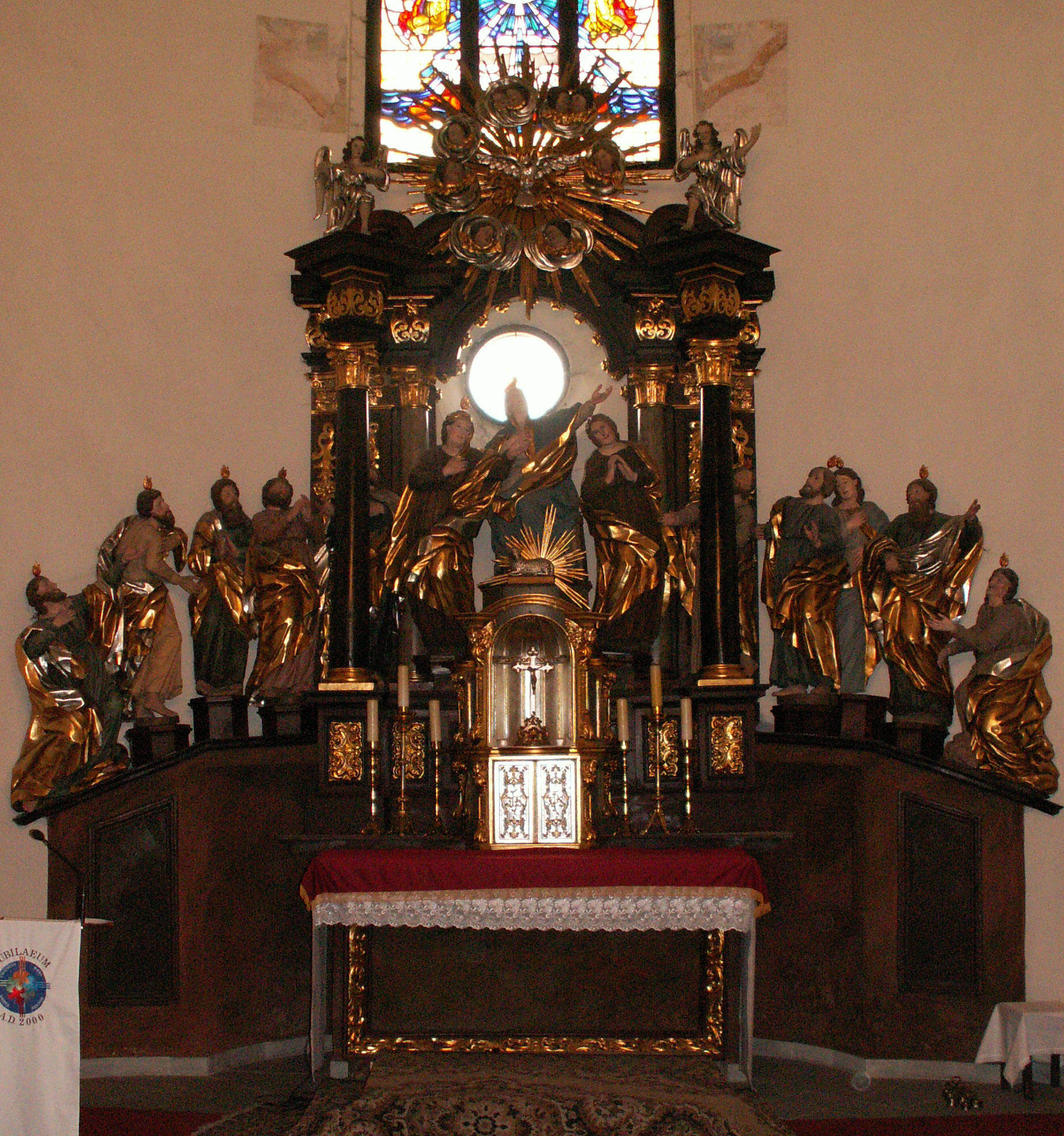
Der Hauptaltar
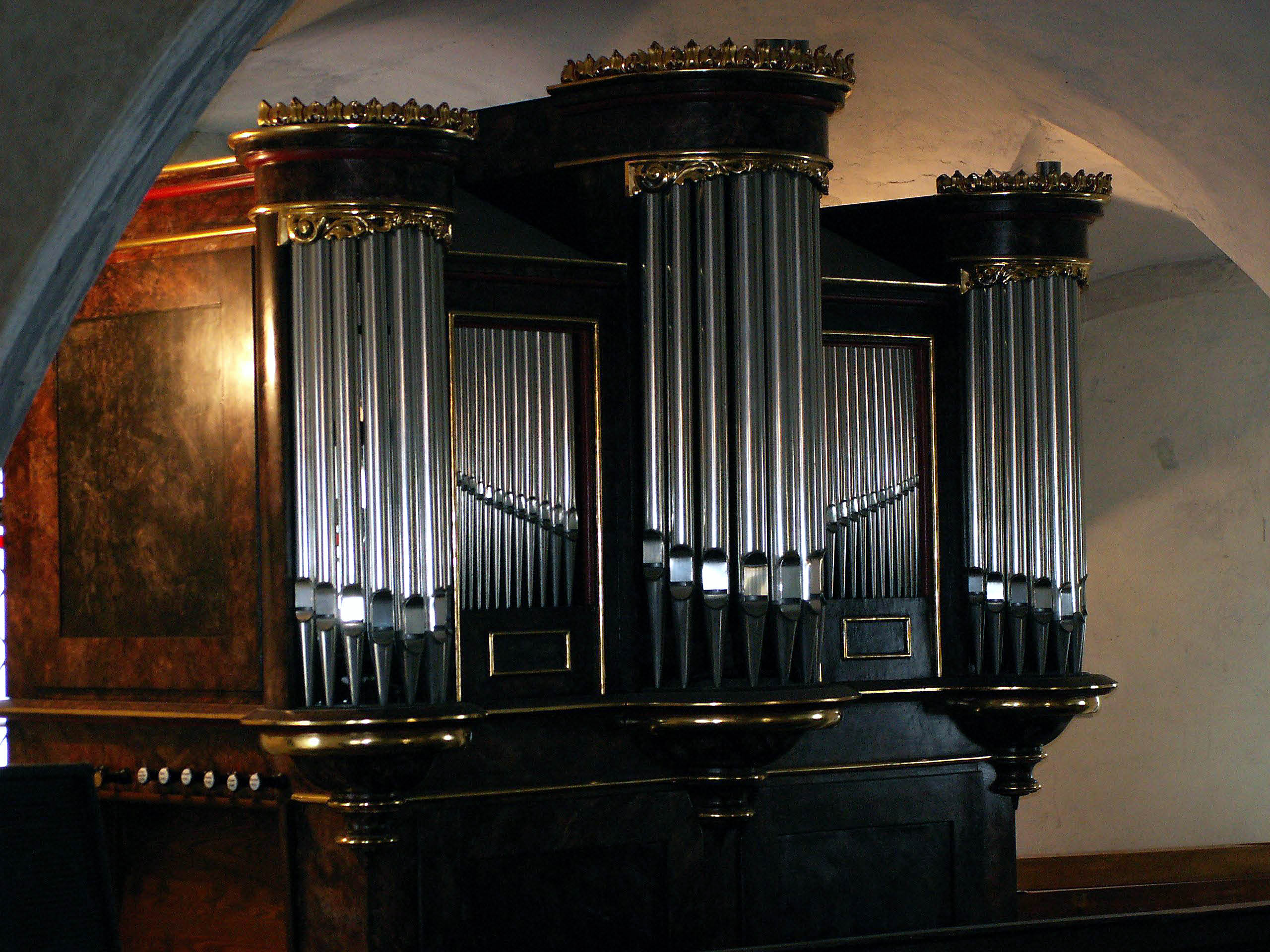
Die Orgel

### Kirche St. Hyazinth
siehe Hauptartikel St. Hyazinth

### Oberschlesisches Landesmuseum
Das Oberschlesische Landesmuseum (Muzeum Górnośląskie) wurde 1931 errichtet für die Städtische Sparkasse, das Landesmuseum und eine Bibliothek. Es ist ein funktionalistischer Stahlbetonbau mit Backsteinverkleidung. Es liegt am pl. Jana III Sobieskiego 2. Das Museum beherbergt eine Ausstellung alter lokaler Gegenstände, Schmetterlingssammlungen und Gemälde berühmter polnische Künstler wie des Expressionisten Jerzy Hulewicz oder Jan Stanisławski.

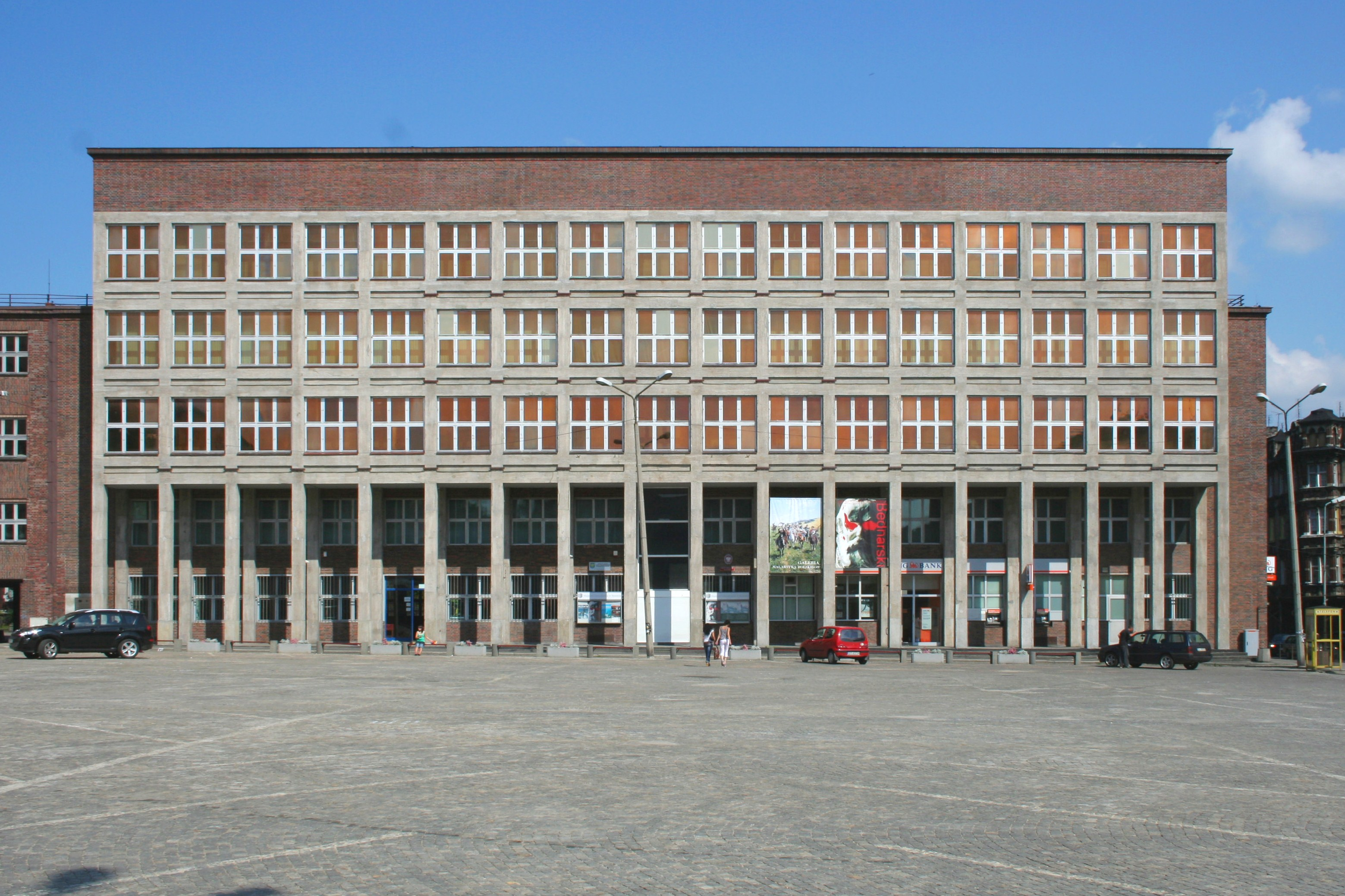
Das Oberschlesische Landesmuseum
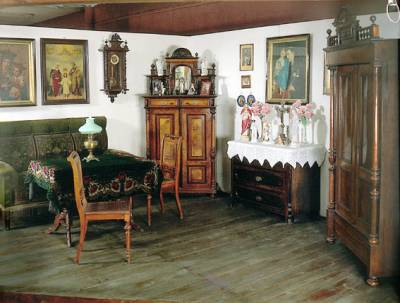
Schlesische Stube
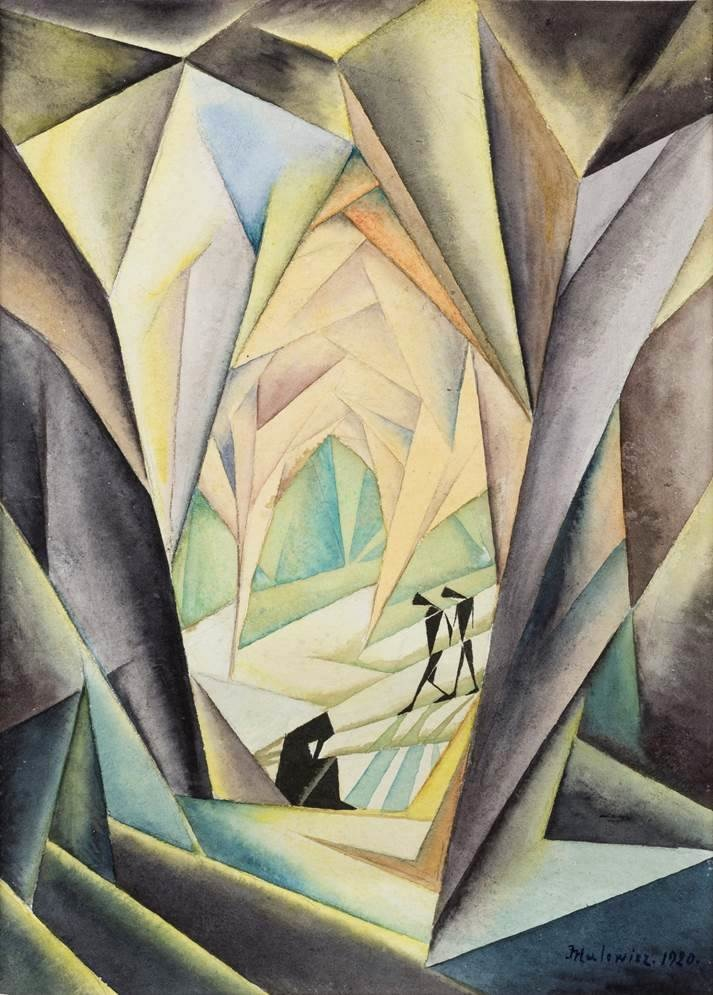
Komposition von Jerzy Hulewicz
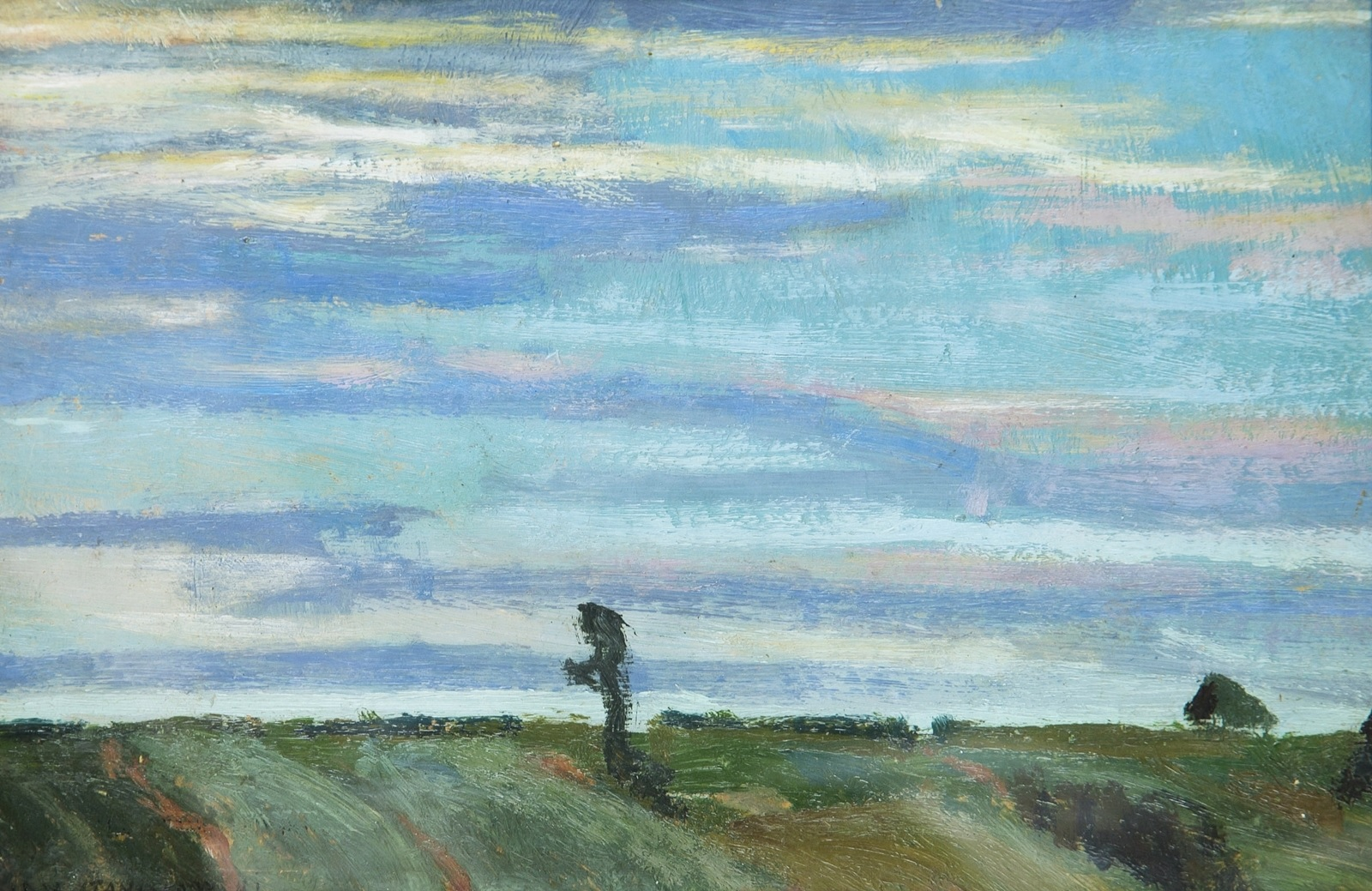
Vor Einbruch der Dunkelheit von Jan Stanisławski

### Postgebäude
Das Postgebäude (Gmach Poczty oder Poczta Główna) wurde 1908 fertiggestellt, als Architekt gibt der Dehio-Kunstführer den Architekten Karl Fischer an, eventuell aber auch Ewald von Rechenberg. Im Ostteil liegt das Postdepot mit Jugendstilformen. Das Gebäude liegt in der Piekarska 6-12.

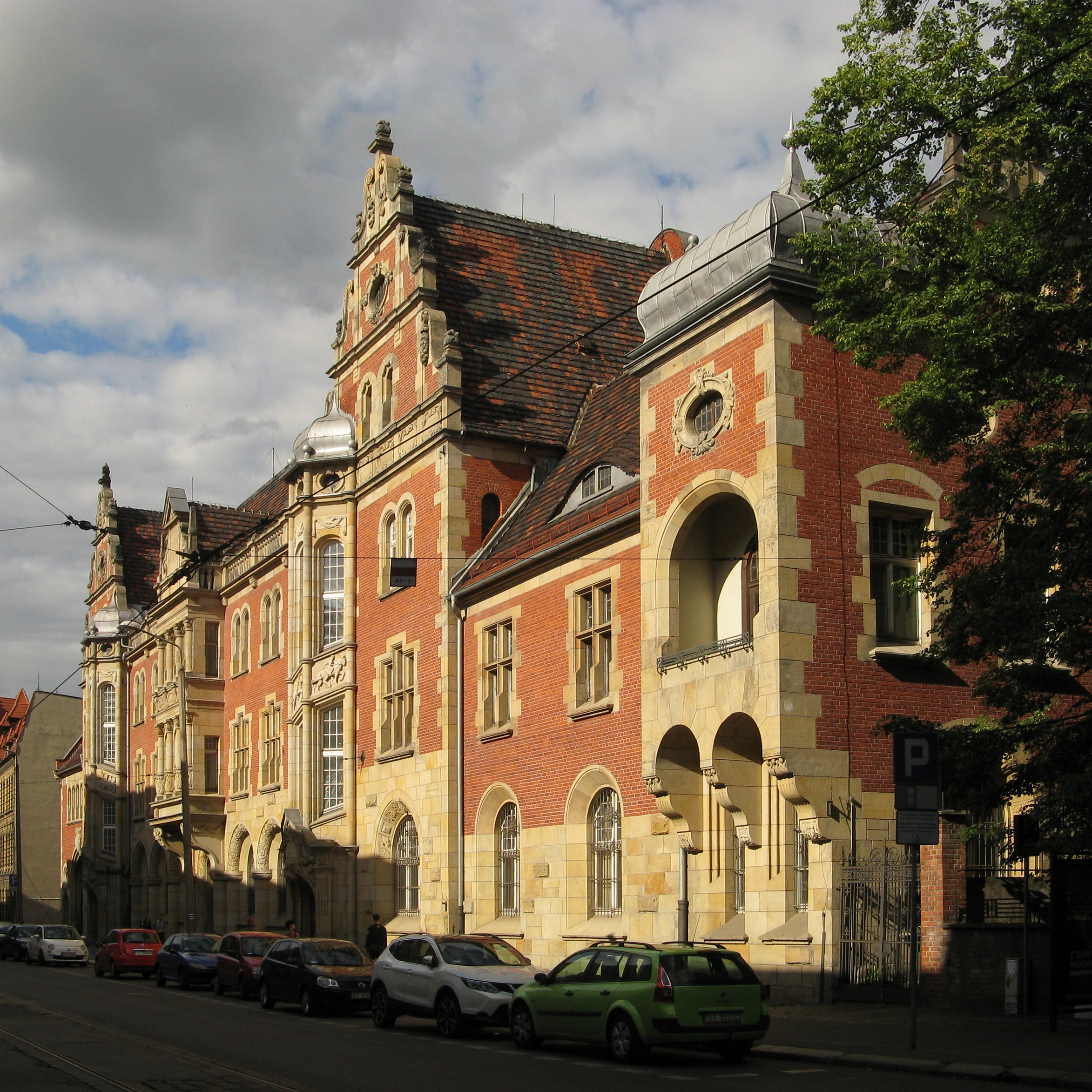
Postgebäude
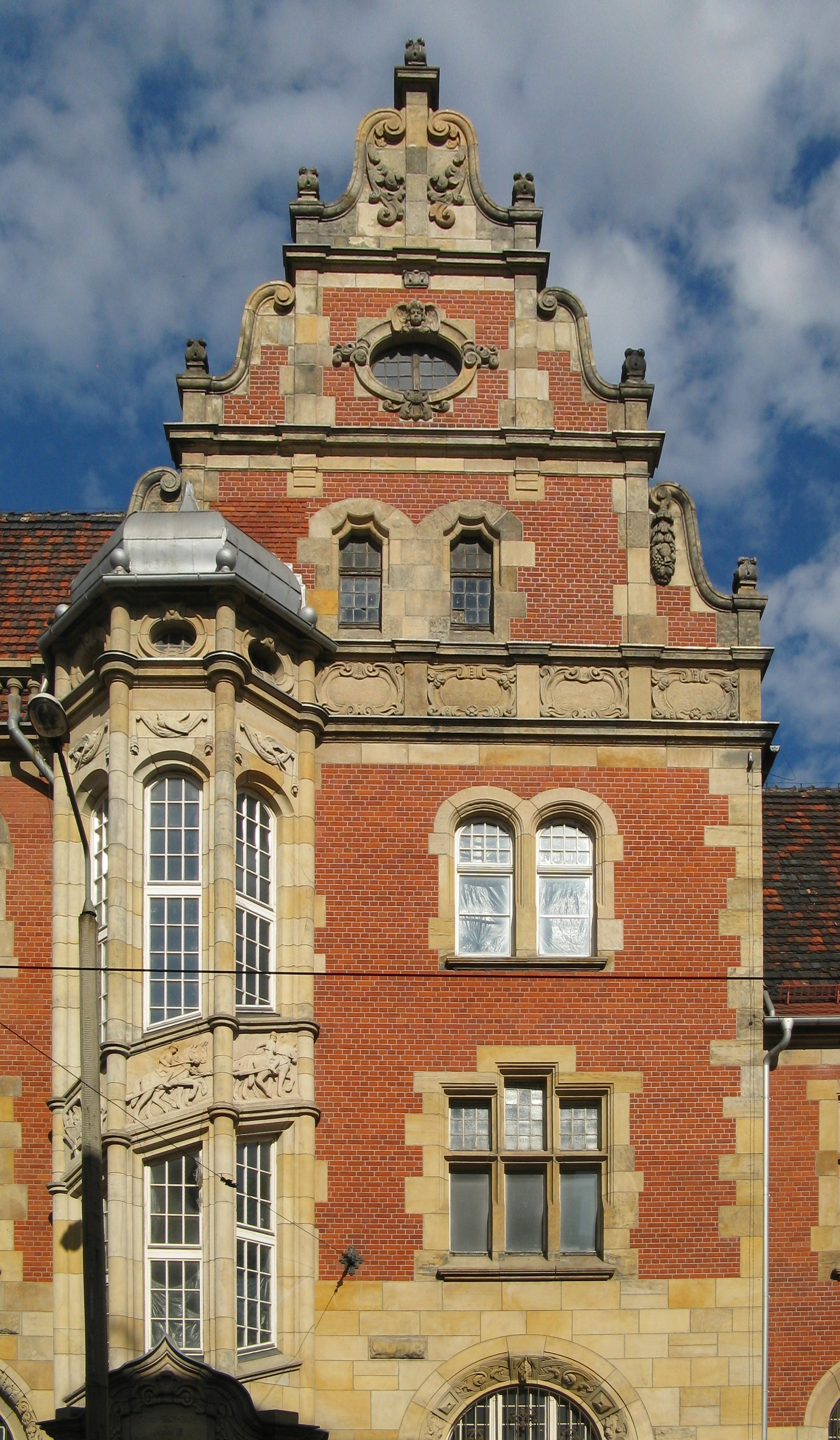
Treppenhaus-Erker
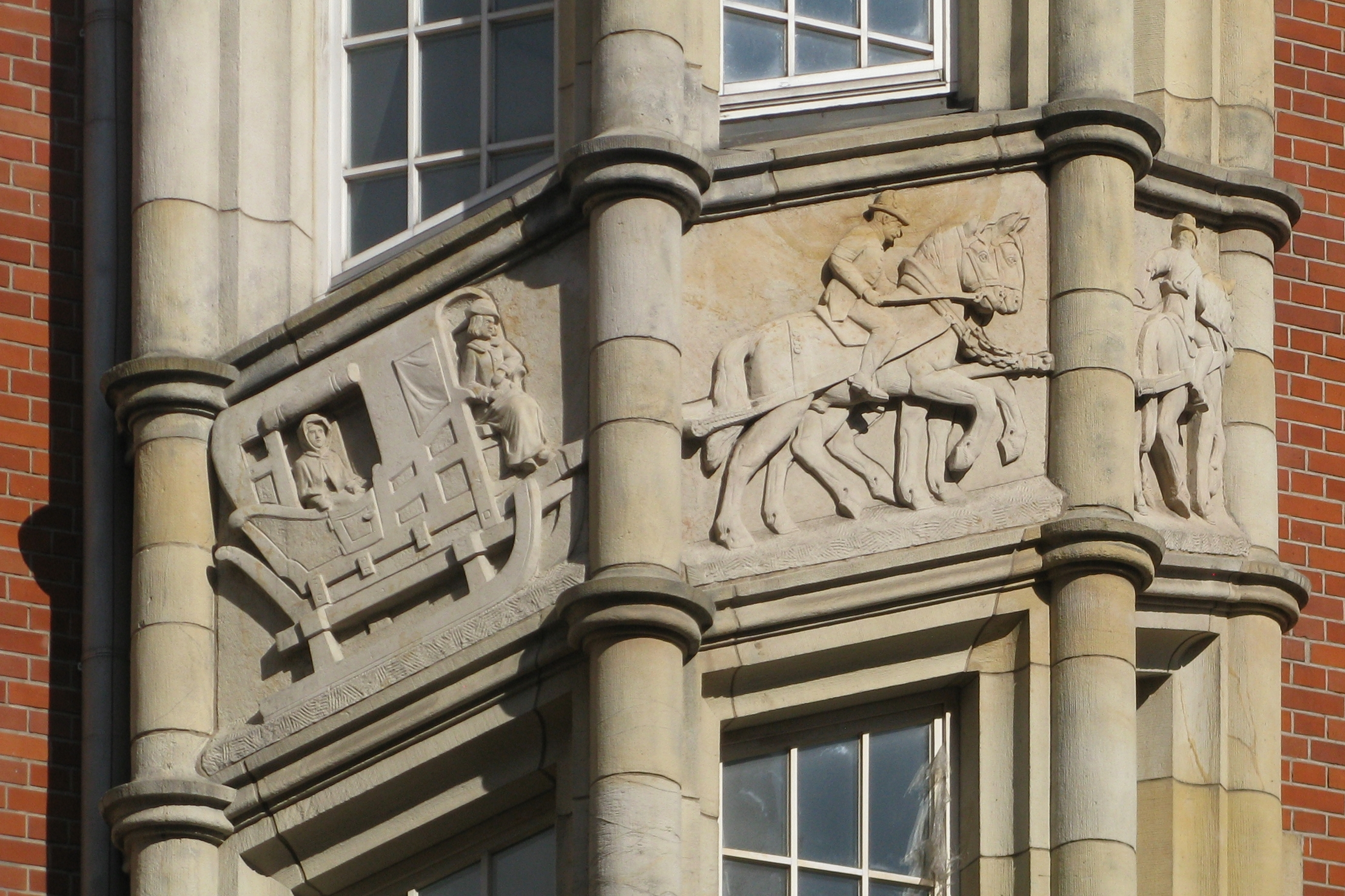
Steinmetz-Arbeit am Erker
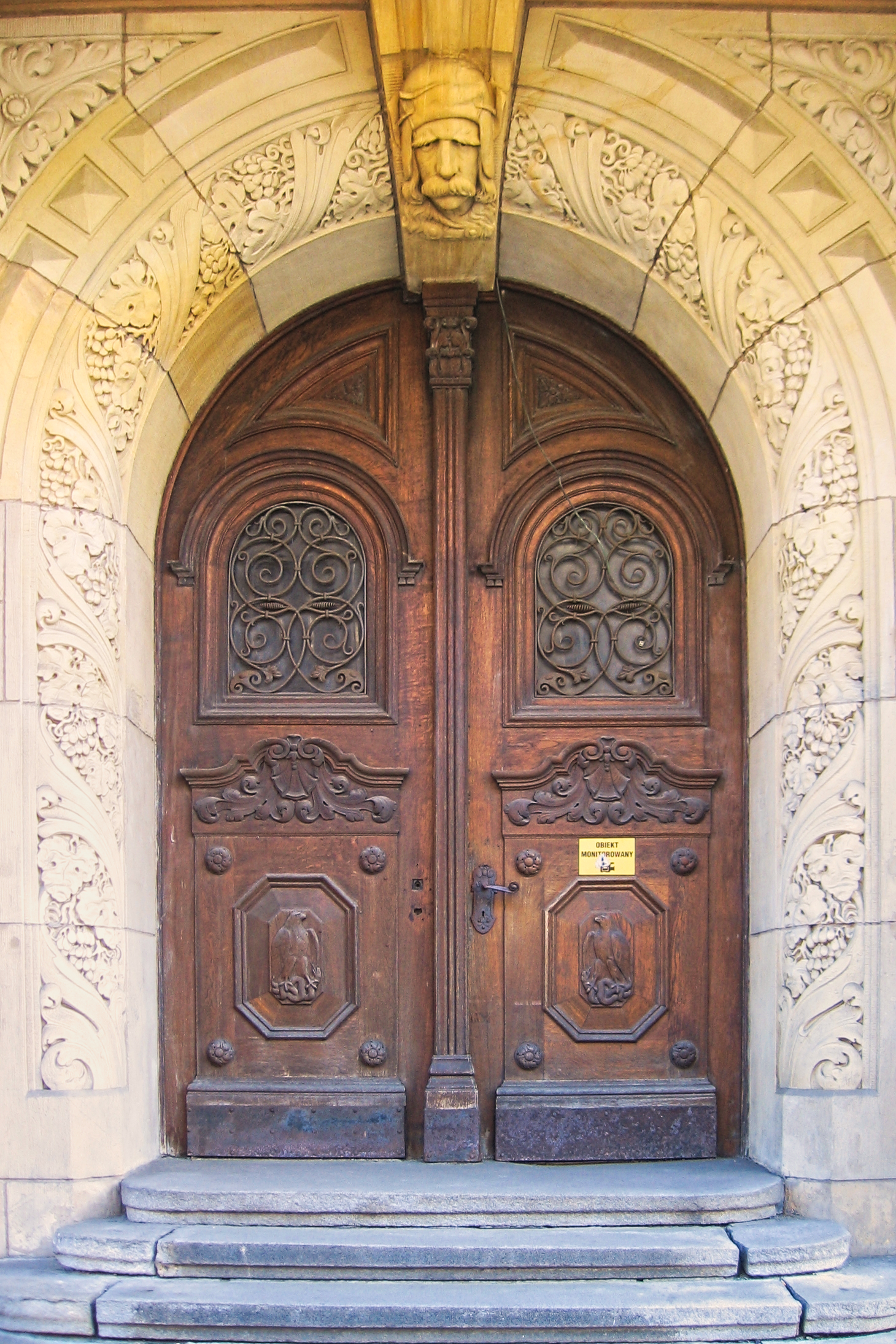
Eingangstür
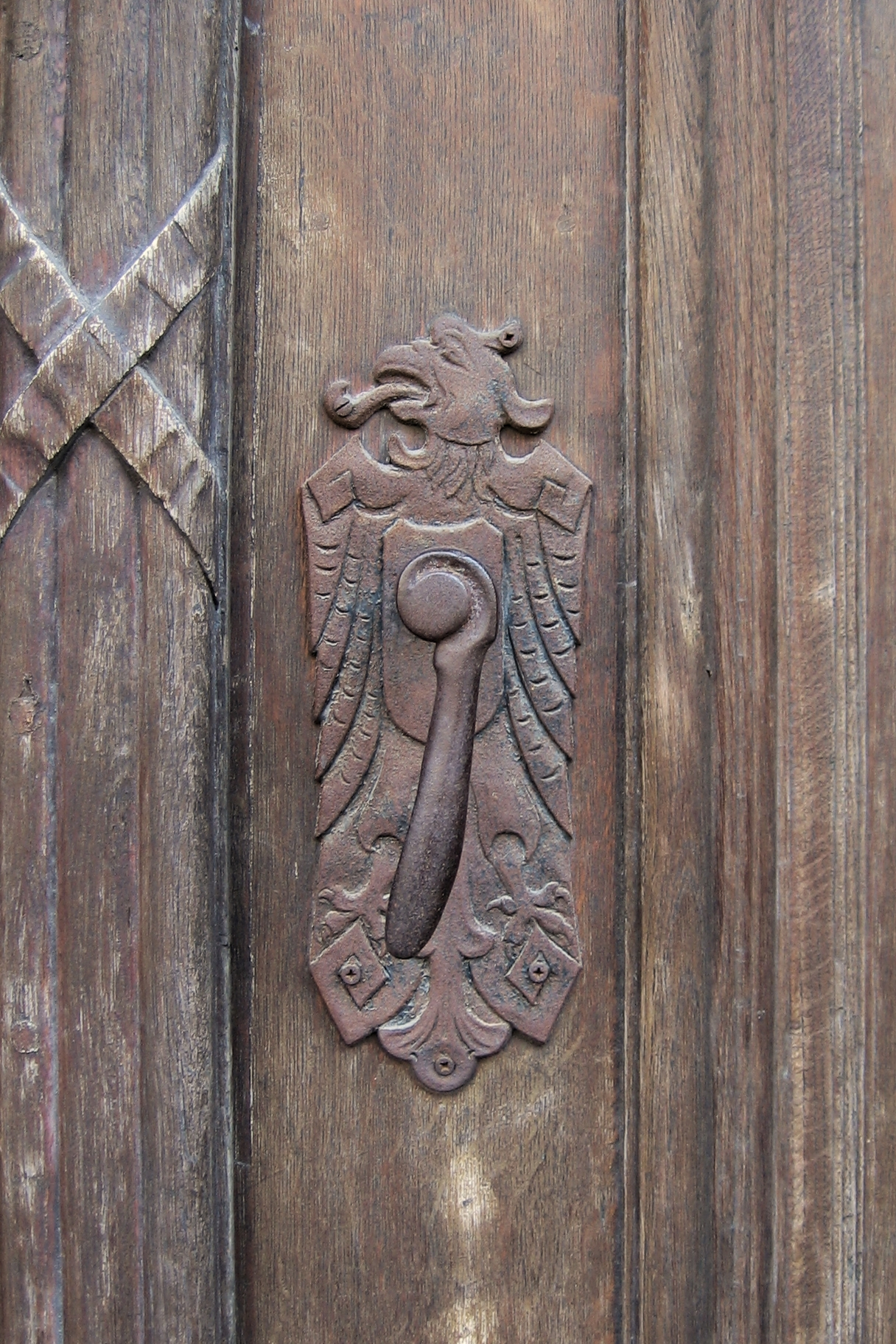
Türklinke

### Bezirksgericht, früher Amts- und Landgericht
Das frühere Amts- und Landgericht und Gefängnis dient auch heute als Bezirksgericht und Gefängnis (Sąd Rejonowy w Bytomiu). Es wurde 1884 nach Plänen von Paul Jakisch in Formen der niederländischen Neorenaissance gebaut. Es hat einen auf drei Geschossen von Kreuzgängen umgebenen Innenhof mit Glasdach. Das Gefängnis wurde ebenfalls von Jakisch geplant, es ist ein neogotischer Bau mit Rundturm. Das Gebäude steht an der ul. Piekarska 1.

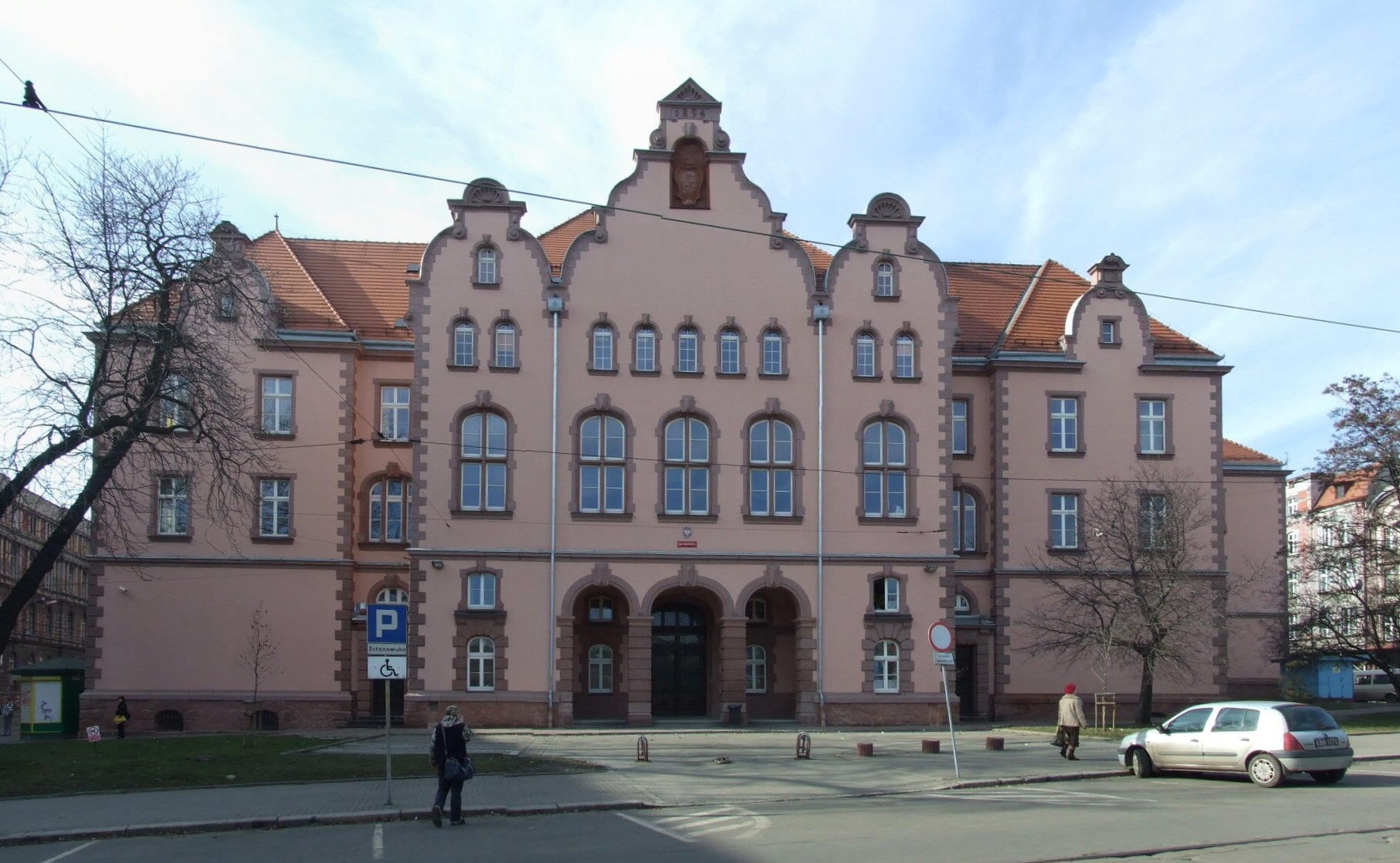
Das Gerichtsgebäude Hauptfassade
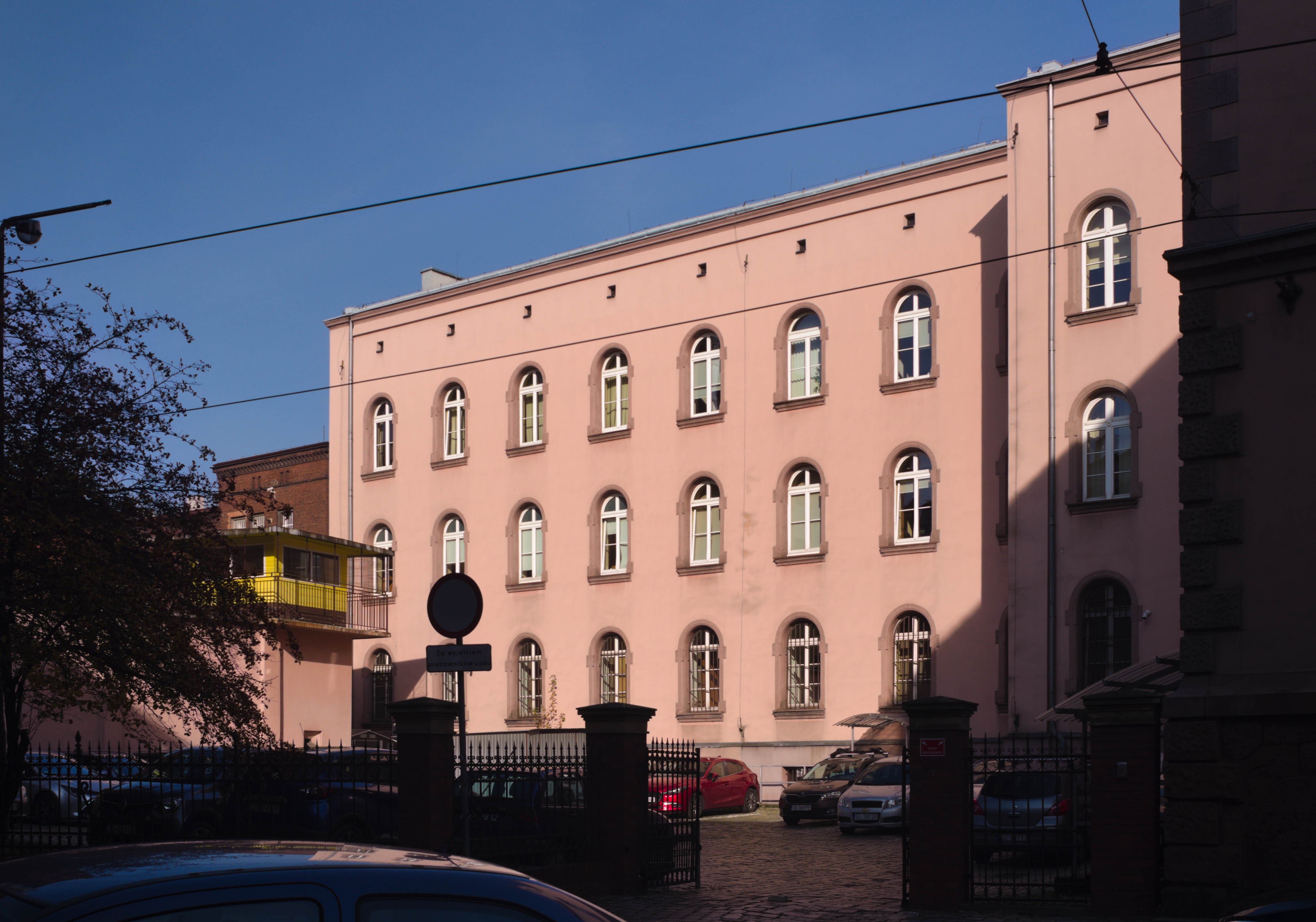
Das Gerichtsgebäude Rückansicht
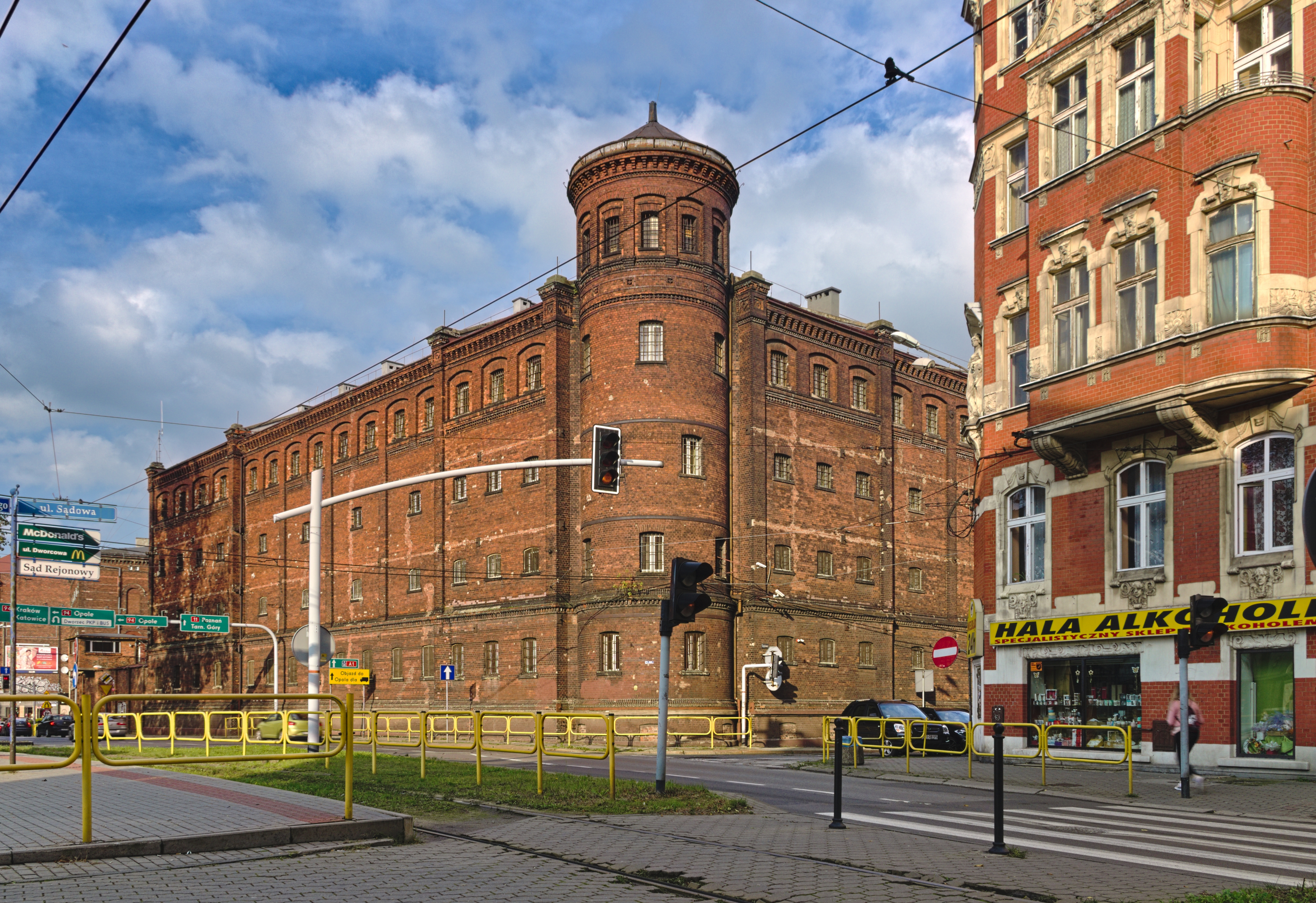
Das Gefängnis

### Ehemaliges Landratsamt oder Kreisständehaus
Das Landratsamt (Budynek starostwa powiatowego) und die dazugehörende Remise wurden in den Jahren 1897–1902 gebaut. Es ist ein eklektizistischer Backsteinbau auf einem Sockel aus Steinen. Im Erdgeschoss befanden sich das Landratsamt, das Arbeitsgericht und die Kreissparkasse. Im ersten Stock die Privaträume des Landrats und ein Sitzungssaal. 1982 wurde das Gebäude dem Oberschlesischen Museum in Bytom übergeben, das es bis heute nutzt. Das Gebäude steht in der ul. Wojciecha Korfantego 34-34a.

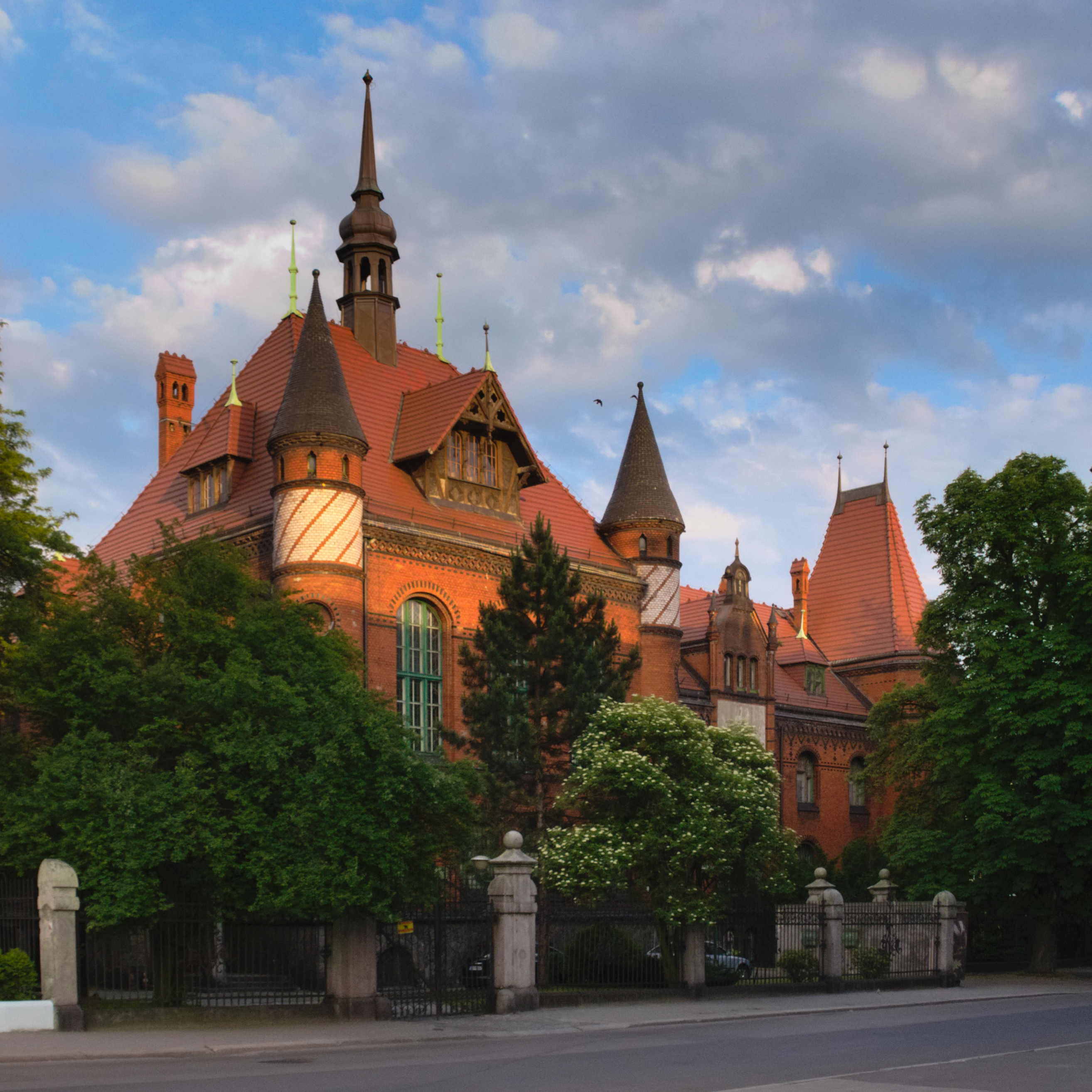
Das ehemalige Landratsamt
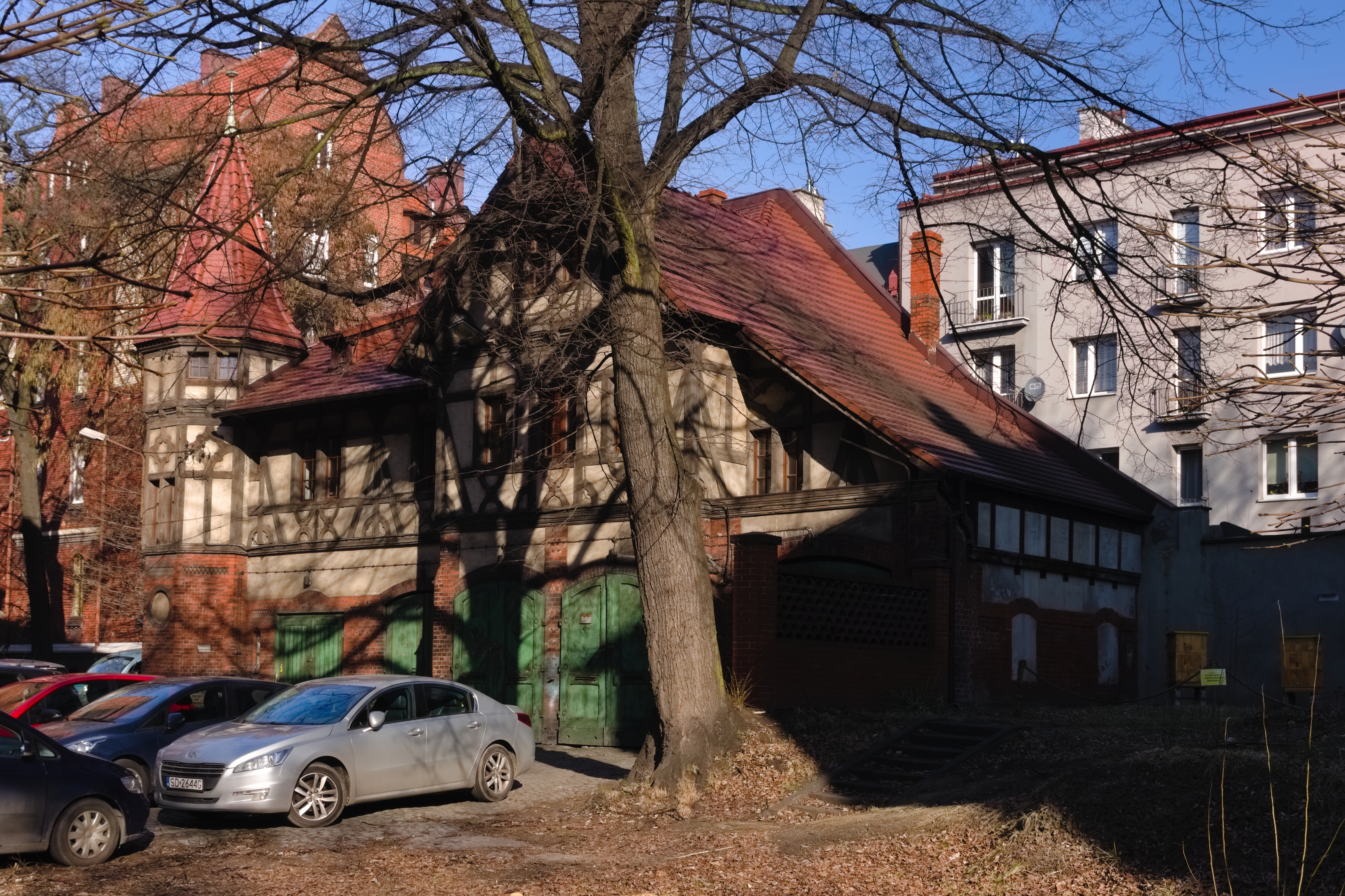
Die Remise
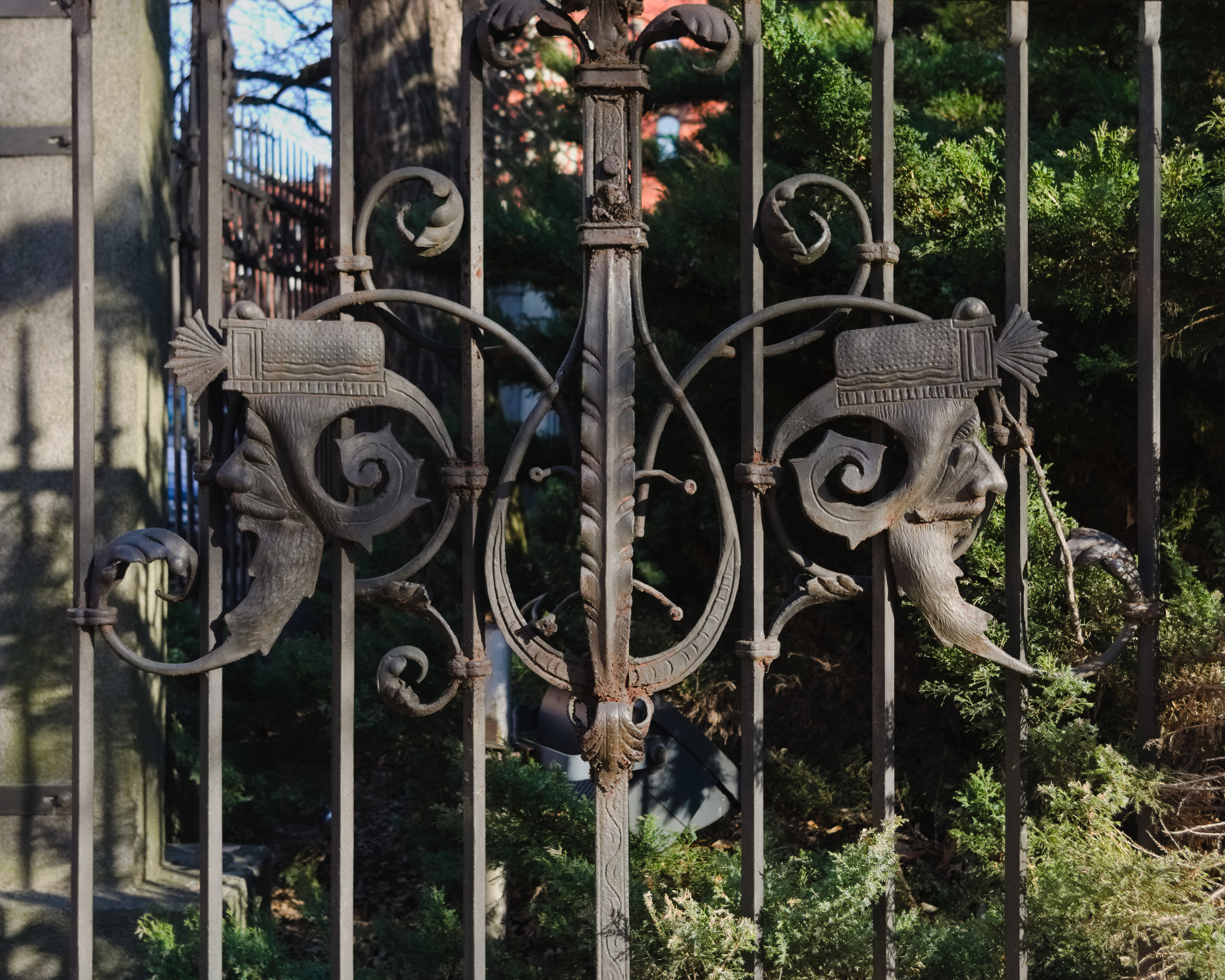
Details des Zaunes
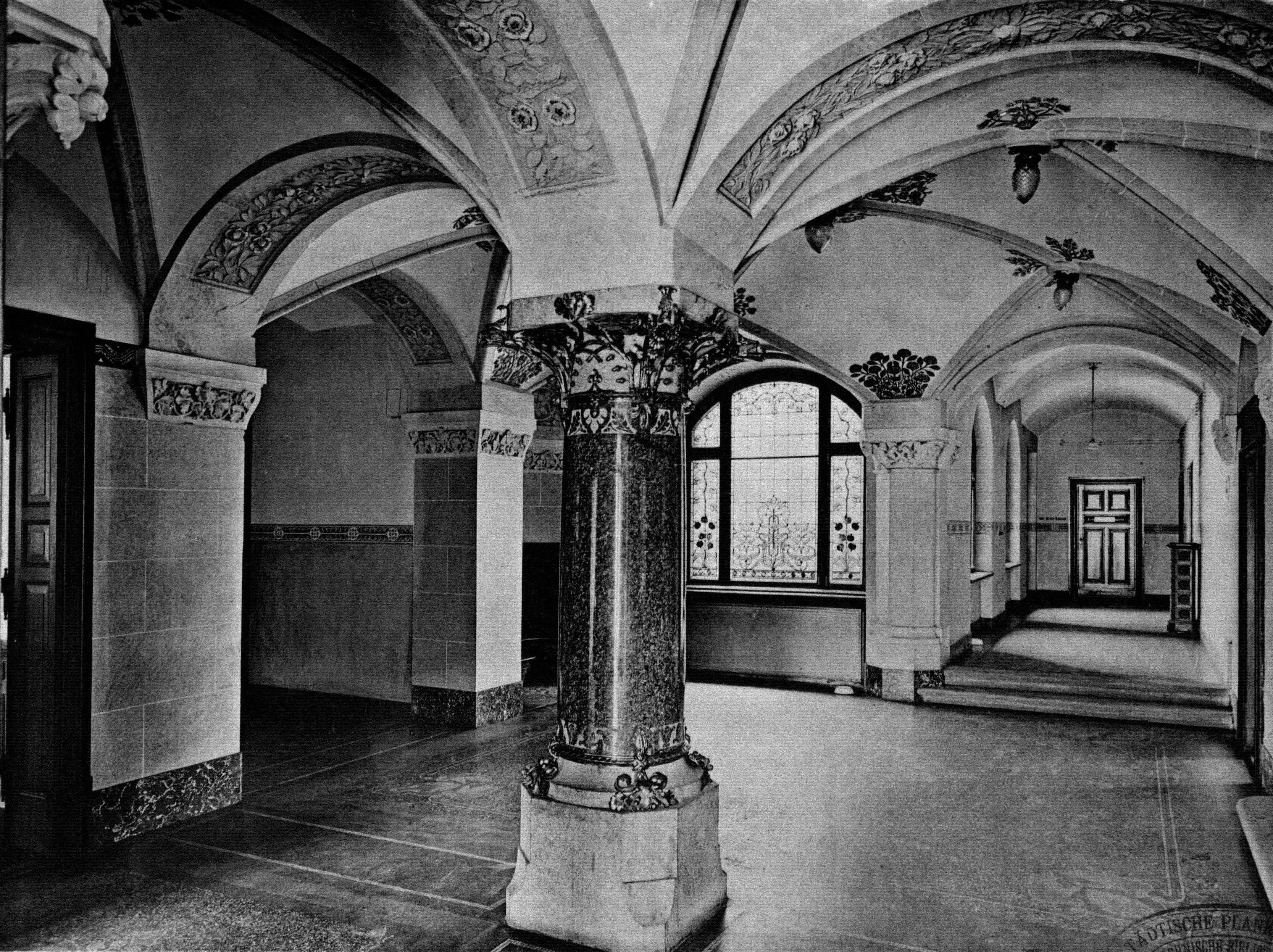
Versammlungshalle 1901

### Musikschule, ehemals katholisches Gymnasium
Der neogotische Backsteinbau wurde 1867–69 von Paul Jakisch errichtet. Im zweiten Obergeschoss des Mittelbaus ist die mit reichem Dekor und Maßwerkfenstern versehene Aula. Die Schule hieß zuerst Städtisches Katholisches Gymnasium zu Beuthen O.-S. ab 1898 dann Königliches Gymnasium zu Beuthen O.-S. Ab 1914 wurde Paul von Hindenburg Namensgeber. Heute beherbergt das Gebäude die Allgemeine Grund- und Sekundarschule für Musik Frederic Chopin (Ogólnokształcąca Szkoła Muzyczna I i II stopnia im. Fryderyka Chopina), sie befindet sich in der ul. Moniuszki 17.

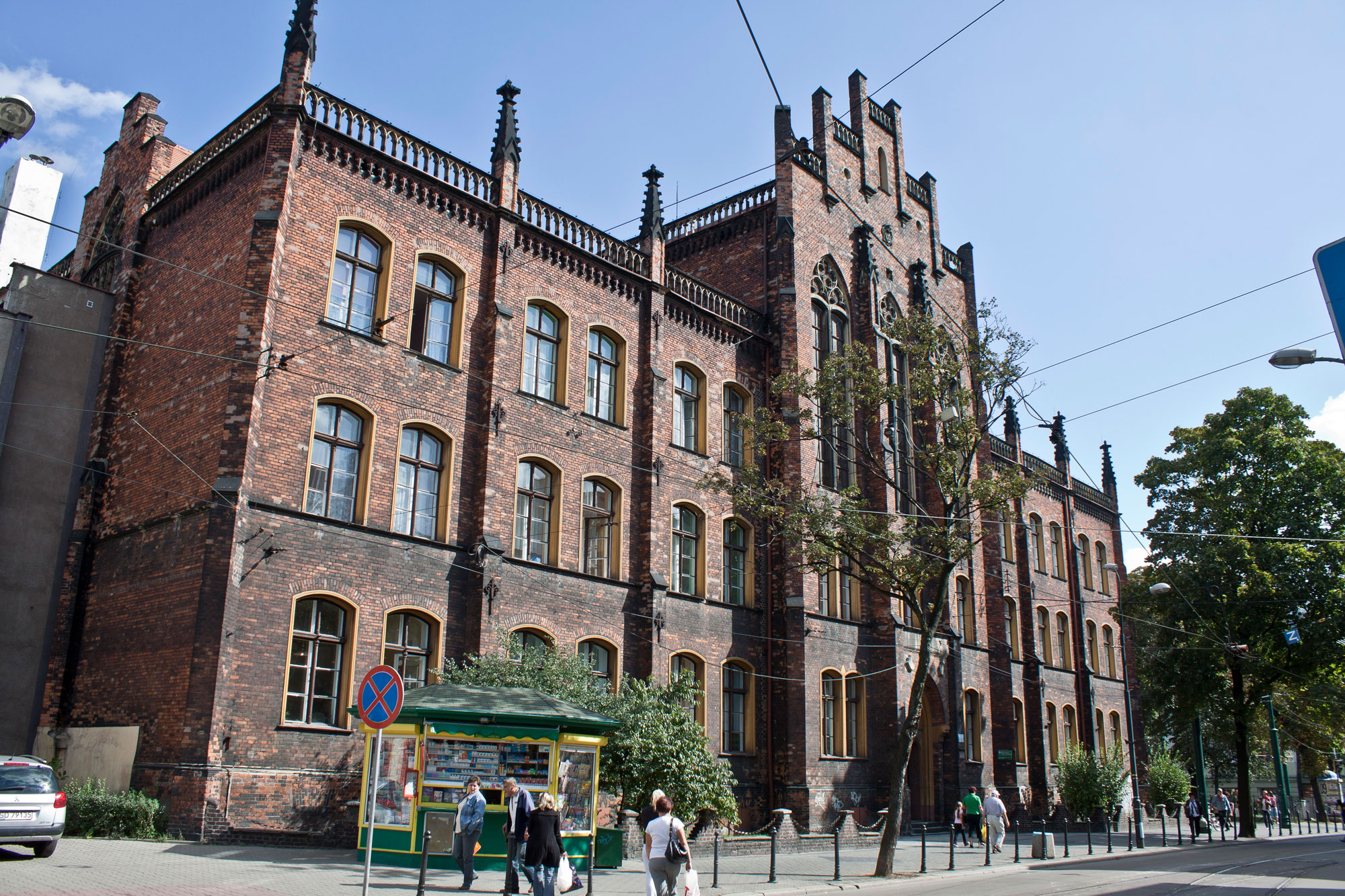
Die Musikschule
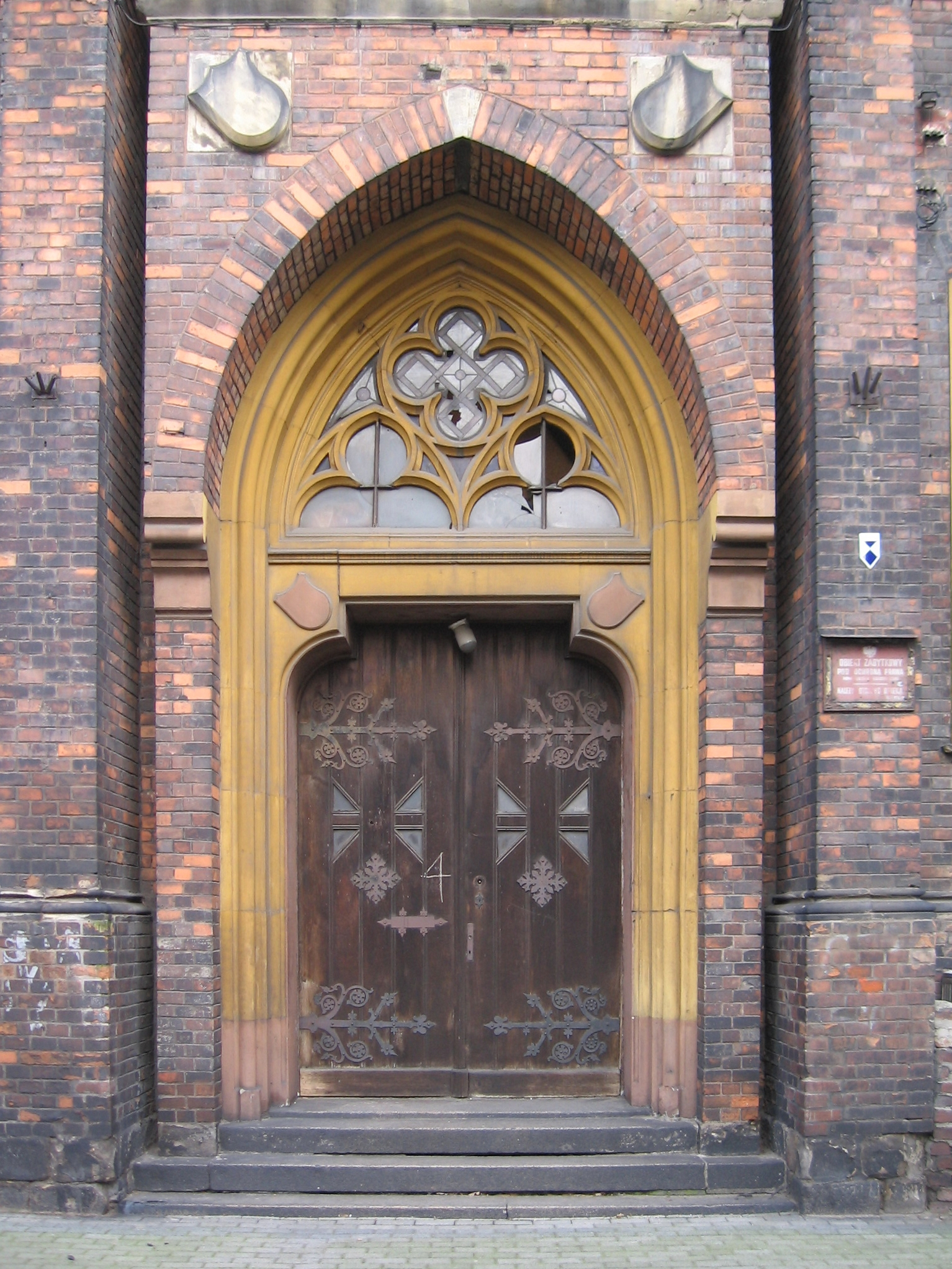
Das Portal
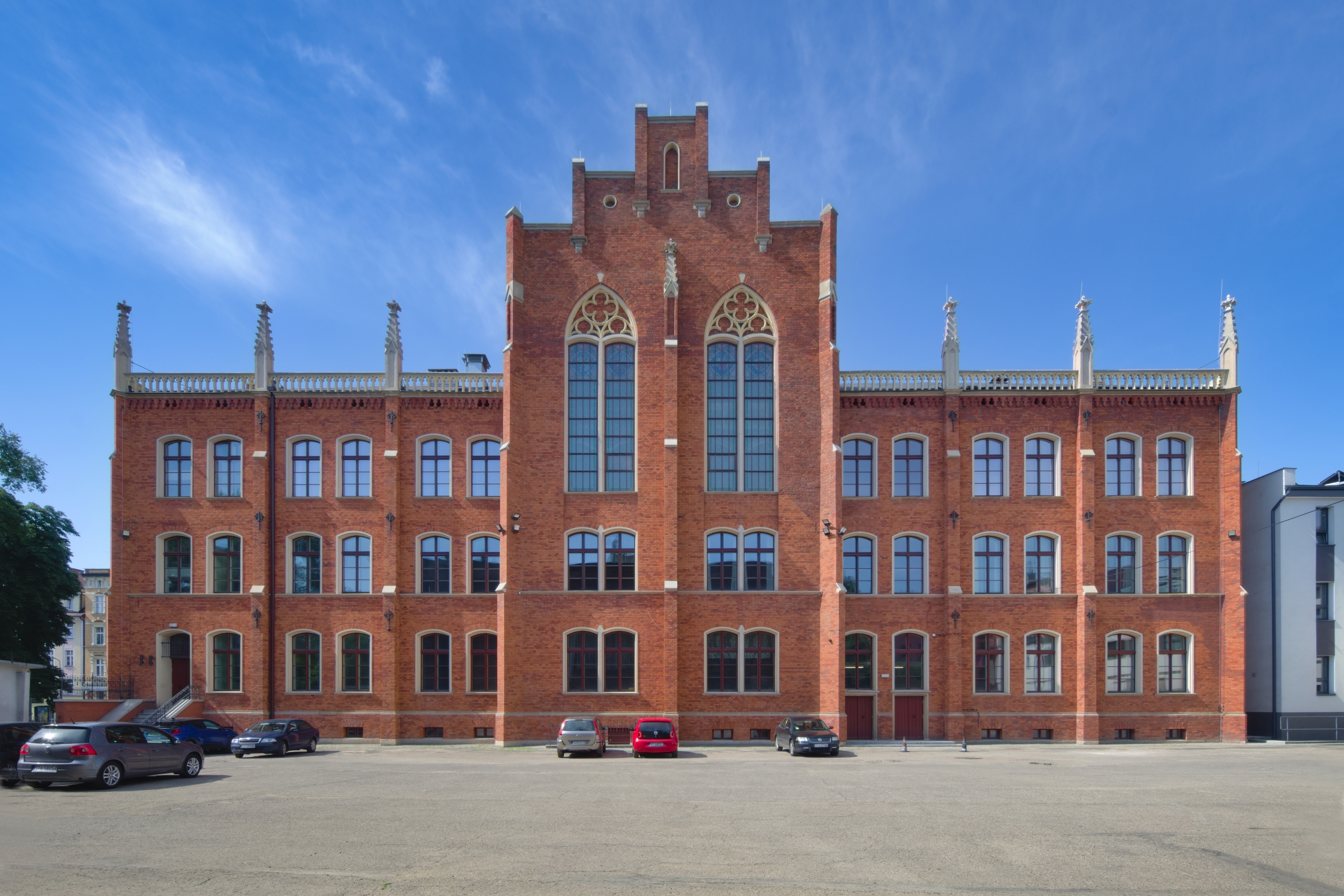
Die Rückseite

### Gymnasium, ehemalige deutsche Oberrealschule
Das Jugendstilgebäude auf hufeisenförmigen Grundriss wurde 1901 fertiggestellt und von Karl Brügger geplant. Die Fassade ist mit glasierten Klinkern verkleidet, die verschiedene Motive, das Beuthener Wappen sowie Inschriften zeigen. Heute heißt es Viertes allgemeinbildendes Gymnasium Boleslaw der Tapfere  (IV Liceum Ogólnokształcące im. Bolesława Chrobrego). Das Gebäude befindet sich am plac gen. Władysława Sikorskiego 1.

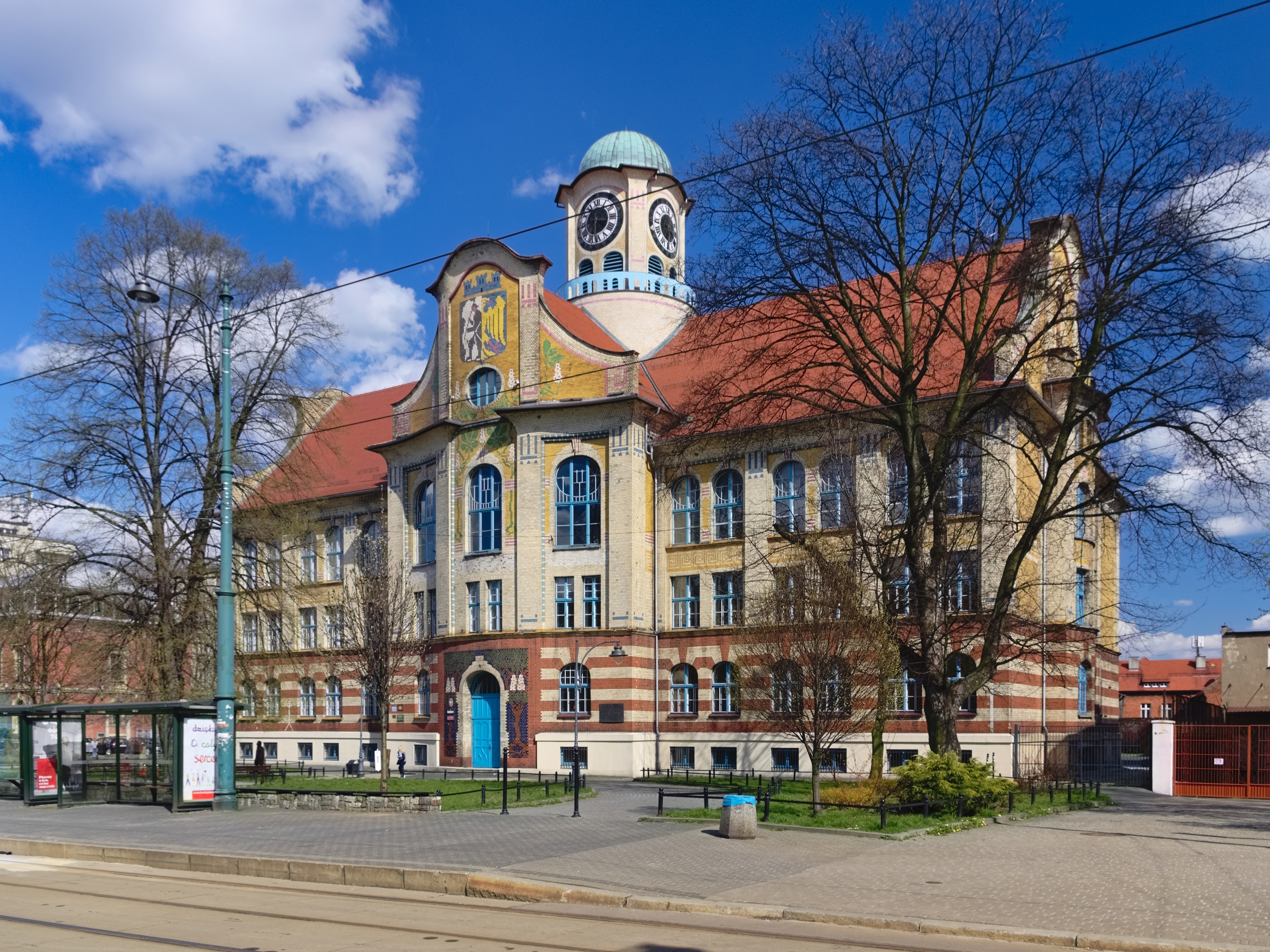
Die frühere Oberrealschule
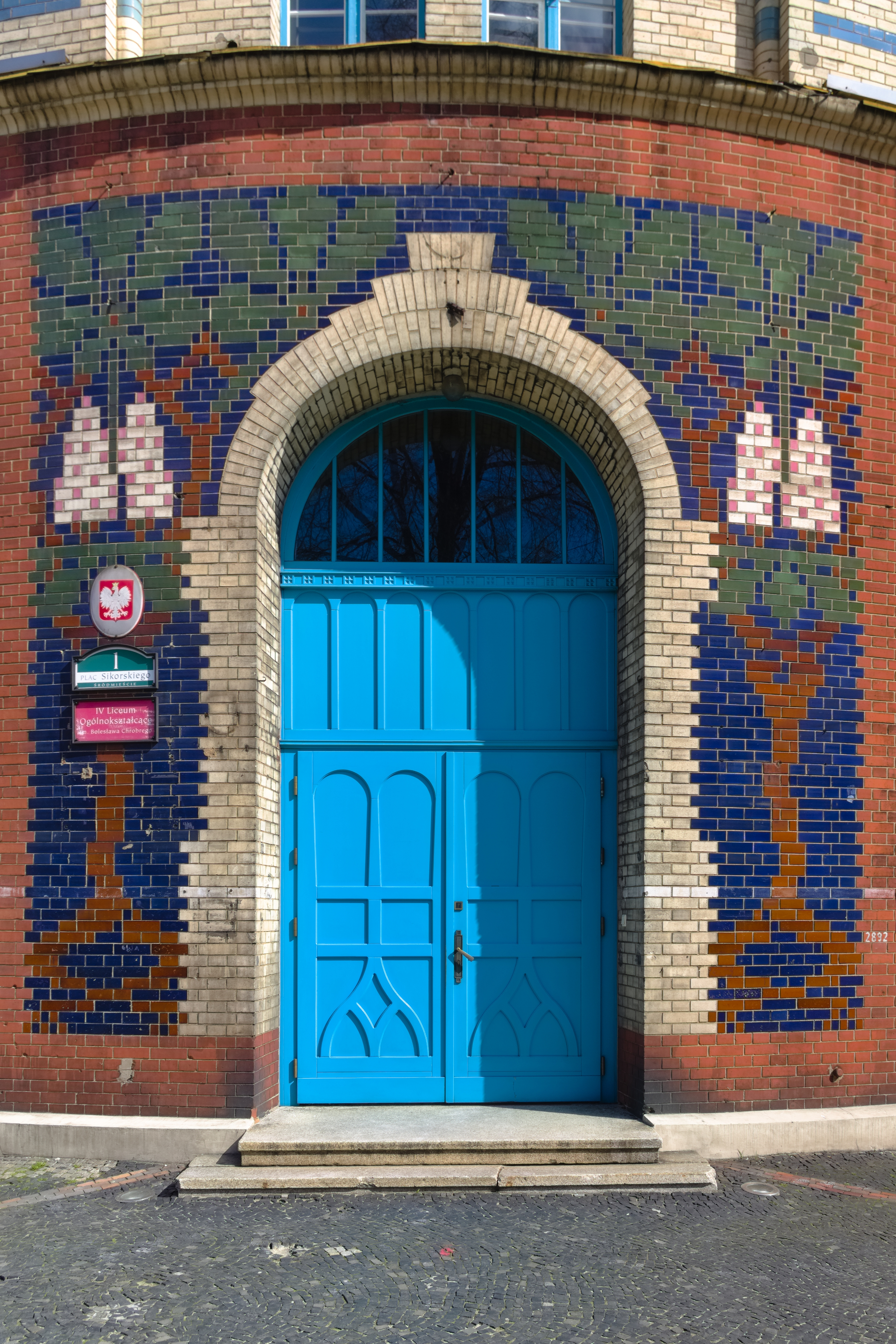
Eingangstür
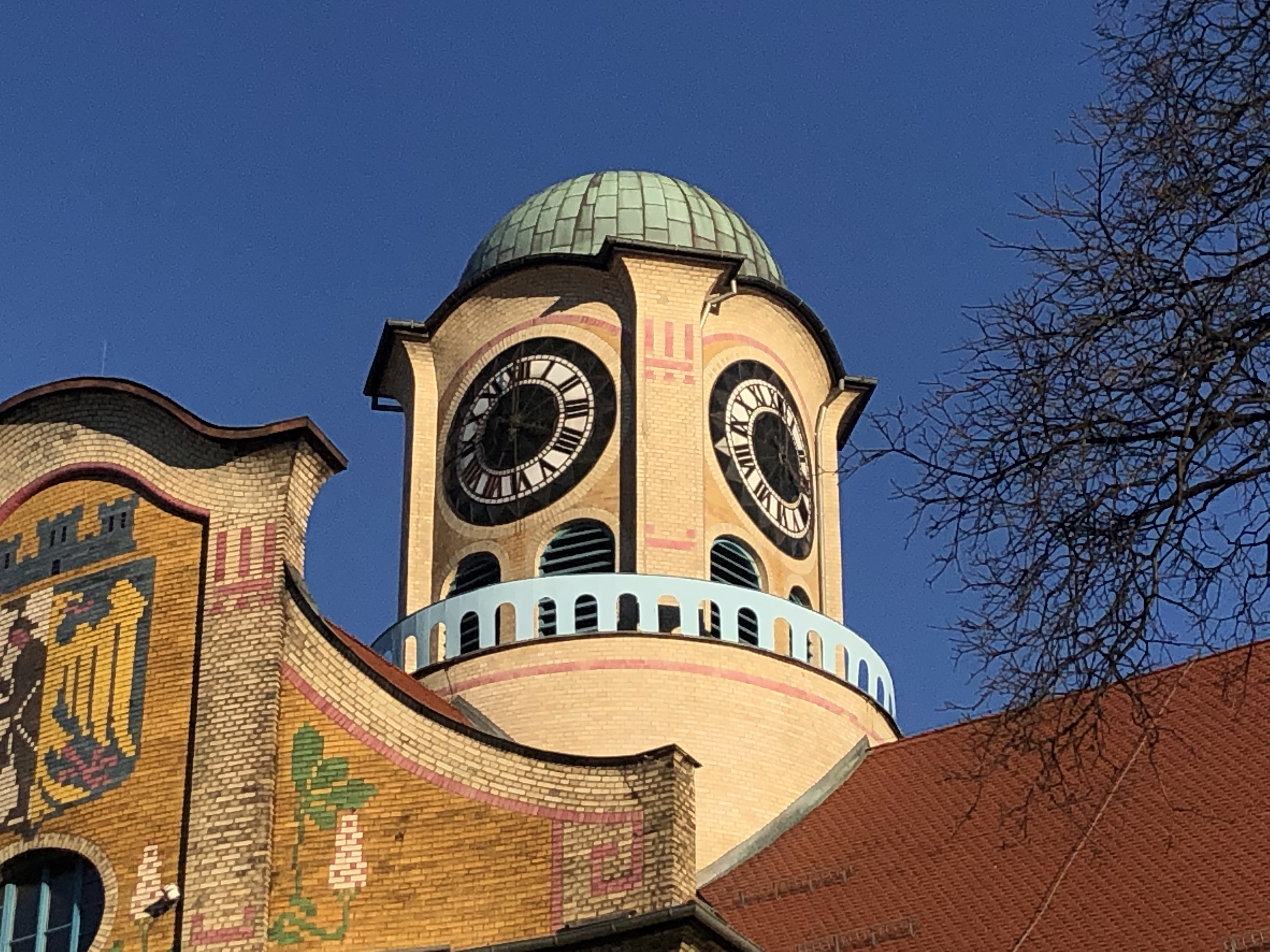
Der Glockenturm

### Maschinenbauschule, früher Baugewerkschule
Die frühere Baugewerkschule wurde 1926–29 nach Plänen von Oskar Goltz errichtet. Es ist ein funktionalistischer dreistöckiger Backsteinbau. Heute beherbergt er die Maschinenbau- und Automobilschule Gabriel Narutowicz (Zespoł Szkół Mechaniczno-Samochodowych im. Gabriela Narutowicza). Das Gebäude befindet sich am Plac Sobieskiego.

### Hallenbad
Das im Stadtpark gelegene Hallenbad (Zakład kąpielowy) wurde 1929 bis 1932 errichtet. Es ist ein funktionalistischer Zweckbau in den Formen des Neuen Bauens. Die Stahlbeton- und Stahlrahmenkonstruktion ist mit Backstein und glasierten Terrakotta-Platten verkleidet.

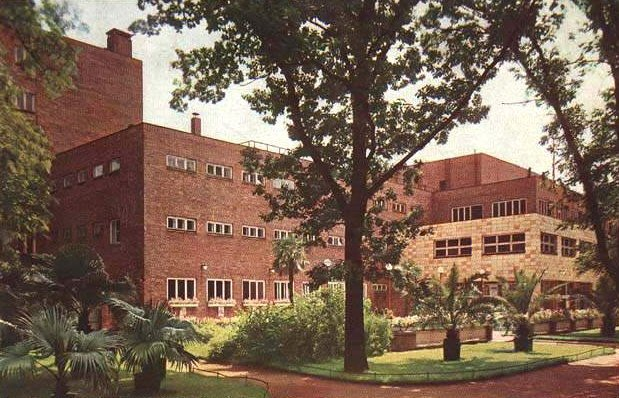
Das Hallenbad 1940
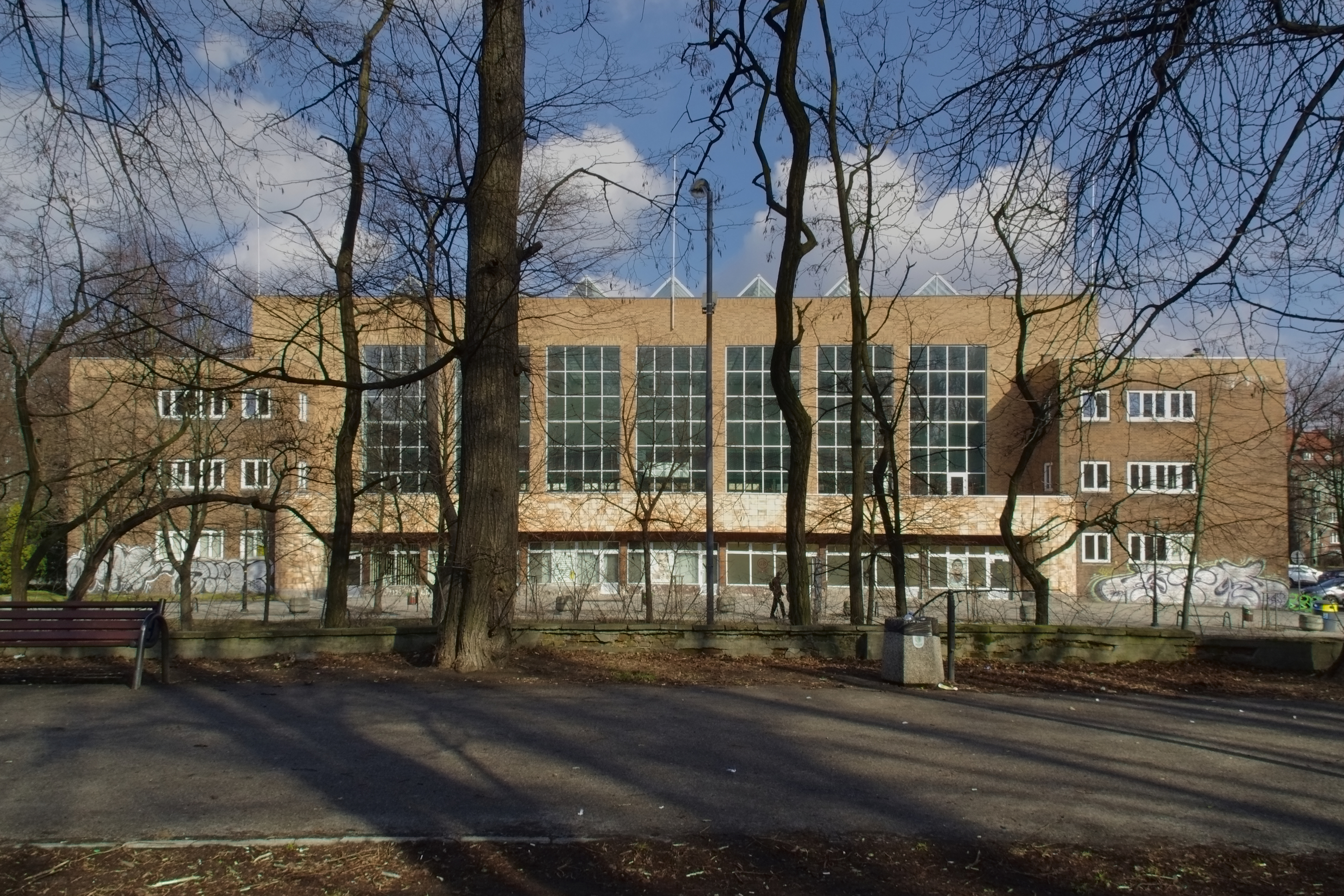
Fassade des Hallenbades

### Stadtpark

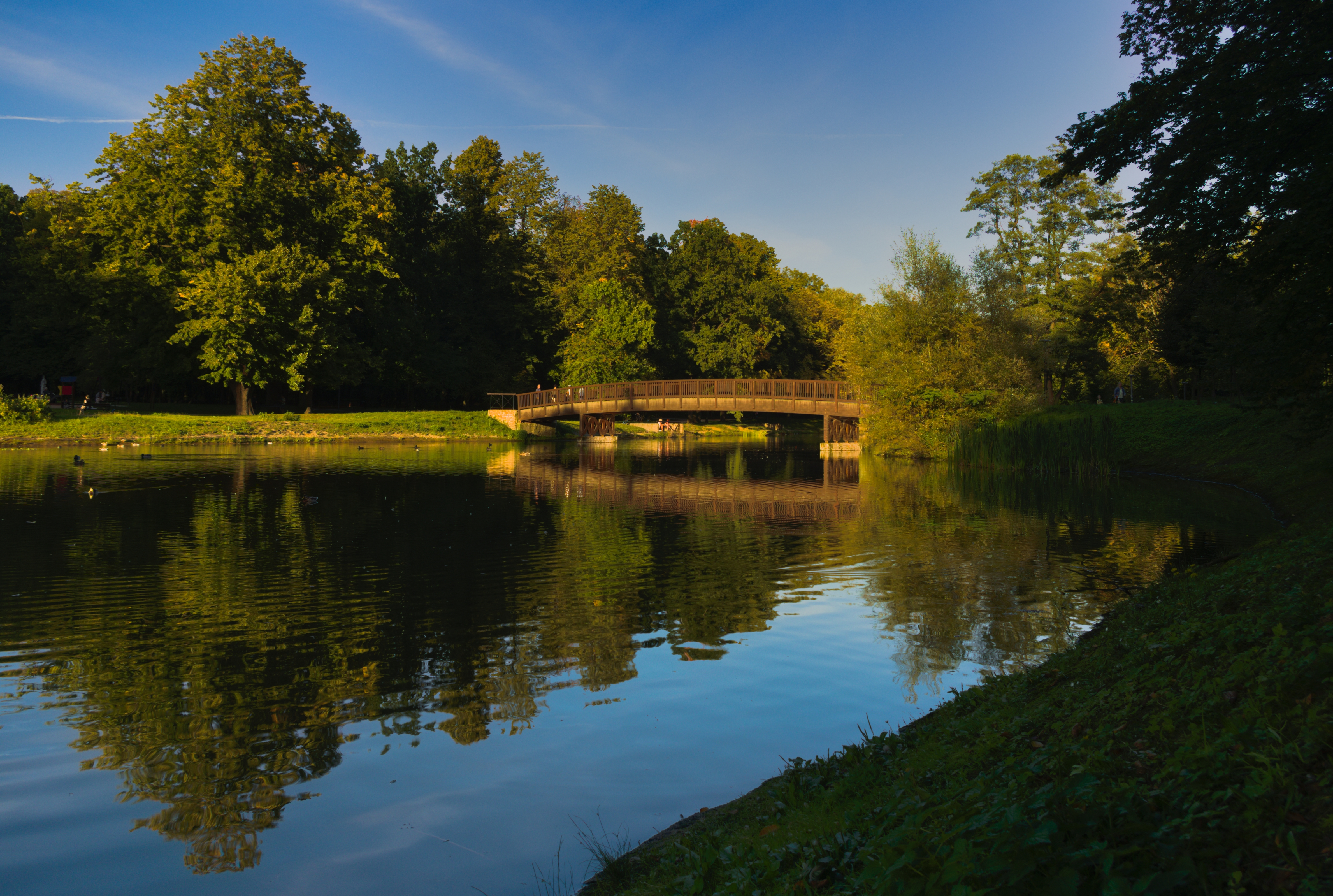
Der Stadtpark

Der Stadtpark wurde 1870 eingerichtet. Er ist ein 34 Hektar großer öffentlicher Park in Innenstadtnähe. Er hieß zunächst Promenade. Der Park erstreckt sich an der Chaussee nach Miechowice (deutsch Miechowitz) über eine Länge von 1200 Metern.

### Schlesische Oper, ehemals Stadttheater
Den Anstoß zum Bau eines Stadttheaters, das zugleich als Konzerthaus genutzt werden sollte, gab Franz Landsberger (1853–1925), ein passionierter Geiger und Direktor zunächst der Oberschlesischen Bank, dann der Dresdner Bank in Beuthen. Er gründete für sein Vorhaben eine „Konzerthausgesellschaft“, der zahlreiche Beuthener Bürger beitraten. So konnte das Stadttheater ab 1898 nach Plänen des Berliner Architekten Alexander Böhm errichtet werden, am 1. Oktober 1901 wurde es eröffnet. Zunächst wurden nur Schauspiele und Operetten geboten, ab 1905 gab es auch Opernvorstellungen. Zum 25-jährigen Jubiläum des Zweispartenhauses wurde im Foyer eine Gedenktafel angebracht, die an den wenige Wochen zuvor verstorbenen Franz Landsberger erinnerte. Die Nationalsozialisten entfernten diese Tafel aufgrund der jüdischen Herkunft Landsbergers, dessen Frau Sabine 1943 im Vernichtungslager Sobibor ermordet wurde.
Nach 1945 wurde der weltberühmte Bassist Adam Didur erster künstlerischer Direktor der nun polnischen Schlesischen Oper (Opera Śląska), die sich zu einem überregional bedeutenden Opernhaus entwickelte. Das Gebäude befindet sich an der ul. Stanisława Moniuszki 21-23 und dem Plac gen. Władysława Sikorskiego.

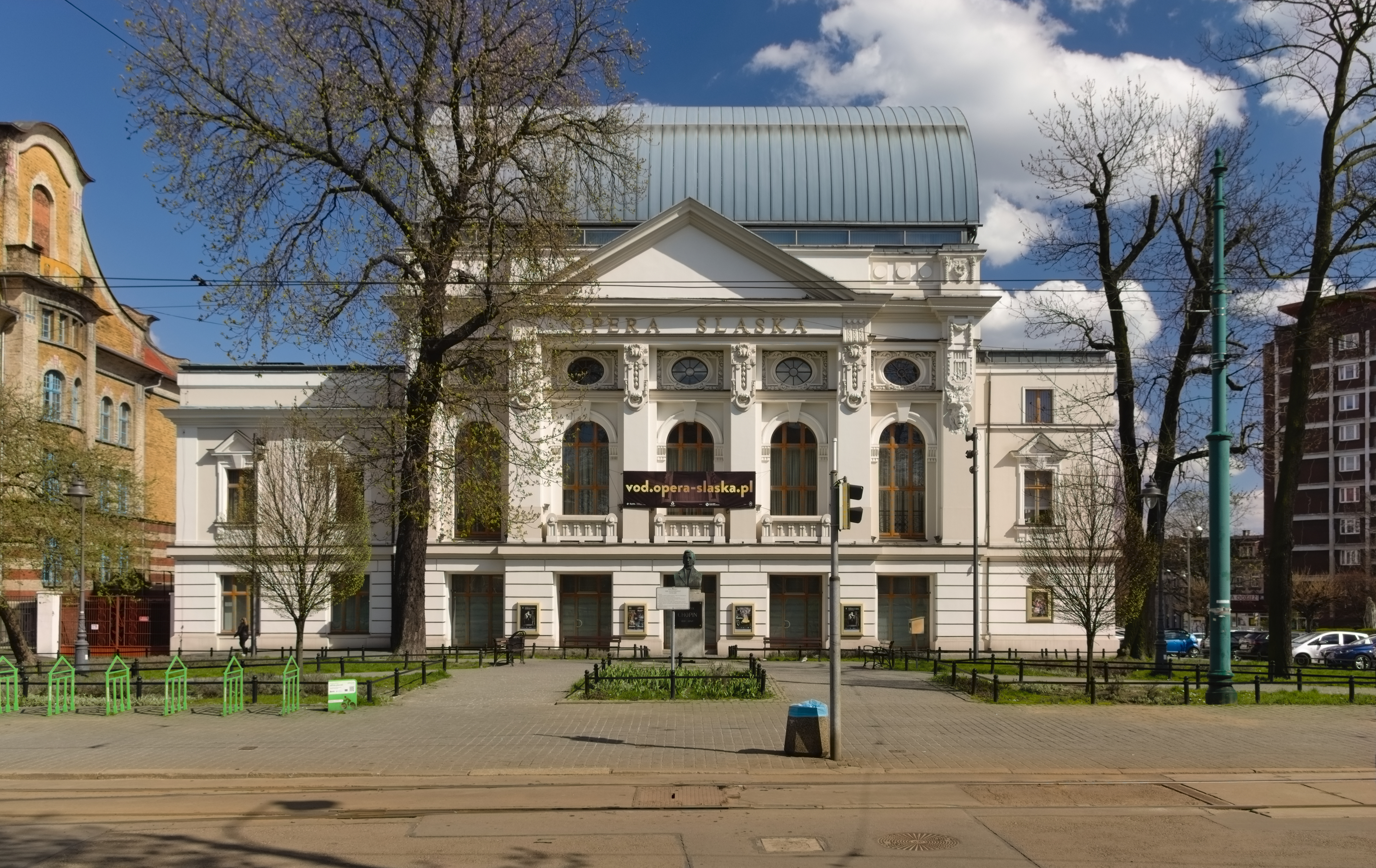
Die Schlesische Oper
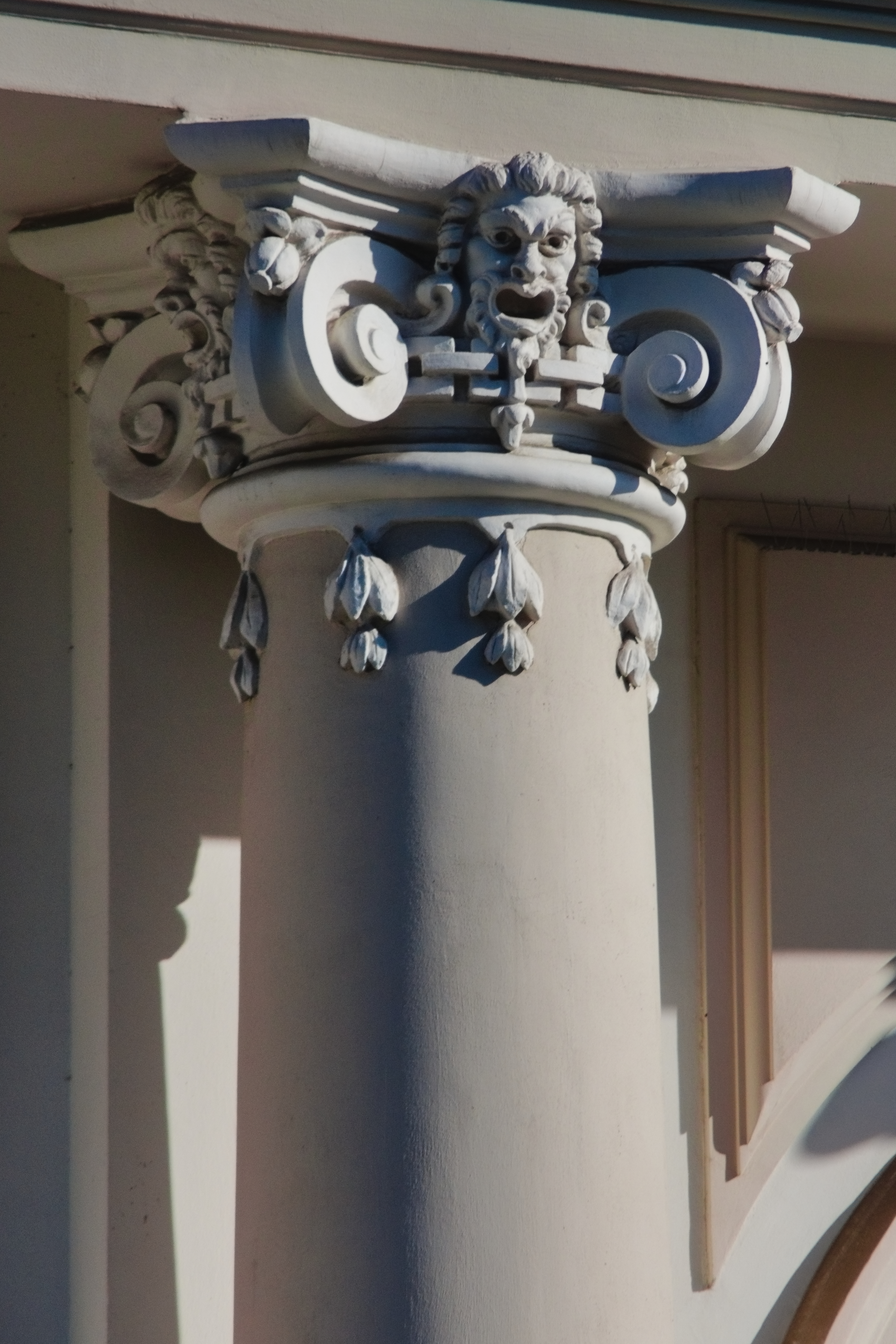
Säule
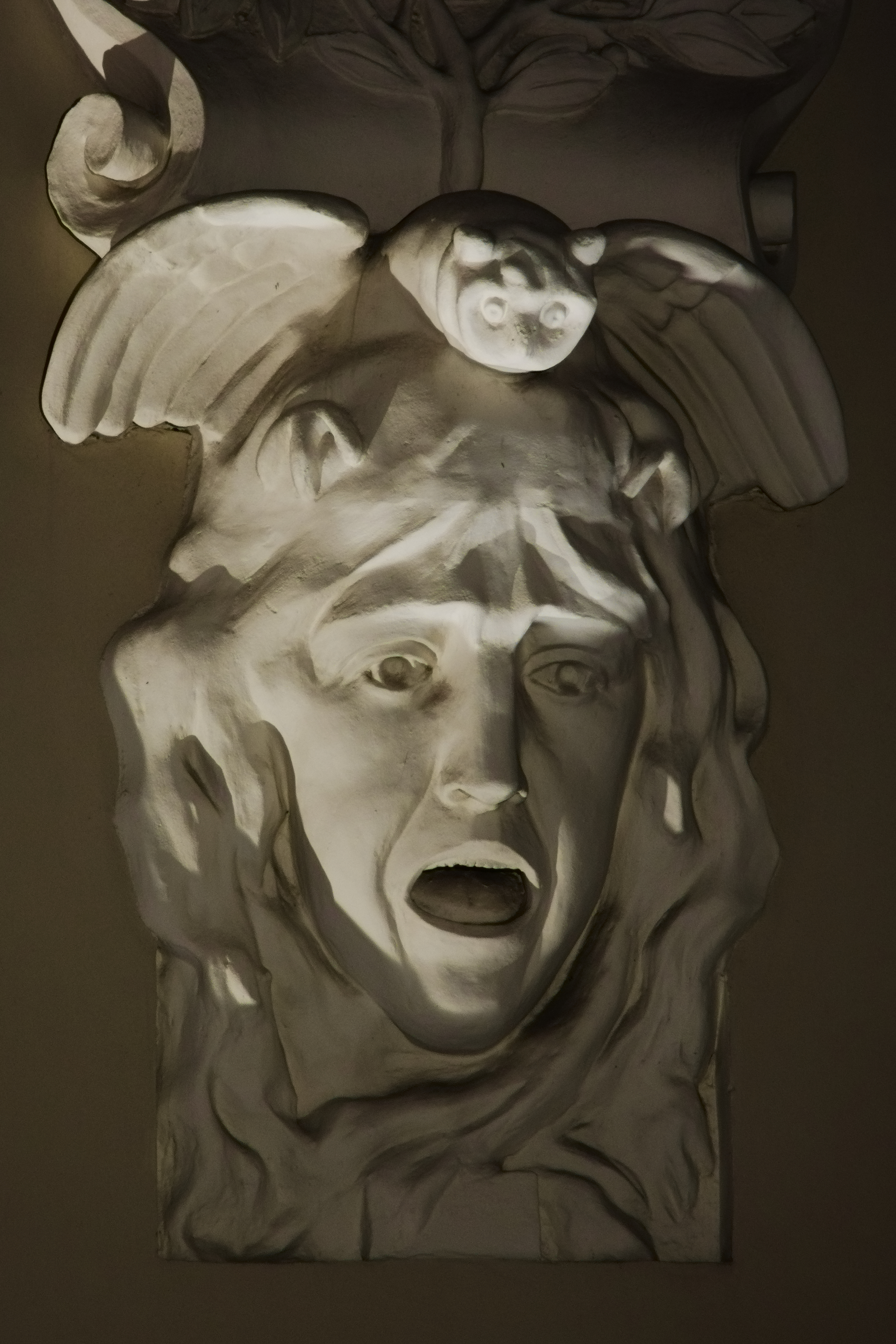
Figurenschmuck an der Fassade

### Medizinische Akademie, ehemaliges Polizeiamt

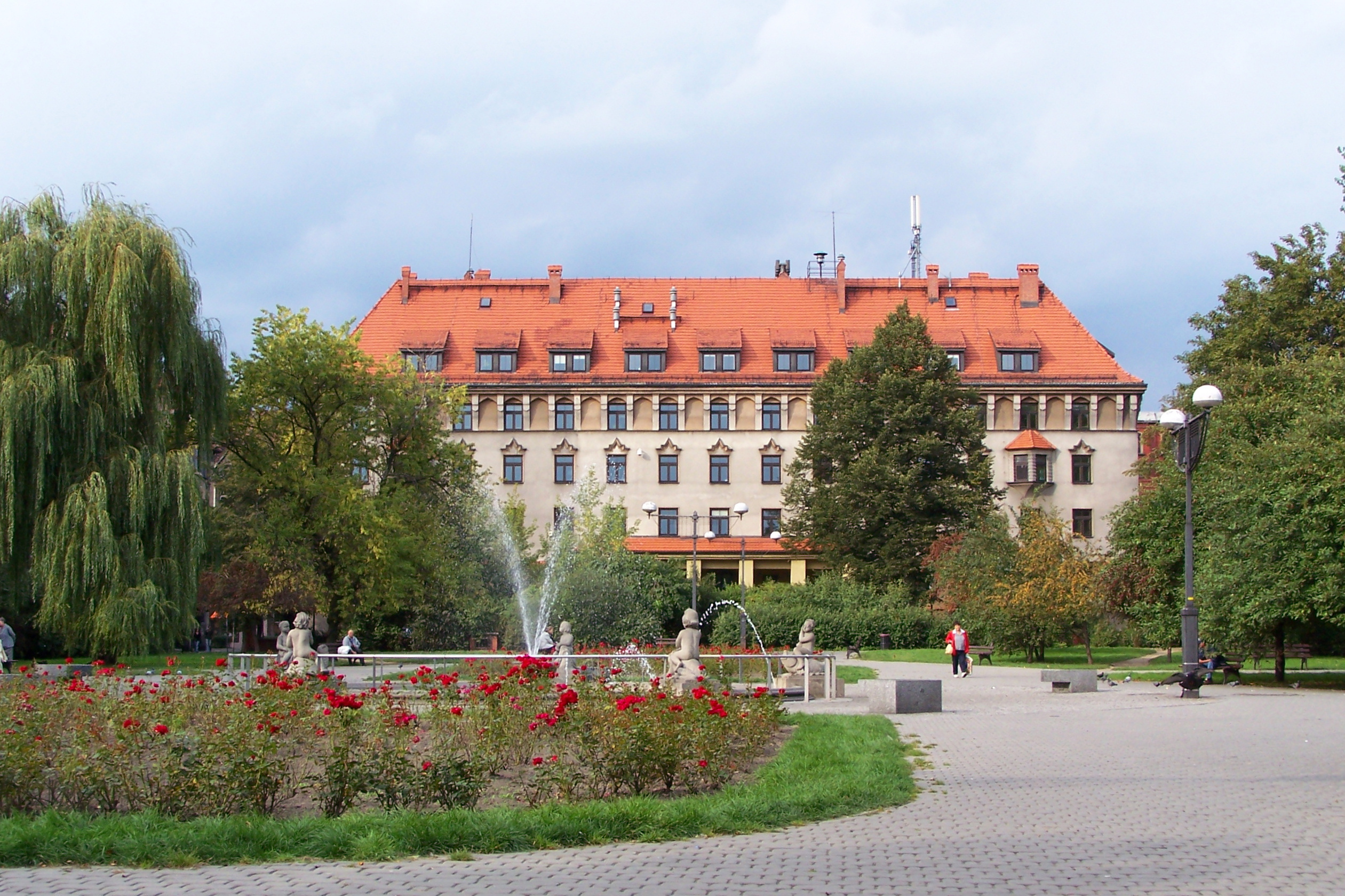
Die Medizinische Akademie

Das Gebäude wurde 1925 bis 1926 errichtet und zeigt an der Fassade expressionistische Details. Die Eingangshalle und das Treppenhaus mit einem auf Säulen ruhenden Gewölbe zeigen modernistische Formen.

### Bürgerhäuser und Stadthäuser

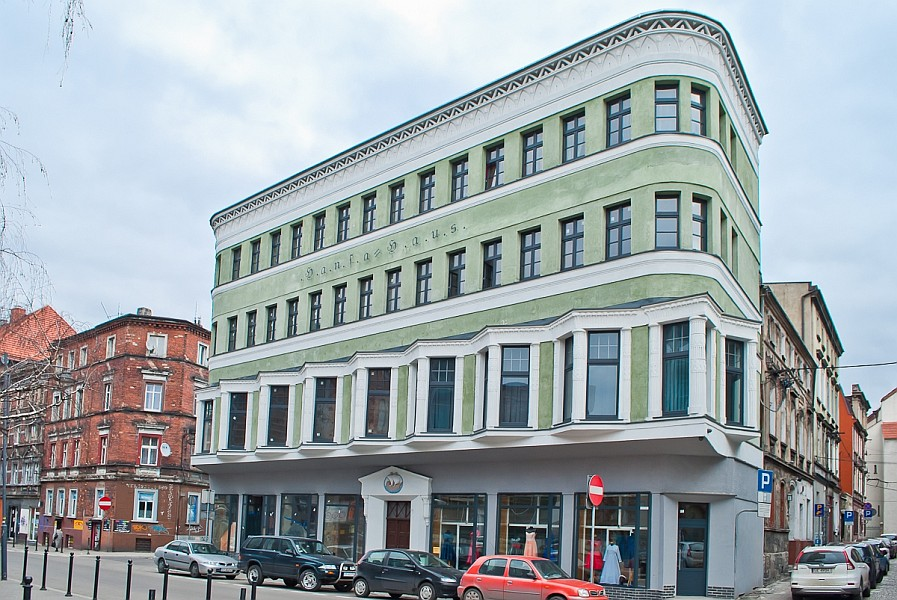
Das Hansa-Haus

- Am Ring sind Teile der Bebauung aus der Zeit vor 1945 noch erhalten oder wurden wieder hergestellt; andere Wohn- und Geschäftshäuser sind nach dem Krieg errichtet worden. Der Rynek (Markt) ist heute eine Fußgängerzone.
- Das Hansa-Haus (ulica Webera 4) wurde 1925 von dem Architekten Felix Wieczorek errichtet.

### Förderturm Hohenzollerngrube
Förderturm der ehemaligen „Hohenzollerngrube“, erbaut um 1929

### Kraftwerk Szombierki
Das Kraftwerk Szombierki (Kraftwerk Oberschlesien) aus dem Jahr 1920.

### Ehemalige Beuthen-Grube
Die frühere Beuthen-Grube ist heute die Kopalnia Węgla Kamiennego Powstańców Śląskich deutsch Zeche der Schlesischen Aufständischen. Sie liegt auf dem Stadtwald-Gelände westlich der ul. Strzeców Bytomskich nach Tarnowskie Góry (Tarnowitz). Sie wurde 1923–28 vom Londoner Konzern Henckel von Donnersmarck Beuthen Estates Ltd. gebaut. Erhalten sind der Förderturm des früheren Glückauf-Schachtes (heute: Kopernik) mit stählernem Aufzugsturm.

## Bildung

### Bildungswesen im deutschen Beuthen
Seit 1906 gab es ein katholisches Lehrerseminar. In Beuthen eröffnete der preußische Kultusminister Adolf Grimme am 5. Mai 1930 die Pädagogische Akademie Beuthen zur Volksschullehrerausbildung für katholische Studierende unter Hans Abmeier. Sie war wie die andere katholisch ausgerichtete Pädagogische Akademie Bonn für Frauen und Männer offen, womit der katholische Lehrerinnenverband allerdings nicht einverstanden war. Zuständig war der Bischof von Osnabrück Wilhelm Berning. Die Ausbildungseinrichtung bestand in der Zeit des Nationalsozialismus weiter als Oberschlesische Hochschule für Lehrerbildung. 1934 wurde Abmeier entlassen wie auch andere Katholiken, so der Psychologe Alfred Petzelt. Josef Klövekorn vertrat die Musik und war gleichzeitig Chorleiter bis 1945. Alfons Perlick vertrat die Heimatkunde und gab später ein Heimatbuch über Beuthen heraus. Matthias Brinkmann lehrte die Biologie konform mit der Rassenlehre. Er unterrichtete weiter als stellvertretender Leiter ab 1941 in der Lehrerbildungsanstalt Beuthen, die bis 1945 bestand.

### Bildungswesen im heutigen Bytom
Es gibt zwei Kinderkrippen, 43 Kindergärten, 27 Grundschulen, 22 Mittelschulen und 34 weiterführende Schulen. Unter den weiterführenden Schulen sind elf allgemeinbildend, darunter auch Sport, neun technische Schulen und sieben Grundschulen der Industrie. Es gibt zwei Kunstschulen, nämlich die L.-Różycki-Schule und die Allgemeine Grund- und Mittelschule für Musik Frédéric Chopin.
Darüber hinaus hat es in der Stadt mehrere universitäre Einrichtungen. Das Warschauer Polnisch-Japanische Institut für Informationstechnologie (Polsko-Japońska Wyższa Szkoła Technik Komputerowych) betreibt in der Stadt eine Fakultät für Informatik; das Schlesische Polytechnikum in Gleiwitz eine Fakultät für Verkehr. Die Medizinische Universität Schlesiens in Katowice unterhält hier eine Fakultät für öffentliche Gesundheit, die Theaterakademie Stanisław Wyspiański aus Krakau (Akademia Sztuk Teatralnych im. Stanisława Wyspiańskiego) betreibt in Bytom eine Fakultät für Tanztheater. Vor Ort ansässig sind die Wirtschafts- und Verwaltungsuniversität Bytom und eine Lehrerbildungsanstalt (Kolegium Nauczycielskie). Insgesamt studieren in Bytom und Umgebung rund 7000 Studenten.

## Wirtschaft

### Industrie
Früher gab es in Bytom sieben große Kohlegruben und zwei Eisenhütten. Heute gibt es zwei Kohlebergwerke – Bobrek (im Besitz der Firma Węglokoks) und Powstańców Śląskich (im Besitz der Firma Eko-Plus). Dazu kommen die Kokerei Bobrek, die Mineralwollfabrik Petralana und das Heizkraftwerk Miechowice. Im Januar 2008 wurde die erste Stufe des Industrieparks Bytom in Betrieb genommen.

### Handel
Rund 60 Meter vom Marktplatz (Rynek) liegt das das Einkaufs- und Unterhaltungszentrum Agora, es wurde am 15. November 2010 eröffnet und gehört der britischen Firma First Property Group. In Bytom gibt es weitere Einkaufszentren wie das Plejada Shopping Center, oder das M1 Shopping Center, weiter Supermärkte und Hypermärkte, unter anderem von Carrefour, Lidl, Auchan, Selgros oder Tesco. Dazu kommen Fachsupermärkte und Fachgeschäfte wie Obi, Castorama und Praktiker, Deichmann, Fielmann oder Rossmann.

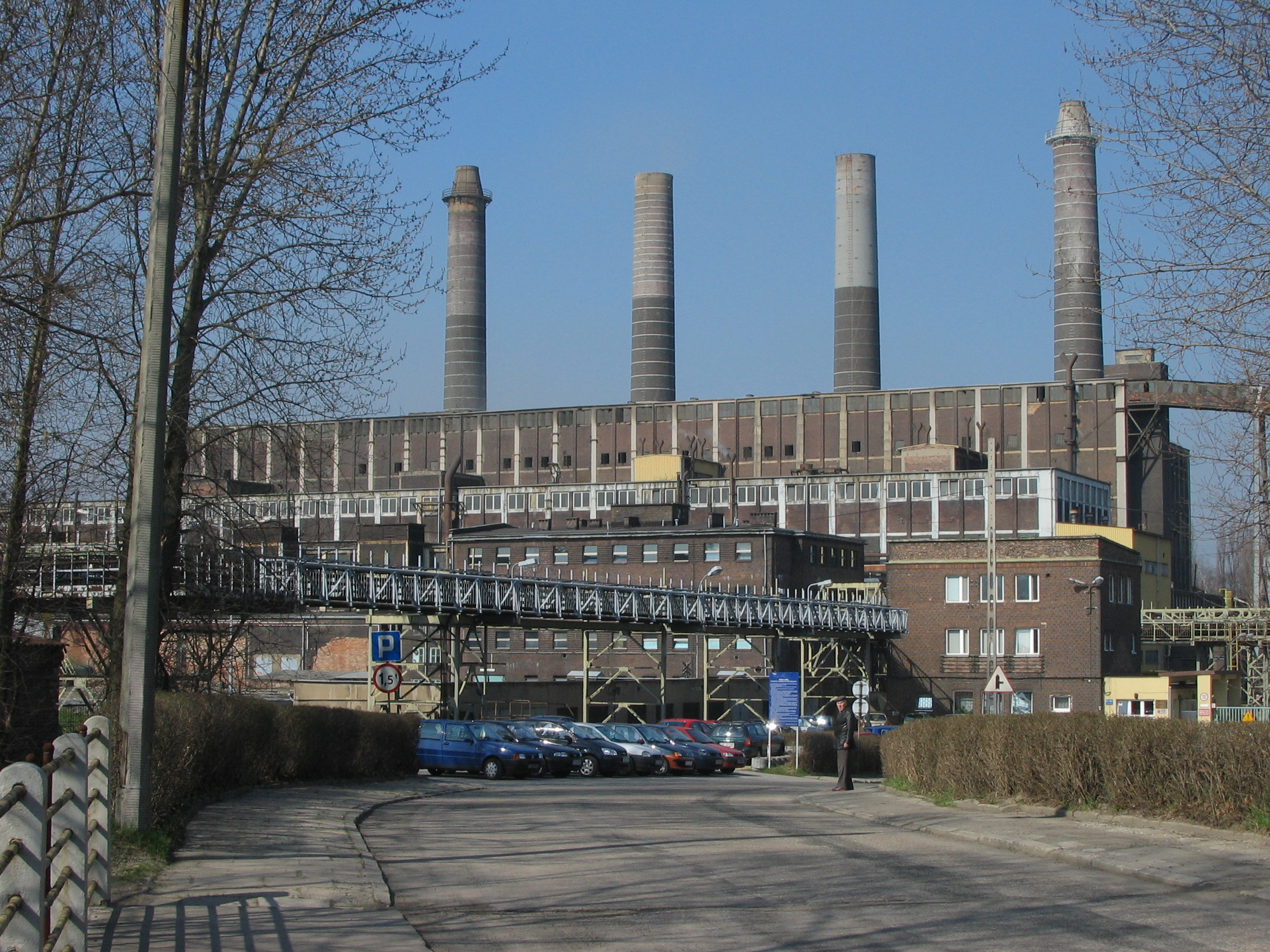
Heizkraftwerk Miechowice
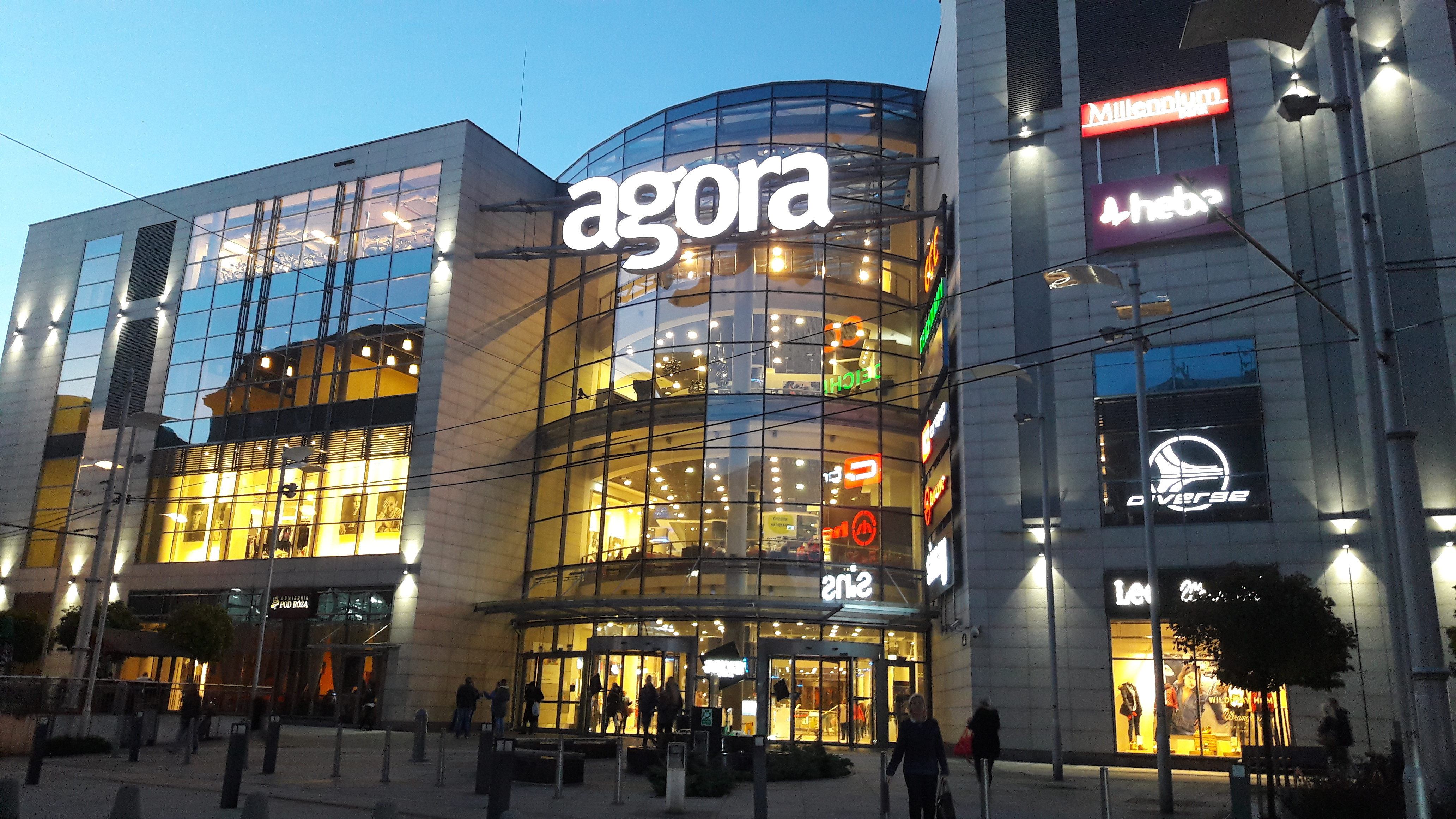
Handelszentrum Agora
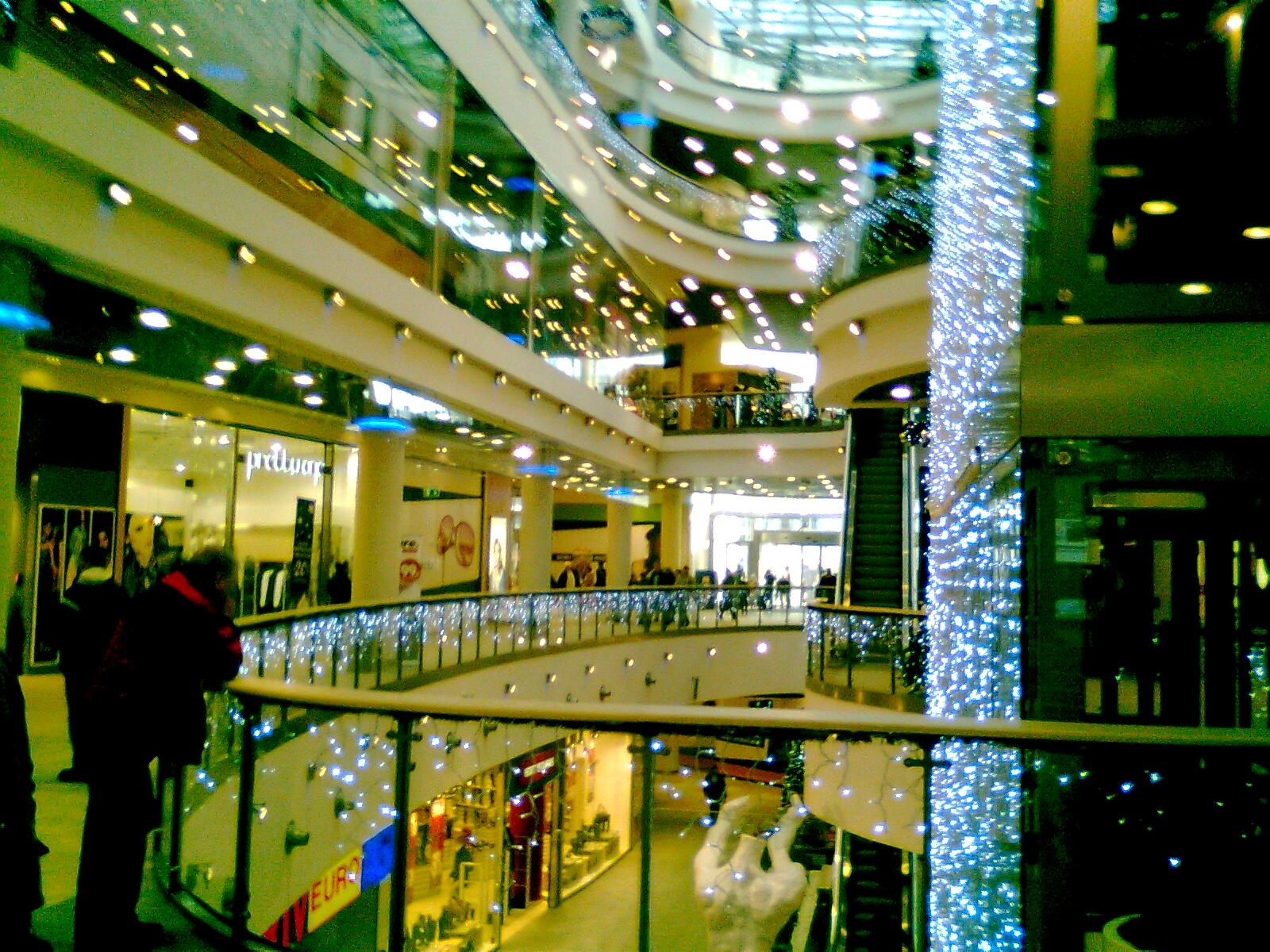
Handelszentrum Agora

## Sport

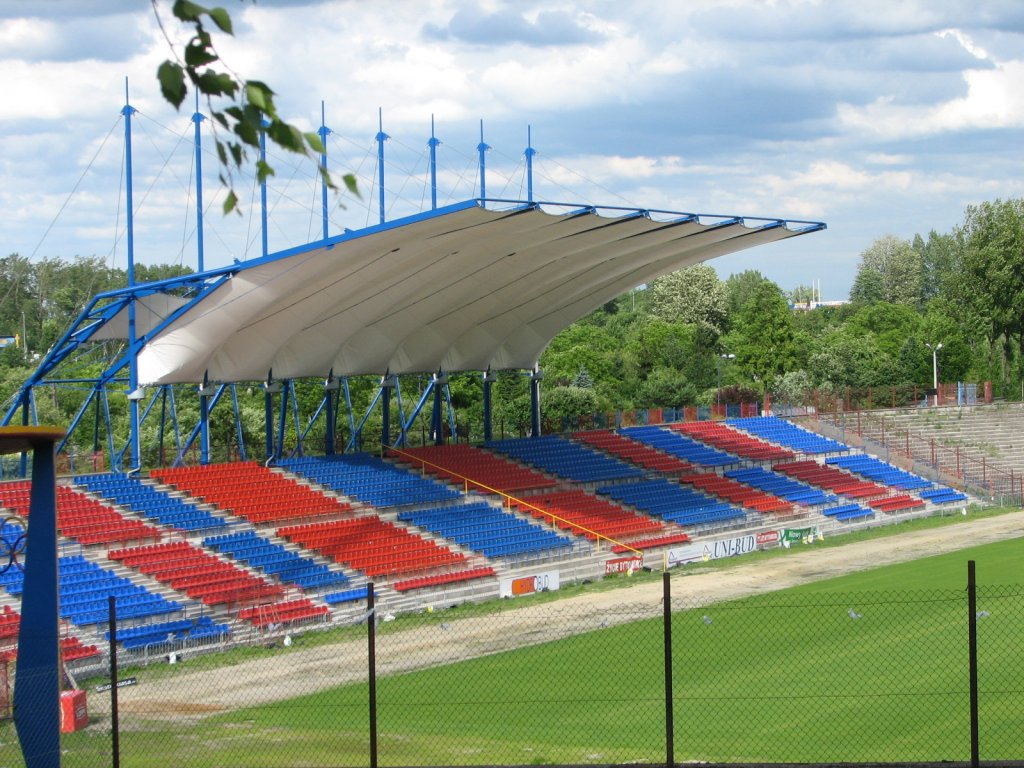
Edward-Szymkowiak-Stadion

### Sport im deutschen Beuthen
Der erfolgreiche Beuthener Verein war der 1909 gegründete Beuthener SuSV 09. Er spielte in der obersten deutschen Fußballliga, der Gauliga Schlesien bzw. ab dem Jahre 1941 in der Gauliga Oberschlesien und nahm sechsmal an der Endrunde um die deutsche Meisterschaft teil.

### Sport im polnischen Bytom
- Polonia Bytom (polnischer Fußball-Meister 1954 und 1962)
- Polonia Bytom (polnischer Eishockey-Meister 1984, 1986, 1988, 1989, 1990 und 1991, polnischer Eishockey-Meister der Frauen 2010, 2011, 2012, 2013, 2016, 2017, 2018, 2019 und 2020)
- GKS Szombierki Bytom (polnischer Fußball-Meister 1980)

Dann gibt es Czarni Bytom sowie eine Reihe von Kampfsportclubs, unter anderem den Judoklub Bytom, woher der dreifache Olympiasieger Waldemar Legień kommt.

## Städtepartnerschaften
Bytom unterhält mit folgenden Städten Partnerschaften:
- Recklinghausen (Deutschland), seit 2000
- Butte (USA), seit 2001
- Vsetín (Tschechien)
- Drohobycz (Ukraine)
- Schytomyr (Ukraine)
- Ormož (Slowenien)
- Brest (Frankreich)
- Antalya (Türkei)

Am 24. Februar 2022 kündigte Bytom den Partnerschaftsvertrag von 2005 mit Dmitrov in Russland. Die Entscheidung stand im Zusammenhang mit der russischen Invasion in der Ukraine.

## Verkehr

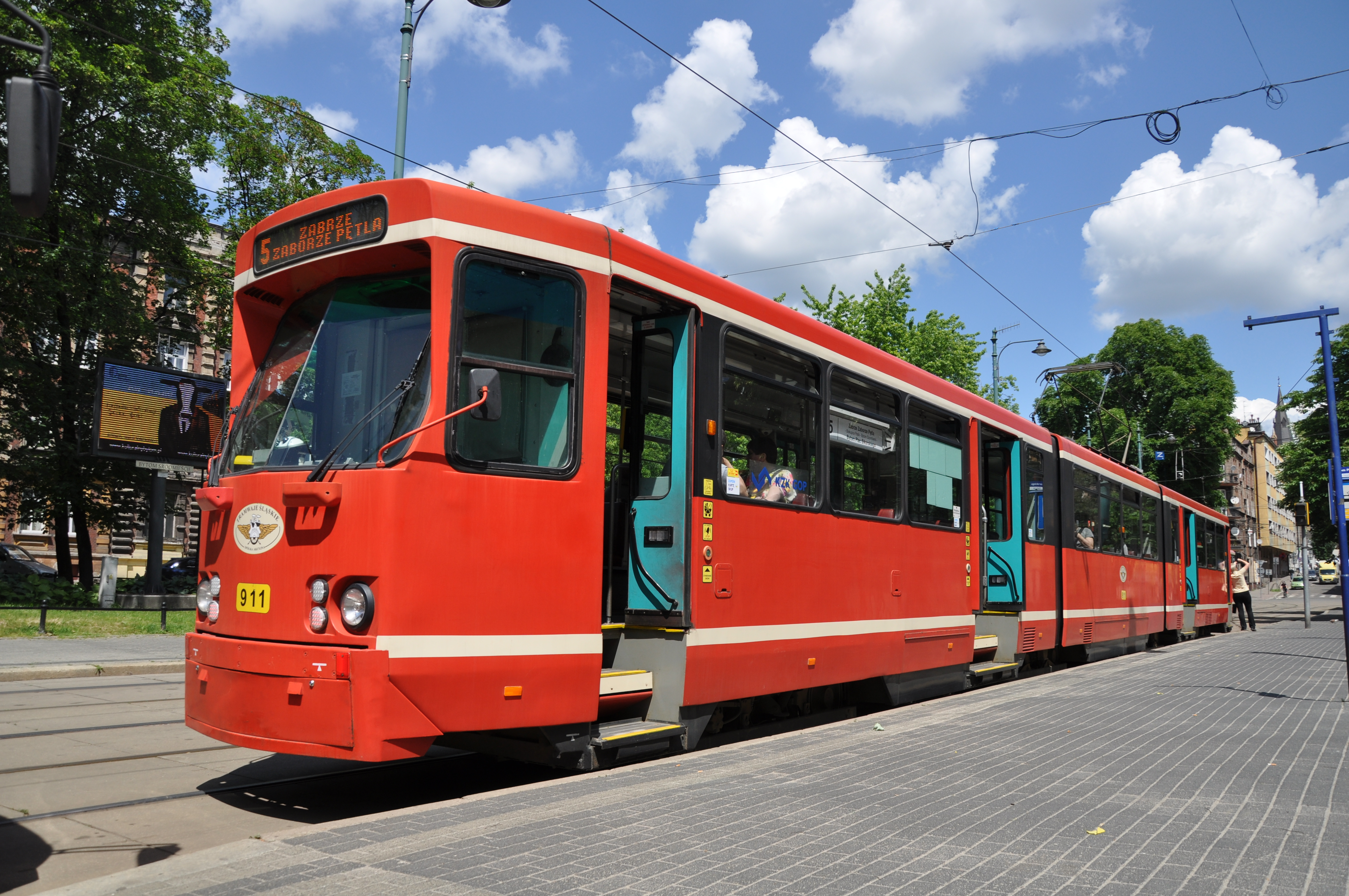
Ehemaliger Frankfurter P-Wagen in Bytom

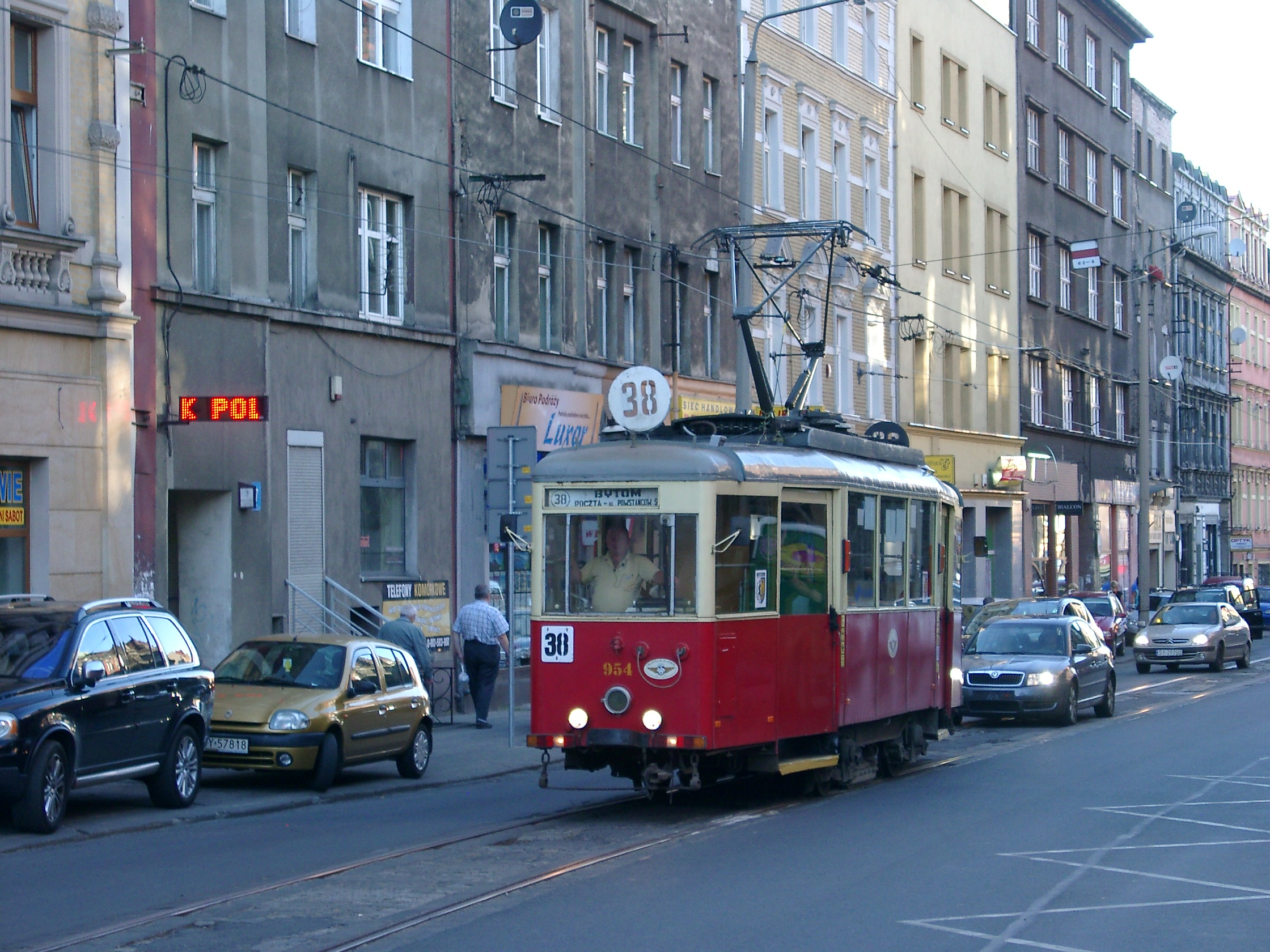
Linie 38 im Jahr 2013

### Öffentlicher Nahverkehr
Den Bürgern von Bytom stehen 53 Buslinien und 9 Straßenbahnlinien zur Verfügung. Im Linienverkehr besteht eine Anbindung an das Netz der Oberschlesischen Straßenbahn. Darüber sind unter anderem Katowice (Kattowitz), Sosnowiec (Sosnowitz), Zabrze (Hindenburg), Ruda Śląska (Ruda), Dąbrowa Górnicza (Dombrowa) oder Chorzów (Königshütte) erreichbar. Die Fahrt mit der Straßenbahn von Kattowitz bis Beuthen dauert etwa 45 Minuten. Auf einer eingleisigen Strecke mitten auf der Piekarska-Straße verkehren historische Zweirichtungstriebwagen als Linie 38. Aber auch moderne Trambahnzüge werden eingesetzt.

### Die Bahn
Der Bahnhof Bytom (Beuthen O.S.) befindet sich am Plac Wolskiego in der Innenstadt. Der Bahnhof liegt an der Bahnstrecke Chorzów–Tczew, von der in Bytom die Bahnstrecke Bytom–Wrocław abzweigt. Das heutige Empfangsgebäude wurde Ende der 1920er Jahre im modernen Stil erbaut. In der Zwischenkriegszeit war der Bahnhof zwischen 1936 und 1939 Ziel des „Fliegenden Schlesiers“, der mit einer Durchschnittsgeschwindigkeit von 109 km/h in 4:17 Stunden von Berlin über Breslau nach Beuthen verkehrte, seinerzeit eine der schnellsten Verbindungen. Der Bahnhof Bytom bedient eine regionale Verbindung, die Linie S8 auf der Strecke Kluczbork – Oświęcim und überregionale Verbindungen, die von PKP Intercity bereitgestellt werden.
In der Sommersaison organisiert der Verband der Oberschlesischen Schmalspurbahnen touristische Verbindungen von Miasteczko Śląskie (Georgenberg) – Tarnowskie Góry (Tarnowitz) – Bytom (Beuthen) entlang der Strecke der Oberschlesischen Schmalspurbahn.
Normalspurbahnhöfe oder Haltestellen auf dem Stadtgebiet sind:

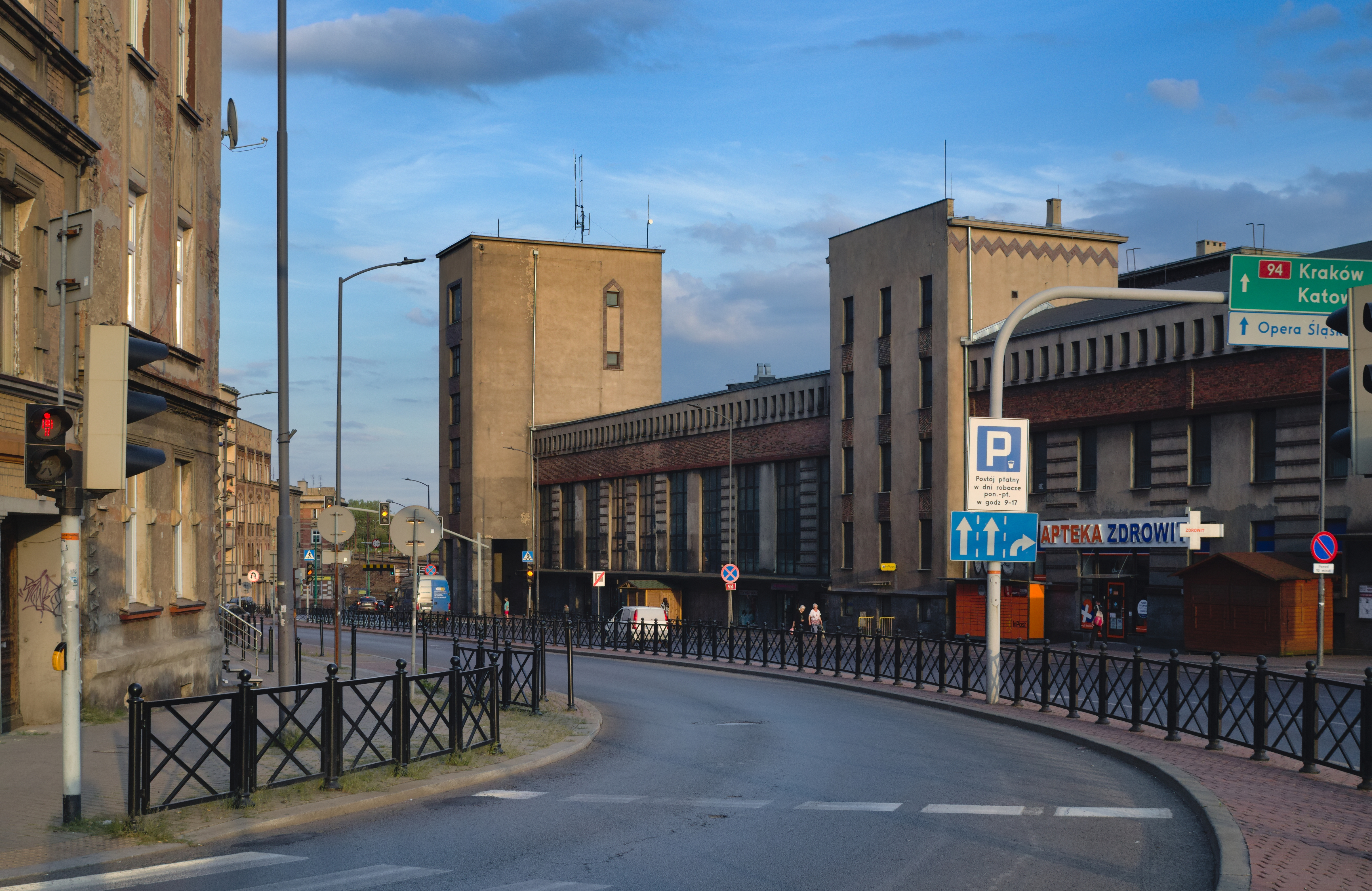
Bahnhof Bytom
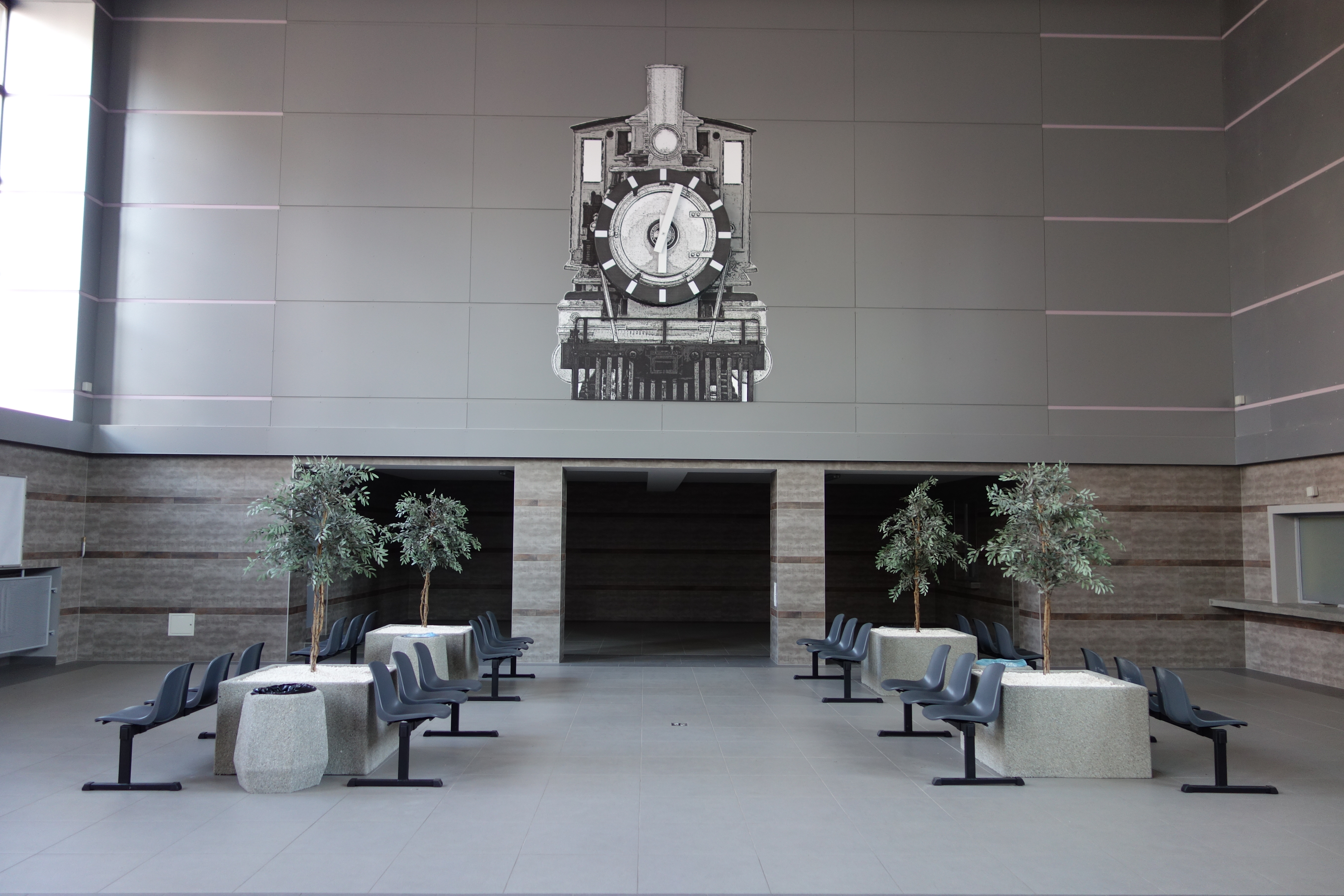
Bytom Karb
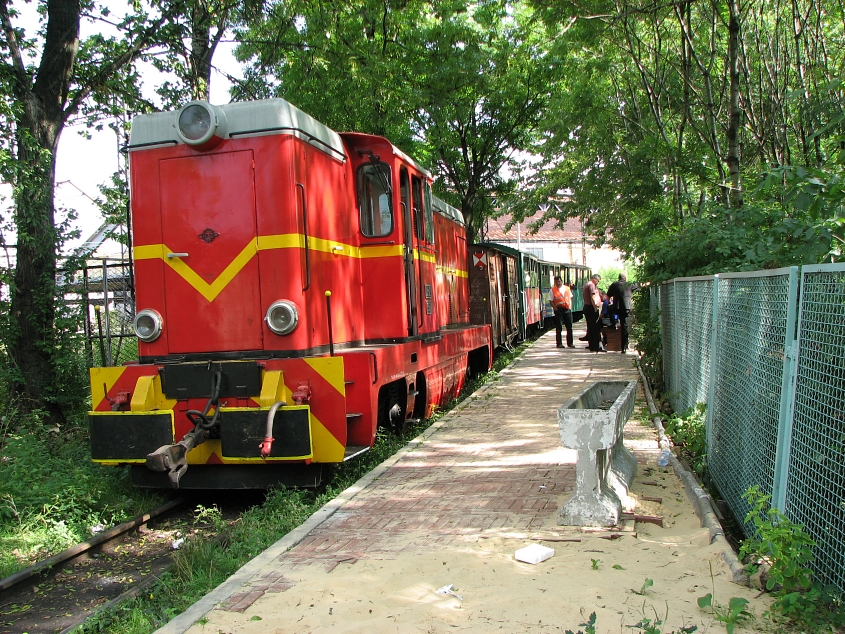
Bytom Północna
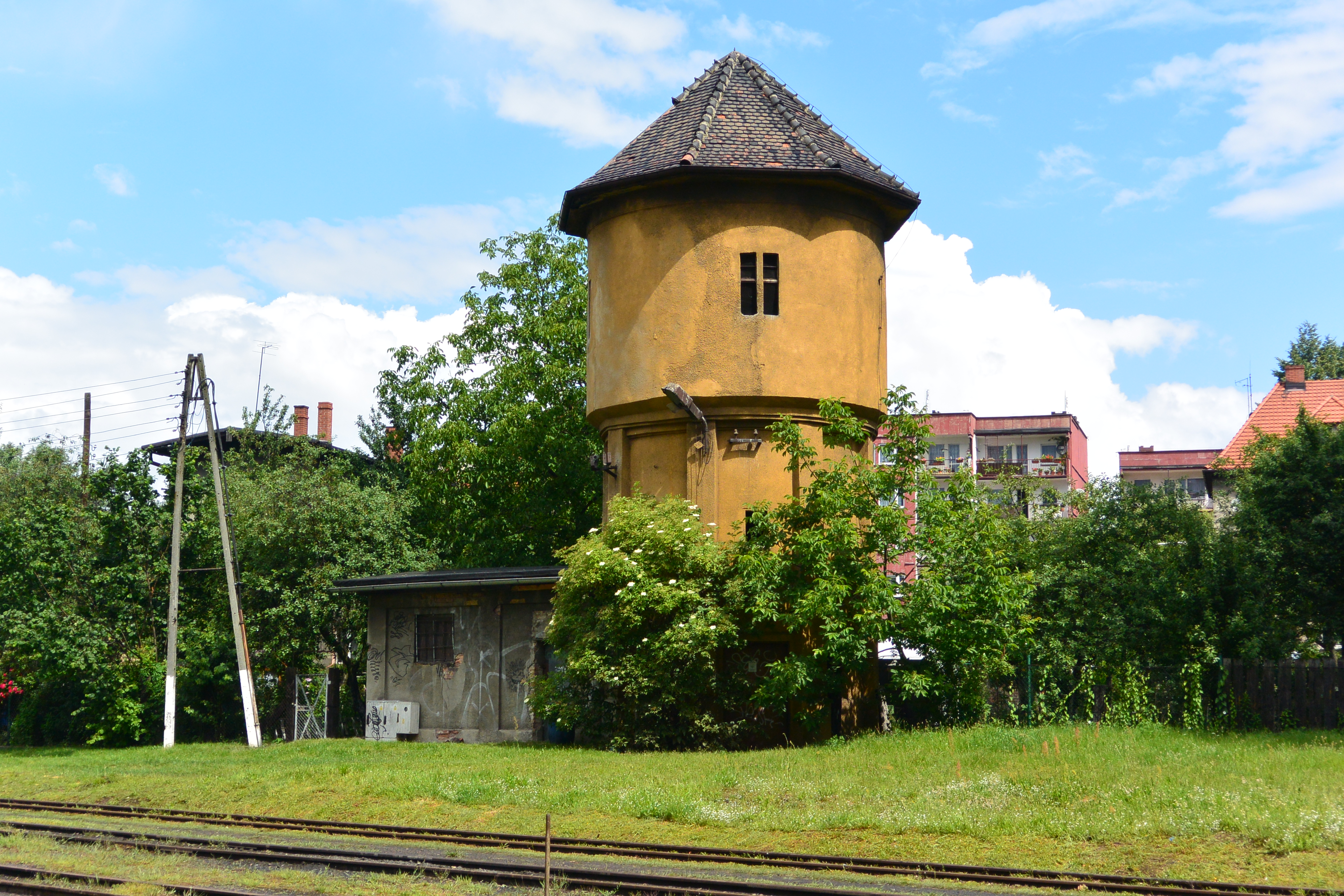
Bytom Bobrek (geschlossen).

Schmalspurbahnhöfe oder Haltestellen sind:
- Bytom Wąskotorowy
- Szombierki Elektrownia
- Bytom Karb Wąskotorowy
- Dąbrowa Miejska
- Sucha Góra

- Bahnhof Bytom
- Bahnhof Bytom Wartesaal
- Haltestelle der Schmalspurbahn
- Wasserturm an der Schmalspurbahn

### Straßen
Die Autostrada A1 geht nach Norden bis Danzig durch. Im Süden sind darüber die tschechischen Städte Brünn und Prag erreichbar.

### Flughäfen
Der internationale Flughafen Katowice in Pyrzowice liegt rund 23 km nördlich von Bytom. Er hat eine Jahreskapazität von 3,6 Millionen Passagieren. Außerdem hat er ein Frachtterminal. Er wird von über zwanzig Fluggesellschaften genutzt wie Ryanair, Centralwings, Eurolot, LOT, Lufthansa oder Wizz Air.
Der internationale Krakau-Balice liegt rund 80 km entfernt. Er ist Polens zweitgrößter Flughafen mit Linienverbindungen von über zwanzig Fluggesellschaften wie beispielsweise Air France, Eurolot, LOT, Lufthansa.
Rund 80 km von Bytom ist der internationale Flughafen Ostrava in der Tschechischen Republik.

## Persönlichkeiten der Stadt

### Söhne und Töchter der Stadt

#### Bis 1900
- Grzegorz Gerwazy Gorczycki (1664/67–1734), Kapellmeister und Komponist
- Lazarus Henckel von Donnersmarck (1785–1876), Generalleutnant
- August von Weber (1824–1888), preußischer Generalleutnant
- Heinrich Schulz-Beuthen (1838–1915), Komponist und Musiklehrer
- Paul Dombek (1865–1925), Politiker, Redakteur, Mitglied des Sejms und des Deutschen Reichstages
- Ernst Gaupp (1865–1916), Anatom und Wirbeltiermorphologe
- Eva von Tiele-Winckler (1866–1930), Diakonisse
- Emil Gotschlich (1870–1949), Arzt und Hygieniker
- Bruno Arndt (1874–1922), Sprachwissenschaftler und Schriftsteller
- Ludwig Halberstädter (1876–1949), Radiologe und Hochschullehrer
- Magnus Davidsohn (1877–1958), Opernsänger, Musiklehrer und Kantor
- Paul Senden (1877–1953), deutscher Schauspieler
- Georg Sperlich (1877–1941), Oberbürgermeister von Münster
- Oskar Wylezol (1878–1935), deutscher Kaufmann und Fußballfunktionär
- Adolf Kober (1879–1958), Rabbiner und Historiker
- Walter Schulze (1880–nach 1916), deutscher Architekt und Kunstmaler
- Maximilian Kaller (1880–1947), katholischer Bischof
- Erich Herrmann (1882–1960), Politiker, Abgeordneter des Preußischen Landtages und Schriftsteller
- Erwin Fichtner (1883–1944), Schauspieler
- Grete Ly (1885–1942), Soubrette, Schauspielerin und Filmproduzentin
- Alfred Schulze (1886–1964), Architekt
- Friedrich Bloch (1890–1942), Bergingenieur, NS-Opfer
- Gert Bahr (1891–1965), Jurist und Bankdirektor
- Alfred Hein (1894–1945), deutscher Schriftsteller
- Max Tau (1897–1976), deutscher Schriftsteller, Lektor und Verleger
- Ernst Kaller (1898–1961), Organist und Hochschullehrer
- Josef Wiessalla (1898–1945), Schriftsteller, Journalist und Volkskundler
- Theanolte Bähnisch (1899–1973), Juristin, Verwaltungsbeamtin und Politikerin (SPD)
- Georg Scholz (1900–1945), katholischer Geistlicher, Märtyrer

#### 1901 bis 1930
- Erich Strömer (1901–1934), Schauspieler
- Friedrich Domin (1902–1961), Bühnen- und Filmschauspieler sowie Regisseur
- Gerhard Klinnert (1904–nach 1948), deutscher Jurist
- Horst Strempel (1904–1975), deutscher Grafiker und Maler
- Richard Czaya (1905–1978), deutscher Schachspieler und Präsident des Deutschen Schachbundes
- Gerhard Badrian (1905–1944), deutscher Fotograf und Widerstandskämpfer
- Heinrich Ewers (1906–1992), deutscher Theologe und Kanonist
- Rudolf Vogel (1906–1991), Politiker der CDU
- Karl Nawrath (1908–1992), Zahnarzt und ordentlicher Professor für Kieferorthopädie in Mainz[37]
- Lotte Tschierschky (1908–1987), Kupferstecherin
- Richard Malik (1909–1945), ehemaliger Fußballnationalspieler
- Horst Winter (1914–2001), deutsch-österreichischer Musiker
- Gerhard Metzner (1914–1969), Regisseur, Mitbegründer der Kleinen Komödie in München
- Jacob Toury (1915–2004), deutsch-israelischer Historiker und Pädagoge
- Wilhelm Gora (1916–1975), polnisch-deutscher Fußballspieler
- Gerhard Kukofka (1917–1970), oberschlesischer Schriftsteller, Heimatdichter und Verlagslektor
- Hans-Hermann Rösner-Mautby (1917–1999), deutscher Klinikunternehmer
- Anfried Krämer (* 1920), Schauspieler und Hörspielsprecher
- Leo Kardinal Scheffczyk (1920–2005), katholischer Theologe
- Heinz Kegel (1921–2003), Politiker (SPD), MdL Nordrhein-Westfalens
- Gerhard Glombek (1922–1989), Biologiedidaktiker und Hochschullehrer
- Guntram Hecht (1923–2018), deutscher Musikpädagoge, Organist und Komponist
- Leo Lis (1924–1969), Todesopfer an der Berliner Mauer
- Walter Sonnenberger (* 1925), deutscher Fußballspieler
- Martin Wein (1925–2010), deutscher Journalist, Autor, Übersetzer
- Hermann Koziol (1926–2011), Bildhauer
- Heinz-Josef Kiefer (1927–2012), deutscher Manager und Hochschullehrer
- Helmut Koziolek (1927–1997), deutscher Wirtschaftswissenschaftler
- Harry Tallert (1927–1997), Journalist und Politiker (SPD), MdB
- Olaf Tamaschke (1927–2020), Mathematiker
- Wolfgang Janke (1928–2019), Philosoph und Hochschullehrer
- Hans-Joachim Kasprzik (1928–1997), DEFA-Regisseur
- Arno Lubos (1928–2006), deutscher Literaturhistoriker und Schriftsteller
- Martin Polke (1930–2018), deutscher Industrie-Physiker, Top-Manager, Professor, Pionier Prozessleittechnik
- Wolfgang Pechhold (1930–2010), deutscher Physiker und Hochschullehrer
- Anna Rothgang-Rieger (1930–2016), Politikerin
- Reiner Zimnik (1930–2021), Maler, Zeichner und Schriftsteller

#### 1931 bis 1945
- Klaus Mertens (1931–2014), deutscher Architekturwissenschaftler und Bauforscher
- Dieter Klinkert (1931–2016), DDR-Diplomat
- Walter Barsig (1932–2012), Lehrer und Fachbuchautor
- Dieter Honisch (1932–2004), von 1975 bis 1997 Direktor der Neuen Nationalgalerie bei den Staatlichen Museen in Berlin
- Wolfgang Reichmann (1932–1991), Bühnen-, Film- und Fernsehschauspieler
- Manfred Thamm (1932–2016), deutscher Jurist
- Werner Krawietz (1933–2019), deutscher Rechtsphilosoph und Hochschullehrer
- Sophie Rieger (1933–2022), deutsche Architektin und Politikerin
- Reiner Maria Gohlke (* 1934), deutscher Manager
- Klaus König (1934–2025), deutscher Opernsänger
- Peter Osypka (* 1934), deutscher Unternehmer und Stifter
- Herbert Schwedt (1934–2010), deutscher Volkskundler, Hochschullehrer
- Ernst Gomolla (* 1935), deutscher Tischtennisspieler
- Herbert Gomolla (* 1935), deutscher Tischtennisspieler
- Gatja Helgart Rothe geb. Riedel (1935–2007), deutsche Malerin und Grafikerin
- Josef Schmidt (1935–2024), polnischer Leichtathlet
- Leo-Ferdinand Graf Henckel von Donnersmarck (1935–2009), deutsch-österreichischer Manager
- Jan Liberda (1936–2020), ehemaliger polnischer Fußballspieler
- Herbert Goliasch (1938–2004), deutscher Politiker (CDU) und Landtagsabgeordneter in Sachsen
- Gerhard Lukoszczyk (* 1938), Fußballspieler
- Friederike Johanna Nestler-Rebeau (* 1938), österreichische Installations- und Objektkünstlerin sowie Fotografin
- Nikolaus Wyrwoll (* 1938), römisch-katholischer Geistlicher
- Ryszard Grzegorczyk (1939–2021), Fußballspieler
- Norbert Pogrzeba (* 1939), Fußballspieler
- Rüdiger Wagner (1939–2007), Schriftsteller und Lehrer, ehemaliger stellvertretender Schulleiter des Klenze-Gymnasiums München
- Hans-Jürgen Felsen (* 1940), deutscher Leichtathlet
- Lutz Gode (* 1940), deutscher Maler und Grafiker
- Renate Hellwig (* 1940), deutsche Politikerin (CDU)
- Rosemarie Seidel (1940–1998), deutsche Tischtennisspielerin
- Horst W. Opaschowski (* 1941), Erziehungswissenschaftler und Freizeitforscher
- Helmut Fedor Nowak (* 1941), Chemiker und Unternehmer, deutscher Politiker und Bundestagsabgeordneter (CDU)
- Edgar Moron (1941–2023), Diplom-Politologe und 1. Vizepräsident des Landtags NRW (14. Wahlperiode)
- Hans-Jochen Jaschke (1941–2023), katholischer Geistlicher, Weihbischof in Hamburg
- Rosmarie Günther (* 1942), deutsche Althistorikerin
- Volker Schadach (* 1942), deutscher Fotograf und Verleger
- Erhard Bastek (1943–2017), Politiker deutscher Abstammung
- Norbert Przybilla (1943–2009), deutscher Rennfahrer
- Rainer Greschik (1943–2023), deutscher Architekt und Sammler afrikanischer Kunst
- Rüdiger Hoffmann (* 1943), Fernsehjournalist und -moderator
- Eberhard Klaschik (* 1943), Palliativmediziner
- Piotr Szalsza (* 1944), Regisseur, Musiker
- Wolfgang Nowak (1944–2002), Politiker der CDU

#### Ab 1946
- Jerzy Jarzębski (1947–2024), Literaturwissenschaftler
- Jerzy Konikowski (* 1947), deutscher Schachspieler
- Anna Nehrebecka (* 1947), Schauspielerin
- Lucjan Lis (1950–2015), Radrennfahrer
- Andreas Lawaty (* 1953), deutscher Historiker und Slawist
- Leszek Engelking (1955–2022), Dichter, Schriftsteller, Übersetzer
- Rudolf Wojtowicz (* 1956), Fußballspieler- und trainer
- Edward Simoni (* 1959), Musiker, Komponist
- Piotr Grella-Możejko (* 1961), Komponist
- Waldemar Legień (* 1963), Judoka und Olympiasieger
- Bernhard Swoboda (* 1965), deutscher Wirtschaftswissenschaftler und Hochschullehrer
- Roman Szewczyk (* 1965), ehemaliger Fußballspieler
- Adrian Józef Galbas (* 1968), römisch-katholischer Ordensgeistlicher, Erzbischof von Warschau
- Janusz Janikowski (* 1968), Eishockeyspieler
- Mariusz Śrutwa (* 1971), Fußballspieler
- Thomas Nachlik (* 1972), deutscher Comiczeichner und Illustrator
- Michał Probierz (* 1972), Fußballspieler und -trainer
- Dominik Strycharski (* 1975), Jazz- und Improvisationsmusiker
- Dorota Kobiela (* 1978), Malerin, Animationskünstlerin, Regisseurin und Drehbuchautorin
- Paul Freier (* 1979), deutscher Fußballnationalspieler
- Lydia Benecke (* 1982), deutsche Kriminalpsychologin und Schriftstellerin
- Marius Sowislo (* 1982), deutscher Fußballspieler
- Andrzej Cibis (* 1987), deutsch-polnischer Tänzer (Teilnehmer bei Let’s Dance)
- Peter Torebko (* 1988), deutscher Tennisspieler
- Katarzyna Pawlik (* 1989), Schwimmerin
- Magdalena Gorzkowska (* 1992), Sprinterin
- Magdalena Stefanowicz (* 200), Sprinterin

### Bekannte Einwohner
- Waldemar Dyhrenfurth (1849–1899), Staatsanwalt, Schöpfer des Bonifatius Kiesewetter
- Richard Gillar (1855–1939), gab 1895 in Beuthen ein Gesangbuch für die polnische Bevölkerung und ein zugehöriges Choralbuch heraus.
- Martin Max (* 1968), ehemaliger deutscher Fußballnationalspieler

### Sonstige Persönlichkeiten der Stadt
- August Froehlich (1891–1942), NS-Widerstandskämpfer und Märtyrer KZ-Dachau, Schulzeit in Beuthen

## Weiteres
Die Beuthener Straße in Nürnberg ist nach dem Ort benannt.